# Marraquexe

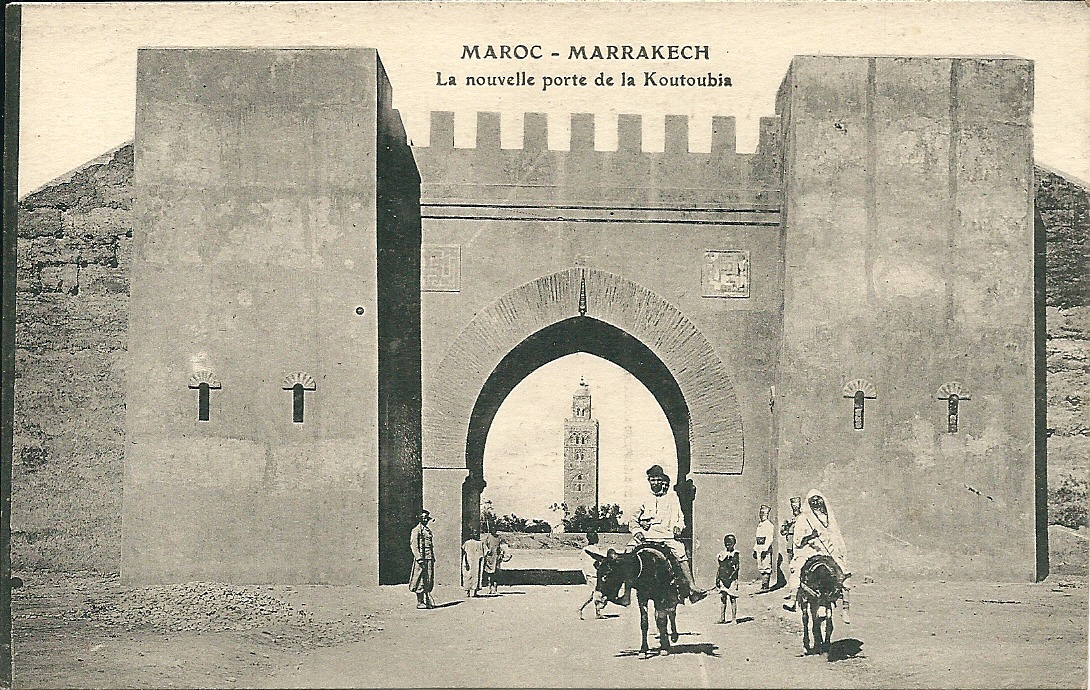
Postal do início do século XX da Porta da Cutubia

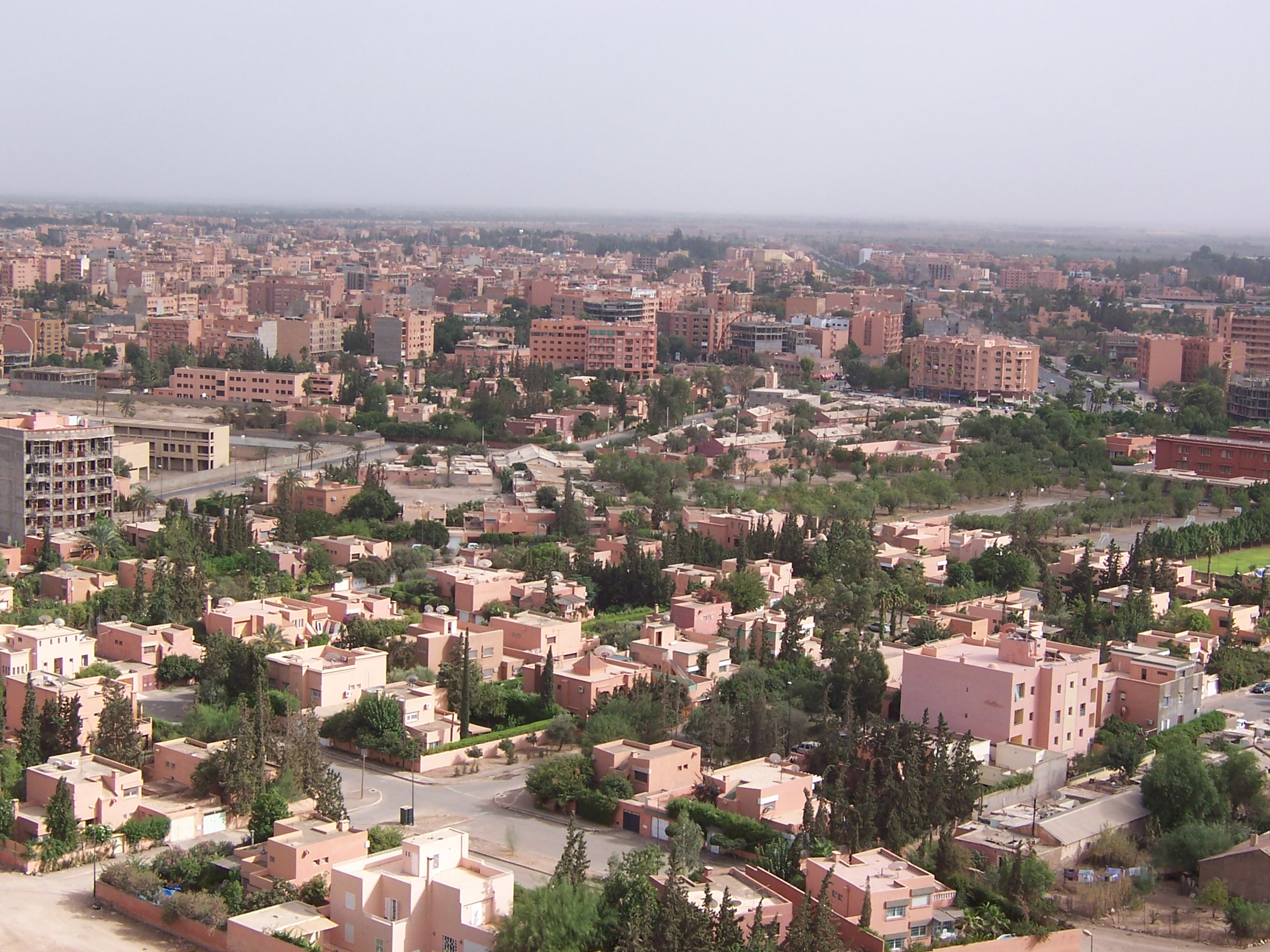
Vista panorâmica parcial da cidade, com os seus característicos edifícios cor-de-rosa

Marraquexe (em francês: Marrakech; em árabe: مراكش; Marrākuš; em berbere: ⵎⵕⵕⴰⴽⵛ; Meṛṛakec) é uma cidade do centro-sudoeste de Marrocos, situada perto do sopé norte da cordilheira do Alto Atlas. Conhecida como a "cidade vermelha", a "pérola do sul" ou a "porta do sul", é a capital da prefeitura homónima e da região de Marraquexe-Safim. Em 2004 tinha 801 043 habitantes na zona urbana e 1 070 838 habitantes na prefeitura.
É a quarta maior cidade do país, a seguir a Casablanca, Fez e Tânger. Situa-se 580 km a sudoeste de Tânger, 327 km a sudoeste de Rabate, 240 km a sudoeste de Casablanca e 246 km a nordeste de Agadir. É  das chamadas quatro cidades imperiais de Marrocos (as outras são Fez, Mequinez e Rabate) e a que atrai mais turistas.
A zona é habitada desde o Neolítico, quando agricultores berberes ali viviam, mas a cidade só foi fundada em 1062 por Abu Becre ibne Omar, um caudilho berbere primo do emir almorávida Iúçufe ibne Taxufine. No século XII os Almorávidas construíram muitas madraças (escolas islâmicas) e mesquitas na cidade que apresentavam influências da arquitetura do Alandalus (Ibéria muçulmana). As muralhas avermelhadas da cidade, construídas por Ali ibne Iúçufe (Ben Youssef) em 1122-1123 e vários edifícios construídos em pedra igualmente avermelhada durante este período estão na origem de uma das suas alcunhas — "cidade vermelha" ou "cidade ocre". Marraquexe desenvolveu-se rapidamente e tornou-se um centro cultural, religioso e comercial para o Magrebe e para a região subsariana de África. A praça Jemaa el-Fna ainda hoje é a mais movimentada e animada de África; em 2001 foi inscrita nas listas do Património Cultural Imaterial da Humanidade. Depois de um período de declínio, a cidade foi ultrapassada por Fez, mas no princípio do século XVI tornou-se novamente a capital de Marrocos. Marraquexe ganhou de nova a sua proeminência durante os reinado dos ricos sultões saadianos Abu Abedalá Alcaim (r. 1509–1517) e Amade Almançor (r. 1578–1603), que a embelezaram com sumptuosos palácios como o el Badi (1578) e restauraram muitos monumentos em ruínas. A partir do século XVII, a cidade tornou-se popular entre os peregrinos sufistas devido a nela se situarem os túmulos dos chamados Sete Santos de Marraquexe.
À semelhança de muitas cidades marroquinas, Marraquexe tem uma parte antiga (ou almedina), correspondente à cidade primitiva, cercada de muralhas, fortificada, com ruas pejadas de lojas e vendedores de rua, rodeada por bairros modernos, nomeadamente Gueliz, o mais elegante deles, situado junto ao centro. A almedina de Marraquexe está classificada como Património Mundial desde 1985. A cidade é atualmente um importante centro económico e um destino turístico de fama mundial. Marraquexe tem também o maior soco (suq, mercado tradicional) berbere, com os 18 socos especializados que se concentram na almedina, onde se vendem e por vezes também se fabricam os mais variados produtos, que vão desde os tapetes tradicionais berberes até à eletrónica de consumo moderna. O artesanato ocupa uma parte significativa da população,  e a sua produção destina-se principalmente aos turistas.

## Toponímia
O significado e origem exatas do topónimo são temas de debate. Provavelmente tem origem nas palavras amazigues (berberes) mur (n) akush (em tifinague: ⵎⵓⵔ ⵏ ⴰⴽⵓⵛ), que significam "Terra de Deus". Contudo, alguns alegam que o nome da cidade foi documentado pela primeira vez num manuscrito século XI da biblioteca Quaraouiyine de Fez, onde o seu significado
é apresentado como "país dos filhos de Cuxe". A palavra mur é usada atualmente em berbere na sua forma feminina tamurt. A mesma palavra mur pode ter originado o nome Mauritânia do reino norte-africano da Antiguidade, apesar dessa ligação ser controversa porque esse mesmo nome possivelmente tem origem no grego μαύρος (mauros), a antiga designação grega para os negros. A grafia em alfabeto berbere latino é Mṛṛakc e em árabe marroquino a pronúncia soa algo como "mer-reqx" (ou "merrequexe com as 3 últimas vogais praticamente mudas).
Desde a Idade Média até ao início do século XX, Marrocos era conhecido como "Reino de Marraquexe", devido à cidade ter sido frequentemente a capital histórica do país ou dos seus reinos mais importantes. O nome de Marrocos em persa (مراكش), urdu e muitas línguas do Ásia Meridional ainda hoje é o mesmo da cidade. Em várias línguas europeias, nomeadamente em português, o nome do país deriva diretamente da palavra berbere Murakush. Por outro lado, a cidade era chamada no passado simplesmente "Cidade de Marrocos" (ou algo semelhante) por viajantes estrangeiros. O nome da cidade e do país divergiram depois do Tratado de Fez ter tornado Marrocos um protetorado francês e espanhol, mas o antigo uso intermutável continuou a ser muito usado até ao interregno de Maomé ibne Arafa (r. 1953–1955). Este último episódio pôs em marcha o retorno do país à independência, quando Marrocos se tornou oficialmente  al-Mamlaka al-Maġribiyya (em árabe: المملكة المغربية; "Reino do Magrebe" ou "Reino do Ocidente"), sem referência à cidade de Marraquexe.
A cidade é conhecida por várias alcunhas, como "Cidade Vermelha", "Cidade Ocre" ou "Filha do Deserto" e foi usada em analogias poéticas como a que compara a cidade a "um tambor que rufa uma identidade africana na complexa alma de Marrocos".
Em português, a forma vernácula é Marraquexe, cuja prosódia se alterou historicamente. Em obras como o DOELP de José Pedro Machado, o Vocabulário da Língua Portuguesa de Rebelo Gonçalves e as do brasileiro Antenor Nascentes, a palavra aparece grafada como proparoxítona (Marráquexe). Por sua vez, a Grande Enciclopédia Portuguesa e Brasileira e a Enciclopédia Larousse grafam unicamente "Marraquexe" para o nome português da cidade. "Marraquexe" é igualmente a forma consagrada na seção toponímica do Grande Dicionário da Porto Editora, bem como a forma oficialmente adotada atualmente pela União Europeia, pelo Vocabulário Onomástico da Academia Brasileira de Letras (com força de lei no Brasil), pelo Ministério das Relações Exteriores do Brasil e pelo governo português. A grafia francesa Marrakech também é usada em português.

## História

### Origens e fundação da cidade pelos Almorávidas
A região de Marraquexe foi habitada por agricultores desde o Neolítico, conforme é atestado por vários artefactos de pedra desenterrados na área. A cidade foi fundada em 1062 (454 da Hégira) por Abu Becre ibne Omar, caudilho dos Almorávidas e primo em segundo grau do fundador da dinastia almorávida, Iúçufe ibne Taxufine (r. 1061–1106). Sob o regime dos Almorávidas, guerreiros piedosos e eruditos do deserto, foram construídas em Marraquexe numerosas mesquitas e madraças (escolas corânicas). O crescimento muito rápido fez com que a cidade se tornasse uma cidade um centro cultural e religioso, suplantando Agmate, que há muito era a capital do al Haouz, e se constituísse como um importante  centro de comércio entre o Magrebe e a África subsariana. Artesãos andalusinos de Córdova e de Sevilha construíram e decoraram vários palácios na cidade, desenvolvendo o estilo Omíada, caracterizado por cúpulas esculpidas e arcos apontados.
Iúçufe ibne Taxufine completou a Mesquita ibne Iúçufe (Mesquita Ben Youssef), a primeira da cidade e batizada com o nome do seu filho, construiu casas, cunhou moeda e levou para a cidade ouro e prata em caravanas. Marraquexe tornou-se a capital do Império Almorávida, que se estendia desde o Tafilete (nos limites setentrionais do deserto do Sara) até ao Ebro (no nordeste da Península Ibérica) e da costa atlântica marroquina até Argel.
Marraquexe é uma das mais importantes cidadelas do mundo muçulmano. A cidade foi fortificada pelo filho de ibne Taxufine, Ali ibne Iúçufe (Ben Youssef), que em 1122–1123 mandou construir as muralhas que ainda hoje existem, além de construir mais mesquitas e palácios. Também desenvolveu um sistema hídrico subterrâneo conhecido como a rhettara para irrigar o seu novo jardim e horta. Em 1125, o pregador ibne Tumarte, fundador do movimento religioso almóada instalou-se em Tinmel, nas montanhas a sul de Marraquexe, após ter sido expulso da cidade. Pregou contra os Almorávidas e influenciou uma revolta que chegou a tomar Agmate, depois de ter cercado Marraquexe sem sucesso em 1130.

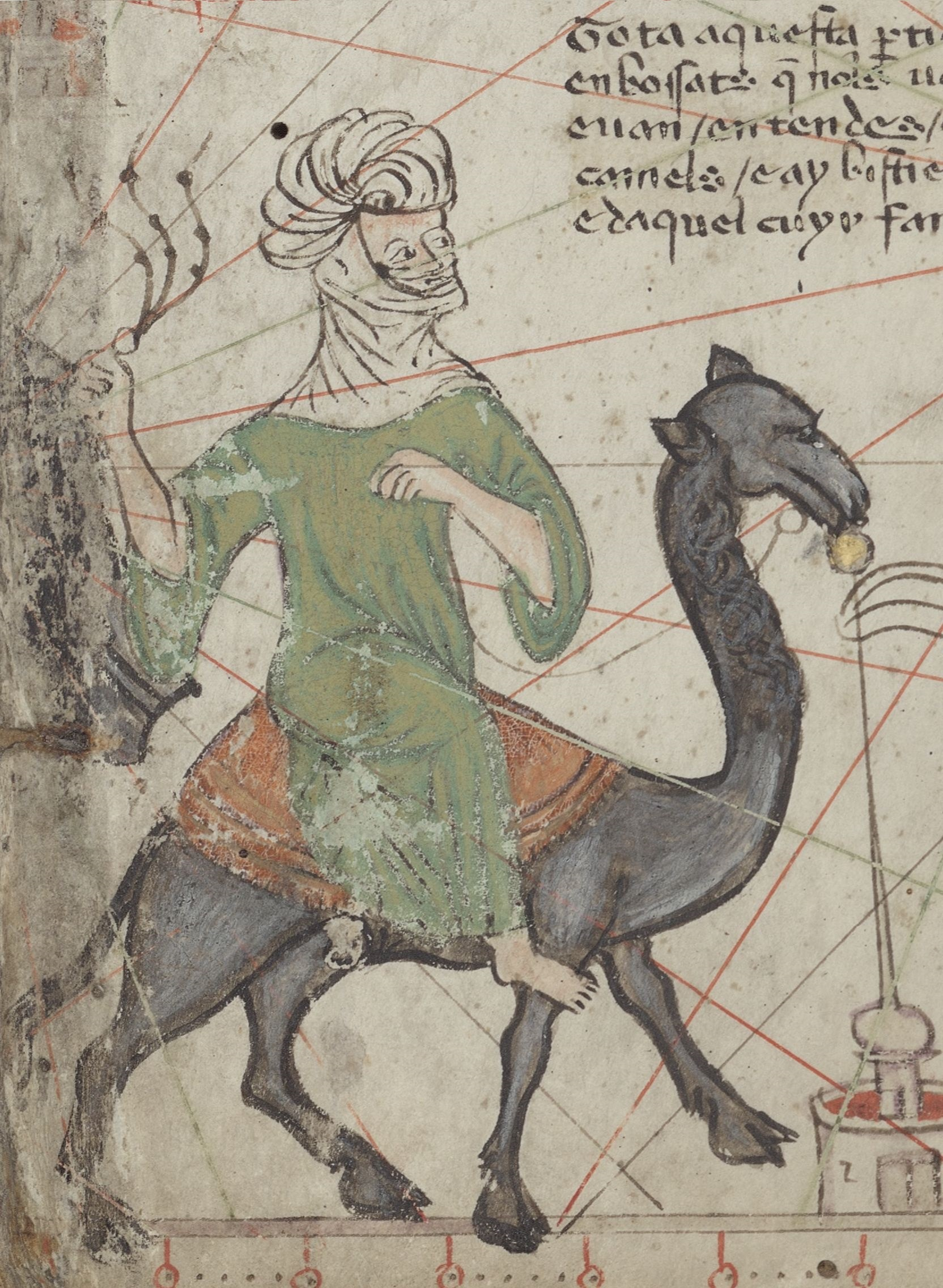
Abu Becre ibne Omar, o fundador de Marraquexe, no Atlas Catalão do século XIV
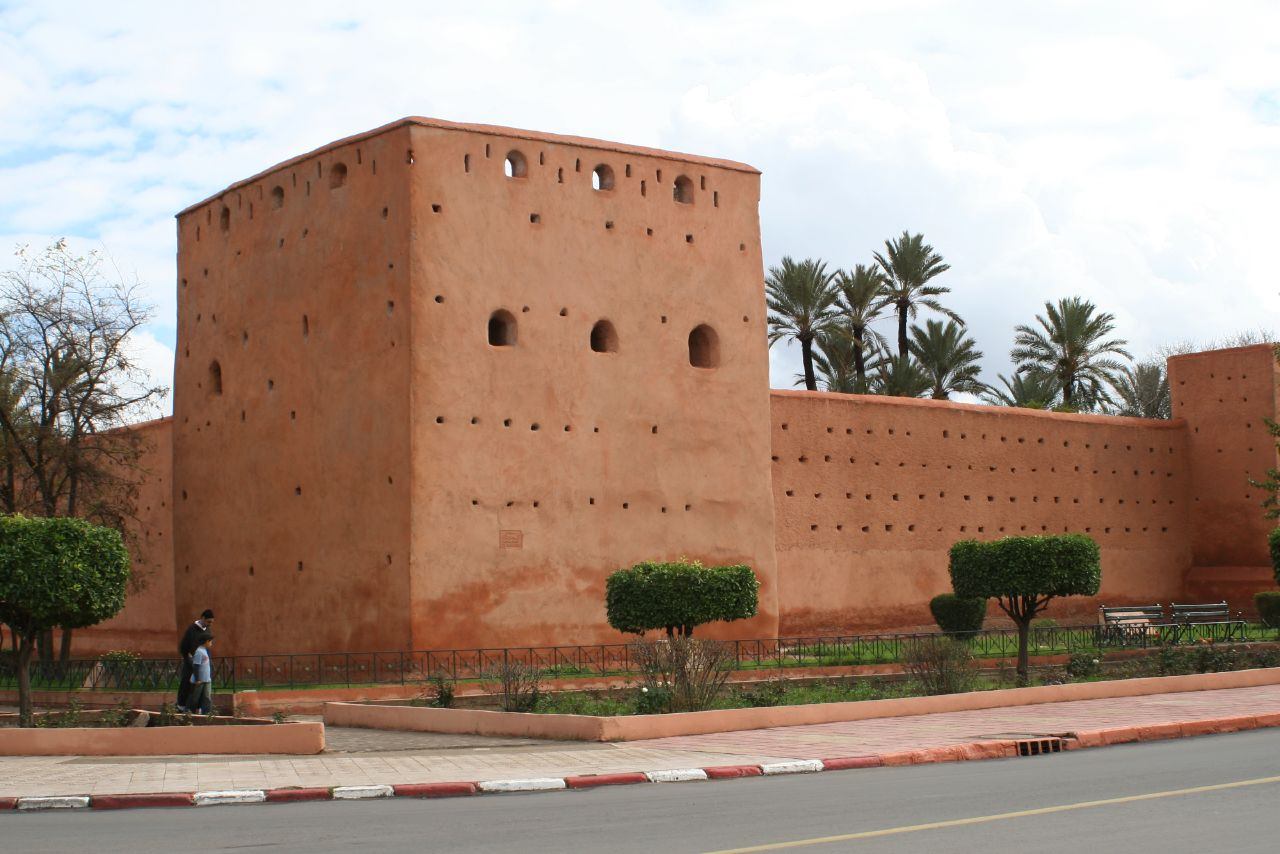
Trecho da muralha, originalmente construída pelos Almorávidas no século XII
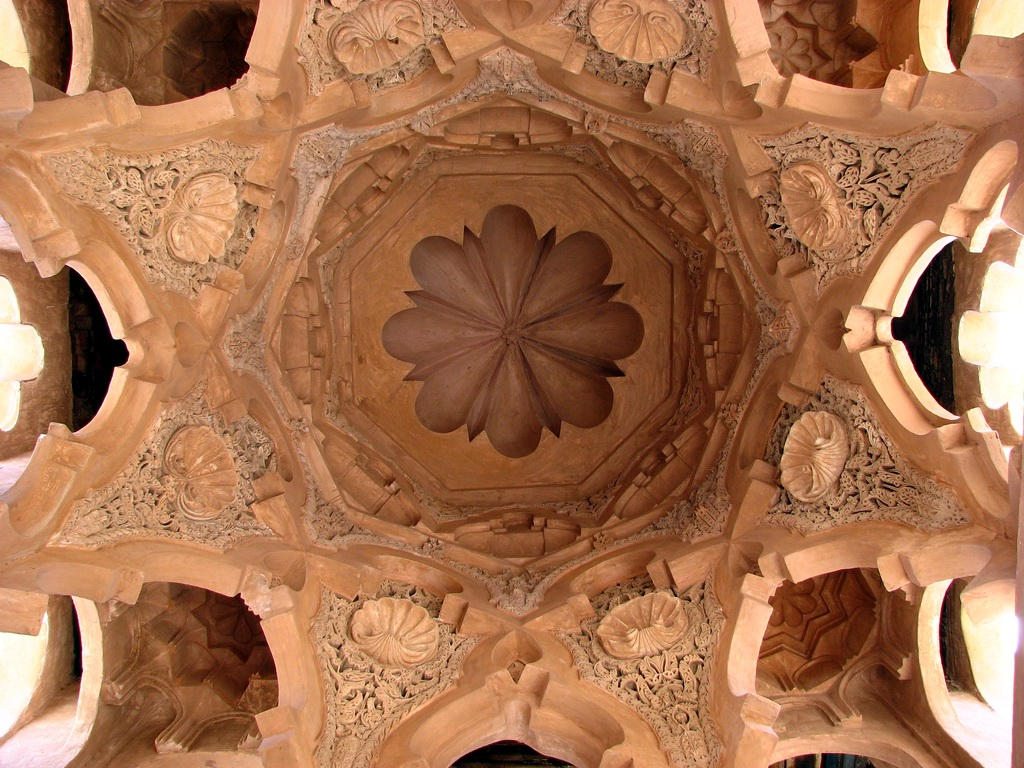
Interior da cúpula da Cuba Almorávida, o único monumento almorávida de Marraquexe que chegou aos nossos dias
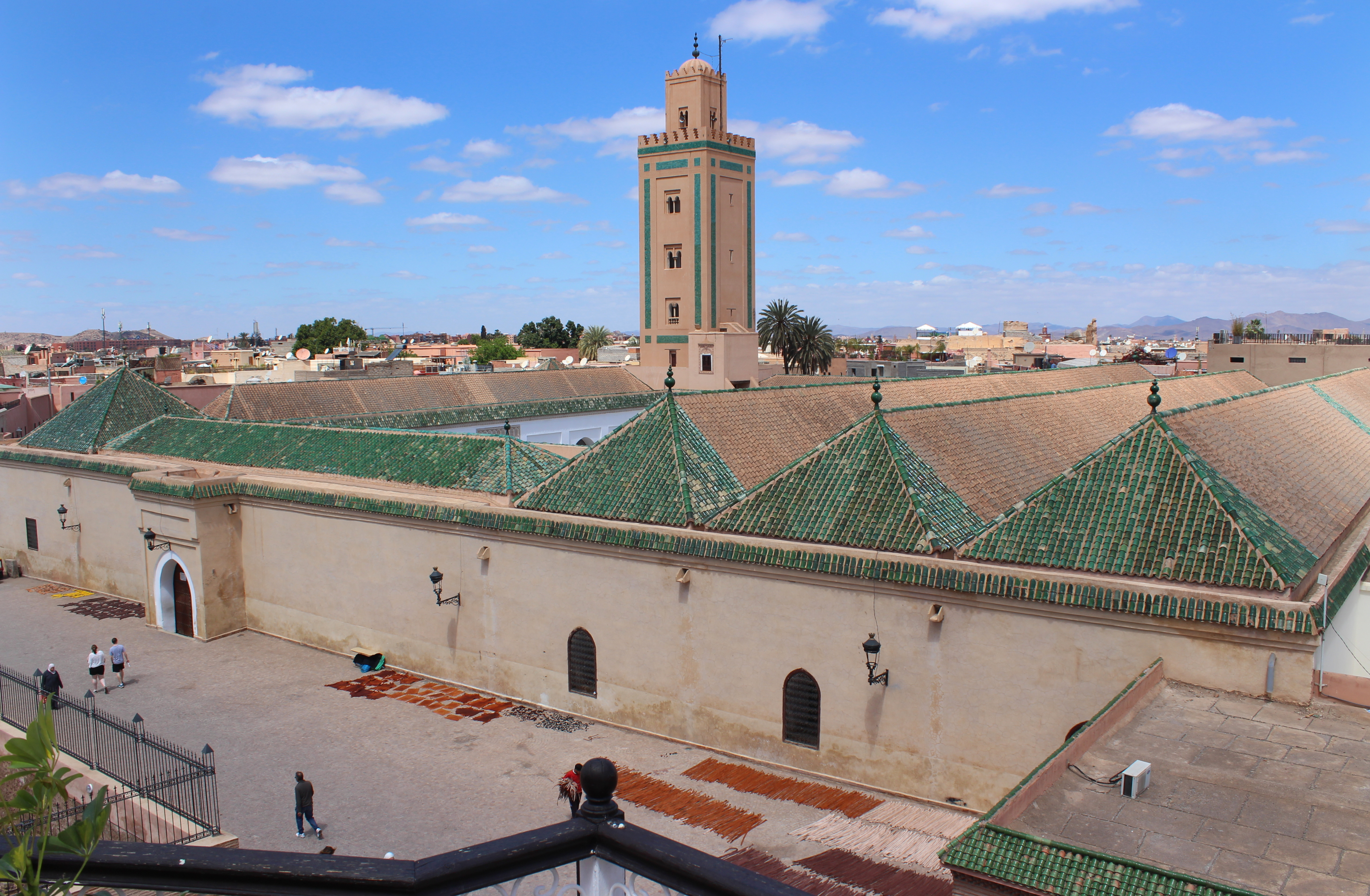
Mesquita ibne Iúçufe, constrúída originalmente no século XI

### Período almóada e declínio

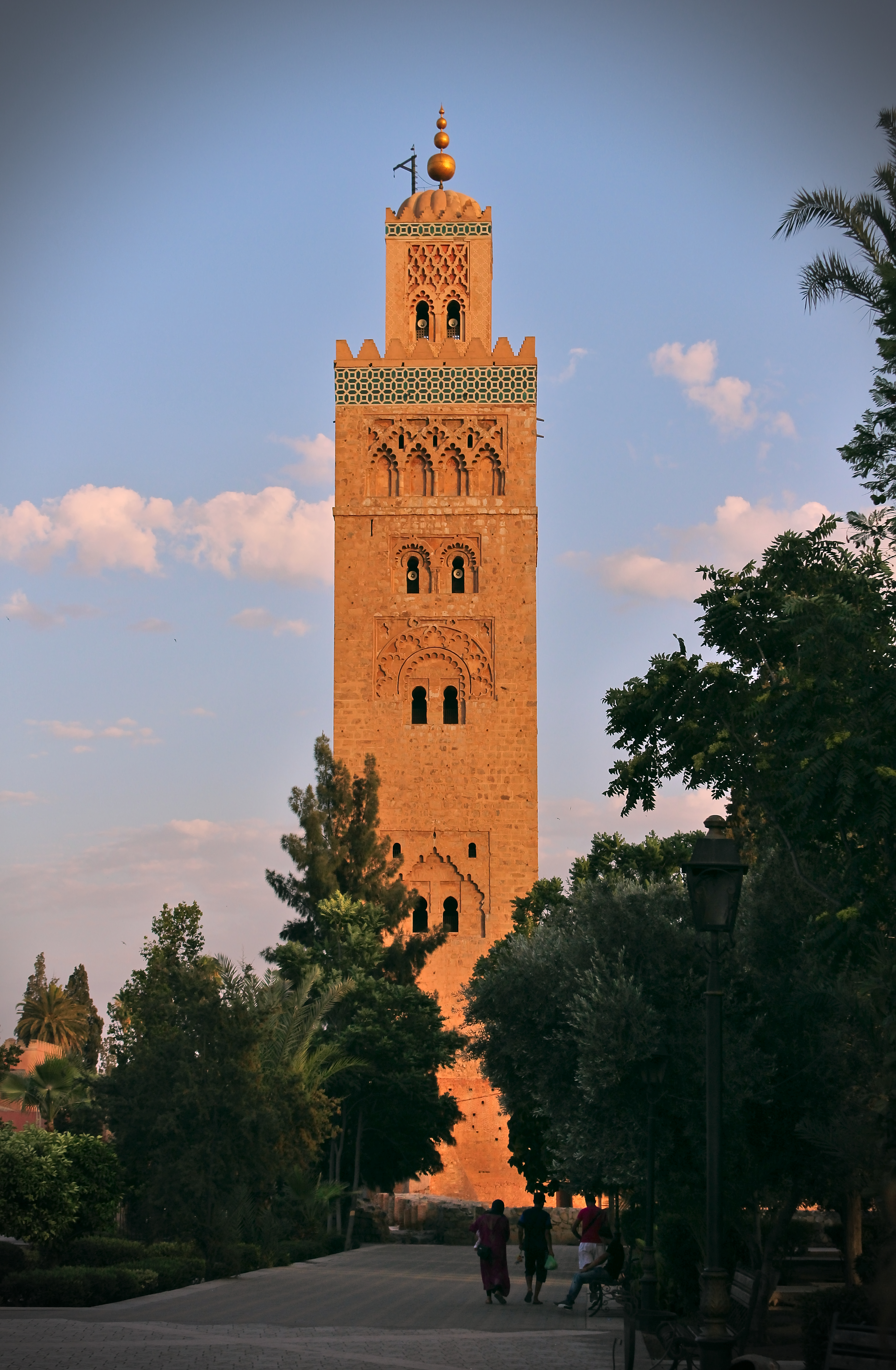
Minarete da Mesquita Cutubia, um dos monumentos emblemáticos da cidade, construído pelos almóadas no fim do século XII

Os almóadas, membros da tribo berbere dos Masmudas, originários das montanhas Alto Atlas e muçulmanos ortodoxos, tomaram Marraquexe em 1147, liderados por Abde Almumine. Depois de um longo cerco e da morte de cerca de 7 000 pessoas, os últimos Almorávidas foram exterminados, à exceção dos que lograram fugir para as ilhas Baleares. A cidade foi saqueada e muitos dos monumentos da cidade foram destruídos. Os almóadas construíram vários palácios e edifícios religiosos, dentre os quais se destaca a famosa mesquita Cutubia (1184–1199), erigida sobre as ruínas de um palácio almorávida, cujo minarete é gémeo da Giralda de Sevilha e da Torre Haçane de Rabate, desenhadas pelo mesmo arquiteto. A casbá era a residência do califa, um título ostentado pelos governantes almóadas a partir do reinado de Abde Almumine, que rivalizava com o Califado Abássida do Oriente. A casbá recebeu o nome do califa Almançor. O sistema de irrigação foi aperfeiçoado para abastecer de água os novos palmeirais e jardins, incluindo os da Menara. Graças à sua reputação cultural, Marraquexe atraiu muitos escritores e artistas, especialmente do Alandalus, entre eles o célebre filósofo e polímata Averróis (ibne Ruxide) de Córdova.
A morte de Abu Iacube Iúçufe II (r. 1213–1223/24) em 1223/24 deu início a um período de instabilidade. Marraquexe tornou-se um reduto dos xeques tribais almóadas e dos ahl ad-dar (descendentes de ibne Tumarte), que procuraram tomar de volta o poder do clã governante almóada. A cidade foi tomada, perdida e novamente retomada pela força várias vezes por uma série de califas e pretendentes. Uma dessas disputas foi a brutal conquista pelo califa sevilhano Idris Almamune, a que se seguiu um massacre dos xeques tribais almóadas e das suas famílias, além do repúdio público das doutrinas de ibne Tumarte feita pelo califa no púlpito da mesquita da casbá. A seguir à morte de Almamune em 1232, a sua viúva tentou instalar no trono o seu filho, com o apoio dos chefes do exército almóada e mercenários espanhóis, a quem foi prometido entregar Marraquexe para que fosse saqueada. Ao saber disso, a população de Marraquexe procurou fazer um acordo com os comendantes militares e salvou a cidade da destruição pagando a avultada soma de 500 000 dinares.
Em 1269, a cidade foi conquistada por tribos Zenetas nómadas, que derrotaram o último governante almóada. A cidade entrou então em declínio, que a breve trecho levaria a que perdesse o seu estatuto de capital para a rival Fez.

### Períodos saadiano e alauita

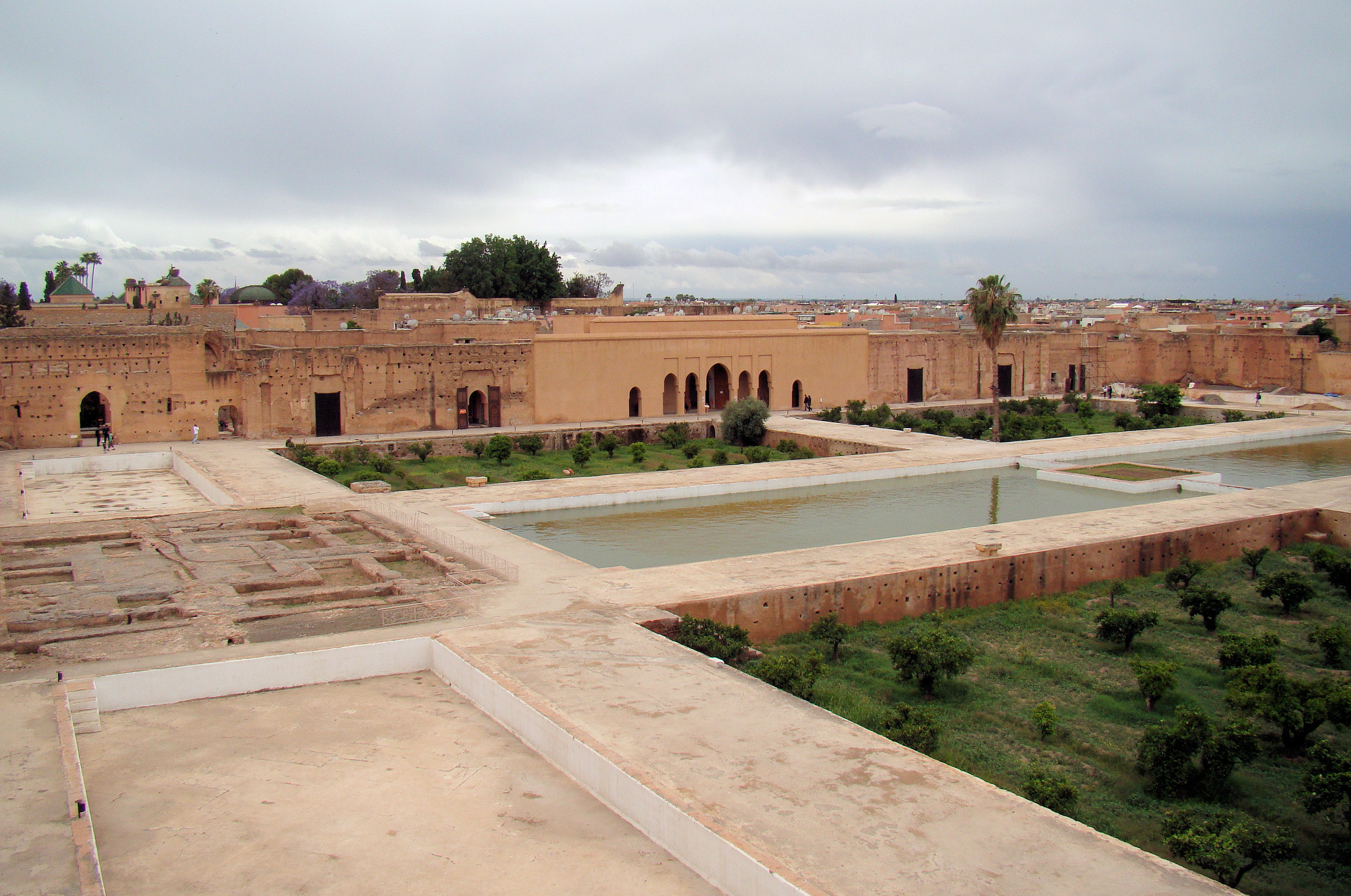
Ruínas do Palácio el Badi, construído no último quartel do século XVI pelo sultão saadiano para comemorar a sua vitória na Batalha de Alcácer Quibir

No início do século XVI Marraquexe voltou a ser novamente a capital do reino, depois de um período em que foi a capital dos emires Hintata. A cidade restabeleceu rapidamente o seu estatuto, sobretudo durante os reinados dos sultões saadianos Abu Abedalá Alcaim (r. 1509–1517) e Amade Almançor (r. 1578–1603). Graças às riquezas acumuladas pelos sultões saadianos, Marraquexe foi embelezada com palácios sumptuosos e os seus monumentos arruinados foram restaurados. O Palácio el Badi, erigido em 1578, era quase uma réplica da Alhambra, o palácio dos reis nacéridas de Granada, que foi construído com materiais caros e raros, incluindo mármores de Itália, pó de ouro do Sudão, pórfiro da Índia e jade da China. O palácio destinava-se principalmente à realização de receções faustosas a embaixadores da Espanha, Inglaterra e do Império Otomano, mostrando o Marrocos saadiano como uma nação cujo poder e influência chegavam a paragens tão distantes como as fronteiras do Níger e do Mali. Durante a dinastia saadiana, Marraquexe retomou a sua anterior posição como ponto de contacto entre as rotas das  caravanas do Magrebe, do Mediterrâneo e da África subsariana.
Desde há vários séculos que Marraquexe é conhecida por ser o local onde se encontram os túmulos dos sete padroeiros de Marrocos (Sebaatou Rizjel ou Sete Santos de Marraquexe). Quando o sufismo se encontrava no seu auge de popularidade, no final do século XVII, durante o reinado de Mulei Ismail, foi criado o festival desses santos pelo académico e escritor Abu Ali Haçane Iussi, a pedido do sultão. Os túmulos dos santos foram então trasladados para Marraquexe para atrair peregrinos e a peregrinação associada aos Sete Santos é atualmente uma instituição firmemente estabelecida. Devido ao seu carácter sagrado, até 1867 os cristãos europeus só podiam entrar na cidade se tivessem uma autorização especial do sultão. Curiosamente, os judeus da Europa Oriental estavam autorizados a entrar na cidade. Apesar da proibição, alguns exploradores e aventureiros ocidentais, como Charles de Foucauld, lograram visitar Marraquexe fazendo-se passar por judeus da Europa Oriental, que eram olhados com menos desconfiança do que os cristãos pelos habitantes da cidade. A desconfiança em relação aos estrangeiros não era apenas dos muçulmanos; os judeus de Marraquexe, extremamente ortodoxos, como na generalidade do Magrebe, viam com maus olhos inclusivamente os judeus estrangeiros, que eram até proibidos de entrar nas sinagogas, como relatou o diplomata francês Eugène Aubin (1863–1934) na descrição da sua passagem pela cidade.

### Século XX, protetorado

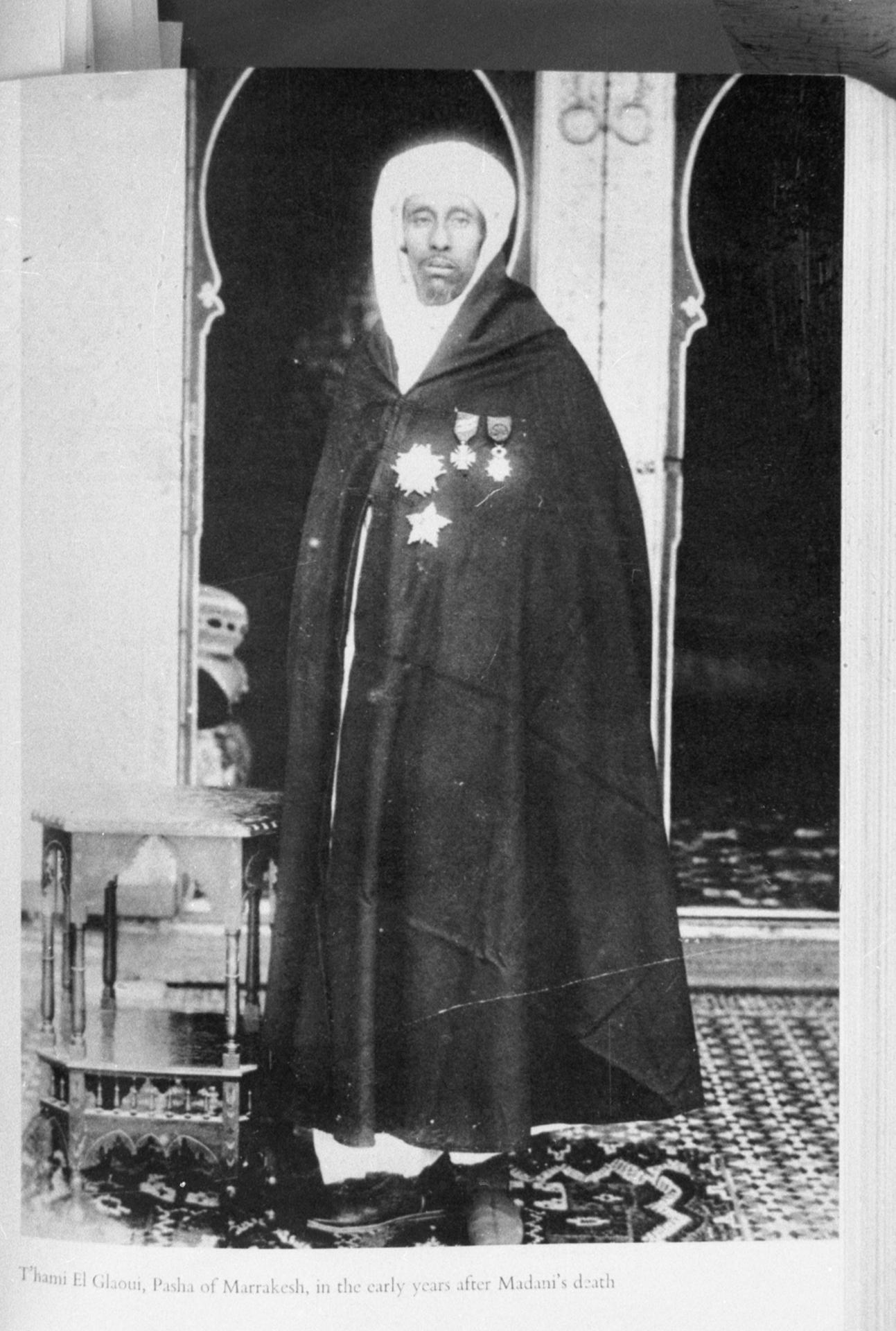
Thami El Glaoui, líder tribal dos Gloua e paxá de Marraquexe durante praticamente toda a primeira metade do século XX

Durante o início do século XX, Marraquexe passou alguns anos agitados. Depois da morte prematura do grão-vizir Bamade (Amade ibne Muça), que tinha sido nomeado regente até que o sultão Mulei Abdalazize atingisse a maioridade, o país foi atormentado por anarquia, revoltas tribais, conspirações de senhores feudais e intrigas das potências europeias. Em 1907, Abdal Hafide, irmão de Abdalazize, apoiado por Thami El Glaoui, o poderoso líder tribal dos Glaoua, é proclamado sultão pelas tribos do Alto Atlas e pelos académicos da Ulemá, que negavam a legitimidade do irmão. Ainda em 1907, o Dr. Mauchamp, um médico francês, foi assassinado em Marraquexe por ser suspeito de ser espião ao serviço do seu país. A França usou este incidente como pretexto para enviar tropas da cidade oriental de Ujda para o importante centro urbano de Casablanca, na costa ocidental. O exército colonial francês deparou com forte resistência da parte de Ahmed al-Hiba (o "Sultão Azul"), um filho do xeque Maa el-Ainin, que veio do Sara à frente dos seus guerreiros da tribo nómada dos reguibates.
A 30 de março de 1912, foi estabelecido o Protetorado Francês em Marrocos. Em setembro desse ano, a coluna francesa de Mangin derrotou as forças de al-Hiba na Batalha de Sidi Bu Othman. A conquista da região de Marraquexe foi facilitada pela reunião das tribos Imzwarn e dos seus líderes com a poderosa família Glaoui, que conduziu a um massacre de cidadãos de Marraquexe nos tumultos que se seguiram.
Thami El Glaoui, conhecido como "Senhor do Atlas", tornou-se o paxá de Marraquexe, um posto que conservou praticamente durante os 44 anos que durou o protetorado (1912–1956). El Glaoui dominou a cidade e tornou-se famoso pela sua colaboração com as autoridades coloniais, que culminou num complô para destronar Maomé ibne Iúçufe (Maomé V) e substitui-lo pelo primo do sultão, Maomé ibne Arafa, que ocupou o trono entre 1953 e 1955. Glaoui, que já era conhecido pelas suas aventuras amorosas e estilo de vida luxuoso, tornou-se um símbolo da ordem colonial marroquina. Porém, não conseguiu conter a ascensão dos sentimentos nacionalistas nem a hostilidade de uma proporção crescente da população marroquina. Tão pouco resistiu às pressões dos franceses, que concordaram em pôr fim ao protetorado em 1956 devido à Guerra da Argélia (1954–1962), que estalou imediatamente a seguir ao fim da Primeira Guerra da Indochina (1946–1954), na qual participaram recrutas marroquinos que combateram no Vietname com o exército francês. Depois de dois exílios sucessivos na Córsega e em Madagáscar, Maomé ibne Iúçufe foi autorizado a regressar a Marrocos em novembro de 1955, pondo fim ao governo despótico de Glaoui em Marraquexe e na região em volta. Em 2 de março de 1956 foi assinado um protocolo em que era reconhecida a independência de Marrocos, entre o ministro dos negócios estrangeiros francês, Christian Pineau, e M’Barek Ben Bakkai.

### Pós-independência

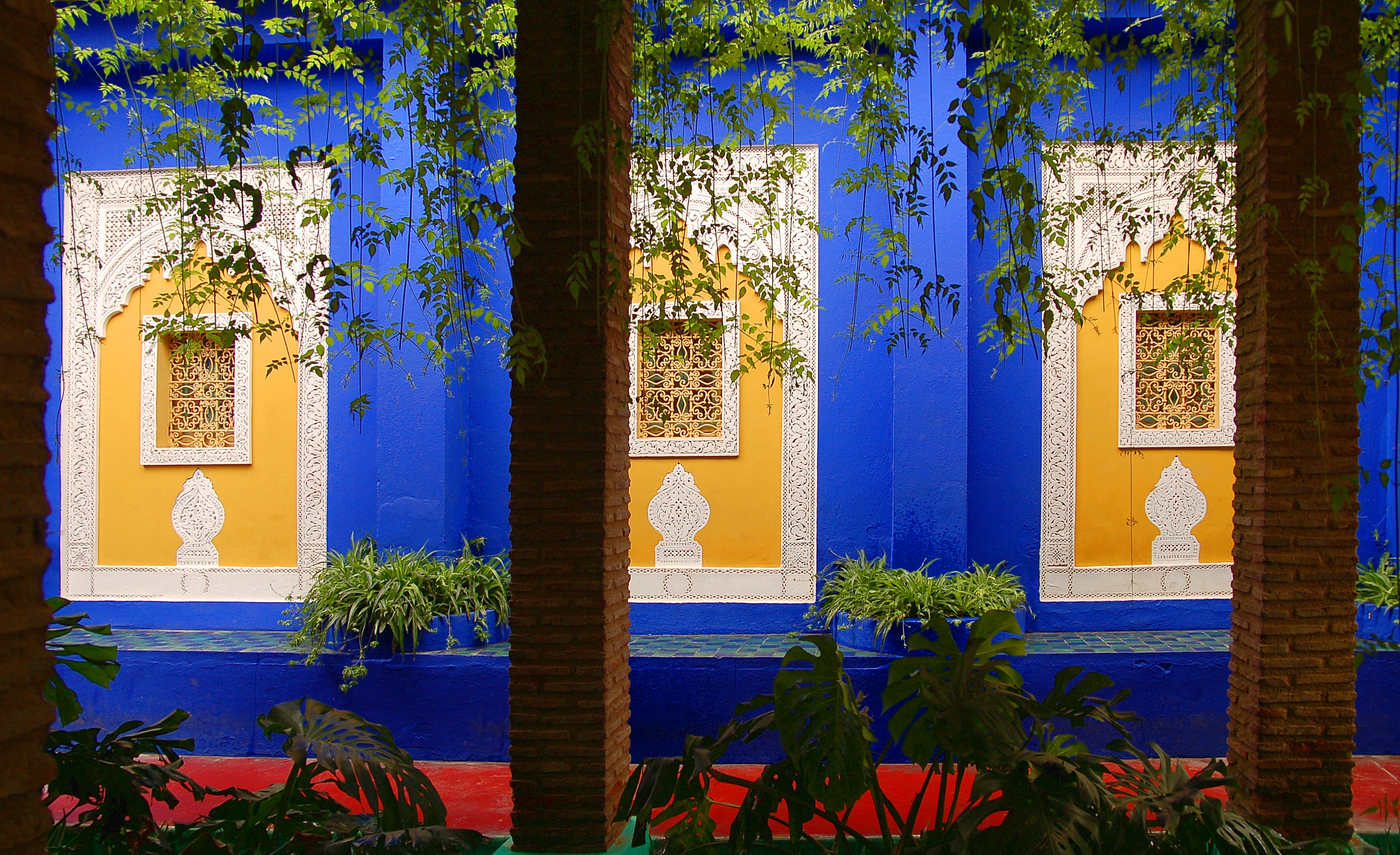
Villa Majorelle, construída pelo pintor francês Jacques Majorelle, que residiu em Marraquexe durante várias décadas. A casa e o seu célebre jardim foi depois comprada em 1980 por Yves Saint Laurent e o seu companheiro Pierre Bergé

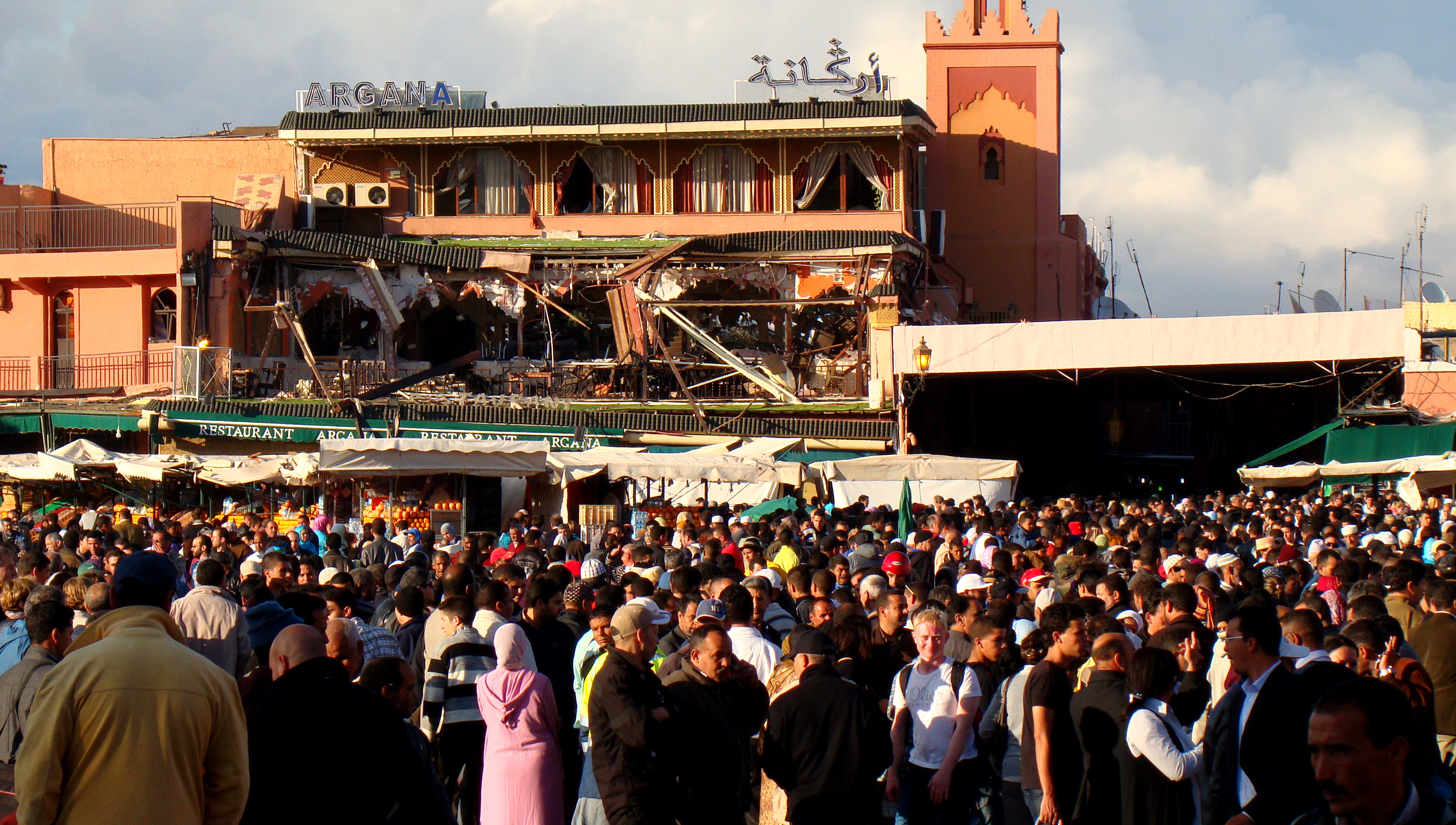
O Café Argana, na praça Jemaa el-Fna em 28 de abril de 2011, dia em que foi destruído por um atentado terrorista à bomba

Desde a independência de Marrocos que Marraquexe se tem desenvolvido como destino turístico. Nas décadas de 1960 e início da década de 1970, a cidade tornou-se uma "meca hippie", atraindo numerosas estrelas de rock e da moda, músicos, artistas, realizadores de cinema, atores, etc., que contribuíram decisivamente para que as receitas turísticas do país duplicassem entre 1965 e 1970. Yves Saint Laurent, Jean Paul Getty, Beatles e os Rolling Stones foram algumas das celebridades mundiais que passaram bastante tempo em Marraquexe nessa altura. Saint Laurent e o seu amante, o mecenas e filantropo Pierre Bergé, compraram uma villa com um grande jardim na cidade, construída pelo pintor Jacques Majorelle, conhecida como Jardim Majorelle. Graham Nash também esteve na cidade e uma das canções mais célebres dos Crosby, Stills and Nash, "Marrakesh Express", relata a sua viagem de comboio feita entre Casablanca e Marraquexe em 1966.
Desde a década de 1960, imigrantes, sobretudo franceses, têm feito investimentos avultados em Marraquexe, nomeadamente recuperando muitos riades e palácios, grande parte deles atualmente a funcionar como alojamentos turísticos. Desde então foram renovados muitos edifícios na velha almedina e foram construídas numerosas casas novas e bairros suburbanos, bem como novos hotéis.
Várias agências das Nações Unidas têm atividades em Marraquexe desde o início dos anos 1970. Em 1985, a UNESCO declarou a almedina, a área mais antiga da cidade, como Património Mundial, o que aumentou a celebridade internacional do património cultural da cidade. Na década de 1980, o bilionário Patrick Guerrand-Hermès comprou a propriedade de Ain el Quassimou, construída no final doséculo XIX para Olga Tolstói, filha de Liev Tolstói, e que pertenceu a Barbara Hutton; atualmente Ain el Quassimou  faz parte do Royal Polo Club de la Palmeraie. Em 15 de abril de 1994 foi assinado na cidade o Acordo de Marraquexe, que estabeleceu a Organização Mundial do Comércio. Em março de 1997 a cidade acolheu o primeiro Fórum Mundial da Água, organizado pelo Conselho Mundial da Água. Em 28 de junho de 2013 foi assinado o Tratado de Marraquexe (oficialmente chamado "Tratado de Marraquexe para facilitar o acesso às obras publicadas pelas pessoas cegas, com deficiência visual ou com outras dificuldades para aceder ao texto impresso"), promovido pela Organização Mundial da Propriedade Intelectual.
No século XXI houve um boom no setor imobiliário de Marraquexe, registando-se um enorme aumento do número de hotéis, centros comerciais e casas de habitação, impulsionado pelas políticas do rei Maomé VI, que tinham como objetivo aumentar o número de turistas que visitavam Marrocos para 20 milhões em 2020.
Foi em Marraquexe, a 24 de agosto de 1994, que ocorreu o primeiro atentado terrorista registado em Marrocos — três franco-argelinos dispararam sobre turistas no Hotel Atlas Asni, matando dois turistas espanhóis e ferindo gravemente uma francesa. Alegadamente, o atentado foi organizado ou incitado pelos serviços secretos argelinos e provocou o encerramento das fronteiras entre os dois países e a degradação das relações marroquino-argelinas, que já eram muito tensas . Em 2010, ocorreu uma grande explosão de gás na cidade. Em 28 de abril de 2011 houve um atentado terrorista à bomba na praça Jemaa el-Fna, que provocou 15 vítimas mortais, a maior parte deles turistas, e destruiu o célebre Café Argana. Foram presos três suspeitos e, segundo a polícia, o principal deles estava ligado à Alcaida, embora a Alcaida no Magrebe Islâmico tivesse negado o seu envolvimento.

## Geografia e clima

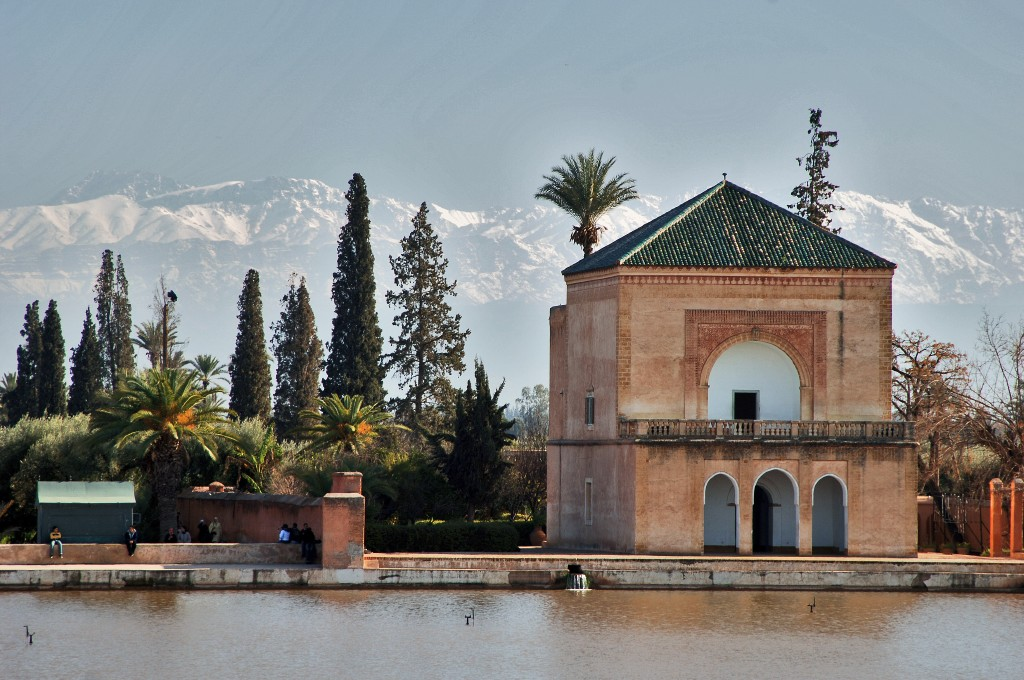
O pavilhão dos Jardins da Menara com as montanhas do Alto Atlas cobertas de neve ao fundo

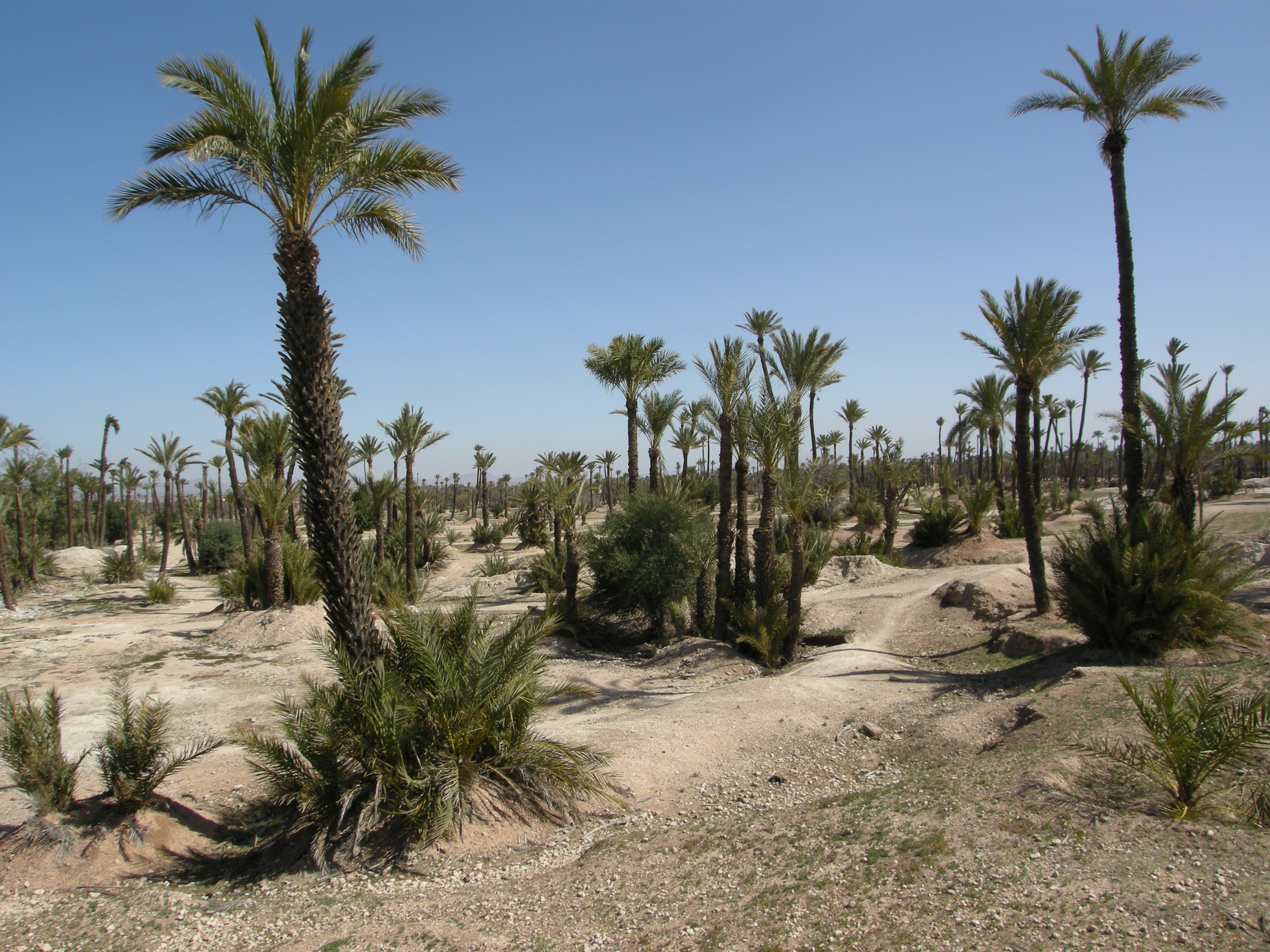
O Palmeraie (Palmeiral) de Marraquexe

Marraquexe situa-se 330 km a sudoeste da capital, Rabate, 580 km a sudoeste de Tânger, 240 km a sul de Casablanca, 180 km a leste de Essaouira, 200 km a sudoeste de Beni Mellal, 500 km a sudoeste de Fez e 250 km a nordeste de Agadir (distâncias por estrada). A cidade encontra-se num oásis junto ao flanco norte da cordilheira do Alto Atlas, cujos picos dominam o horizonte a sudoeste e sudeste. O ponto mais alto do Norte de África, o Jbel Toubkal (4 167 m de altitude) encontra-se cerca de 70 km em linha reta a sul da cidade. A horizonte a sul da cidade é dominado pelo Jbel Yagour, um extenso planalto com 2 300–2 700 m de altitude, rodeado de por altas escarpas vermelhas. A altitude média dos cumes do Alto Atlas, cobertos de neve durante grande parte do ano, é de mais de 3 000 m. As montanhas são compostas principalmente por calcário do Jurássico.
O antropólogo David Prescott Barrows (1873–1954) disse sobre Marraquexe que ela era a cidade «mais estranha de Marrocos» e descreveu a sua paisagem da seguinte forma:
| “ | A cidade situa-se a cerca de quinze a vinte milhas do sopé das montanhas do Atlas, que aqui atingem as suas maiores proporções. O espetáculo de das montanhas é soberbo. Através do ar límpido do deserto o olhar pode apreciar os contornos ásperos da cordilheira a grandes distâncias para norte e leste. As neves de inverno cobrem-nas de branco, e o céu turquesa cria um cenário para as suas rochas cinzentas e cimos brilhantes que é de uma beleza incomparável. | ” |
|   | — David Prescott Barrows . |   |

O vale de Ourika, situado cerca de 30 km a sul de Marraquexe, é um dos locais mais conhecidos turisticamente nos arredores da cidade, devido à sua  beleza natural. Com 130 000 hectares de terrenos verdejantes e mais de 180 000 palmeiras no seu Palmeraie (Palmeiral), Marraquexe é um oásis com grande variedade de plantas. Ao longo das estações do ano, o perfume e cores de árvores como laranjeiras, figueiras, romãzeiras e oliveiras são parte do encanto dos vários jardins da cidade, nomeadamente os de de Agdal e da Menara.
A cidade expandiu-se para norte do antigo centro histórico, com a criação de subúrbios como Daoudiate, Diour el Massakine, Iamama, Sidi Abbad, Sakar, e Malizia; para sudeste com o subúrbio de Sidi Youssef Ben Al; para oeste com Massima; e para sudoeste com Hay Annahda, Berradi e para além do aeroporto. Na estrada P2017, que se dirige para sul, fora do centro urbano há grandes aldeias ou vilas como Douar Lahna, Touggana, Lagouassem e Lahebichate, antes de chegar à cidade de Tahannaout, situada no sopé do Alto Atlas.

### Clima
O clima de de Marraquexe é predominantemente do tipo semiárido quente (Köppen-Geiger: BSh), com invernos amenos com alguma humidade e verões quentes e secos. As temperaturas médias são aproximadamente 12°C no inverno e 32 a 45 °C no verão. O padrão de precipitação, com invernos relativamente chuvosos e verões secos é similar ao que se encontra em zonas mediterrânicas, mas devido ao facto de se registar menos chuva do que é típico nos climas mediterrânicos, a classificação climática é semiárida. Entre 1961 e 1990 a precipitação média anual foi de 281,3 mm. Citando novamente Barrows: «a região de Marraquexe é frequentemente descrita como sendo de natureza desértica, mas para alguém familiarizado com o sudoeste dos Estados Unidos, o local não sugere o deserto, mas sim uma área de chuva sazonal, onde o orvalho se move debaixo do solo em vez de o fazer em ribeiras à superfície, e onde o mato rasteiro ocupa o lugar das florestas das regiões com mais água. A localização de Marraquexe no lado norte do Atlas, em vez do lado sul, impede que seja classificada como um cidade sariana, mas é o foco a norte das linas de comunicação sarianas e a sua história, o seu tipo de habitantes, o seu comércio e o seu artesanato, todos estão relacionados com os grandes espaços a sul do Atlas, que vão até ao Senegal e ao Sudão.»
| Dados climatológicos para Marraquexe | Dados climatológicos para Marraquexe | Dados climatológicos para Marraquexe | Dados climatológicos para Marraquexe | Dados climatológicos para Marraquexe | Dados climatológicos para Marraquexe | Dados climatológicos para Marraquexe | Dados climatológicos para Marraquexe | Dados climatológicos para Marraquexe | Dados climatológicos para Marraquexe | Dados climatológicos para Marraquexe | Dados climatológicos para Marraquexe | Dados climatológicos para Marraquexe | Dados climatológicos para Marraquexe |
| Mês                                  | Jan                                  | Fev                                  | Mar                                  | Abr                                  | Mai                                  | Jun                                  | Jul                                  | Ago                                  | Set                                  | Out                                  | Nov                                  | Dez                                  | Ano                                  |
| ------------------------------------ | ------------------------------------ | ------------------------------------ | ------------------------------------ | ------------------------------------ | ------------------------------------ | ------------------------------------ | ------------------------------------ | ------------------------------------ | ------------------------------------ | ------------------------------------ | ------------------------------------ | ------------------------------------ | ------------------------------------ |
| Temperatura máxima média (°C)        | 18,4                                 | 19,9                                 | 22,3                                 | 23,7                                 | 27,5                                 | 31,3                                 | 36,8                                 | 36,5                                 | 32,5                                 | 27,5                                 | 22,2                                 | 18,7                                 | 26,7                                 |
| Temperatura mínima média (°C)        | 5,9                                  | 7,6                                  | 9,4                                  | 11,0                                 | 13,8                                 | 16,3                                 | 19,9                                 | 20,1                                 | 18,2                                 | 14,7                                 | 10,4                                 | 6,5                                  | 12,8                                 |
| Precipitação (mm)                    | 32,2                                 | 37,9                                 | 37,8                                 | 38,8                                 | 23,7                                 | 4,5                                  | 1,2                                  | 3,4                                  | 5,9                                  | 23,9                                 | 40,6                                 | 31,4                                 | 281,3                                |
| Dias com chuva                       | 7,6                                  | 6,8                                  | 7,5                                  | 7,7                                  | 4,8                                  | 1,2                                  | 0,6                                  | 1,2                                  | 2,8                                  | 5,5                                  | 6,6                                  | 6,5                                  | 58,8                                 |
| Insolação (h)                        | 220,1                                | 211,8                                | 248,0                                | 255,0                                | 288,3                                | 315,0                                | 334,8                                | 316,2                                | 264,0                                | 244,9                                | 213,0                                | 220,1                                | 3 131,2                              |
| Fonte: Hong Kong Observatory         |                                      |                                      |                                      |                                      |                                      |                                      |                                      |                                      |                                      |                                      |                                      |                                      |                                      |

## Política e administração

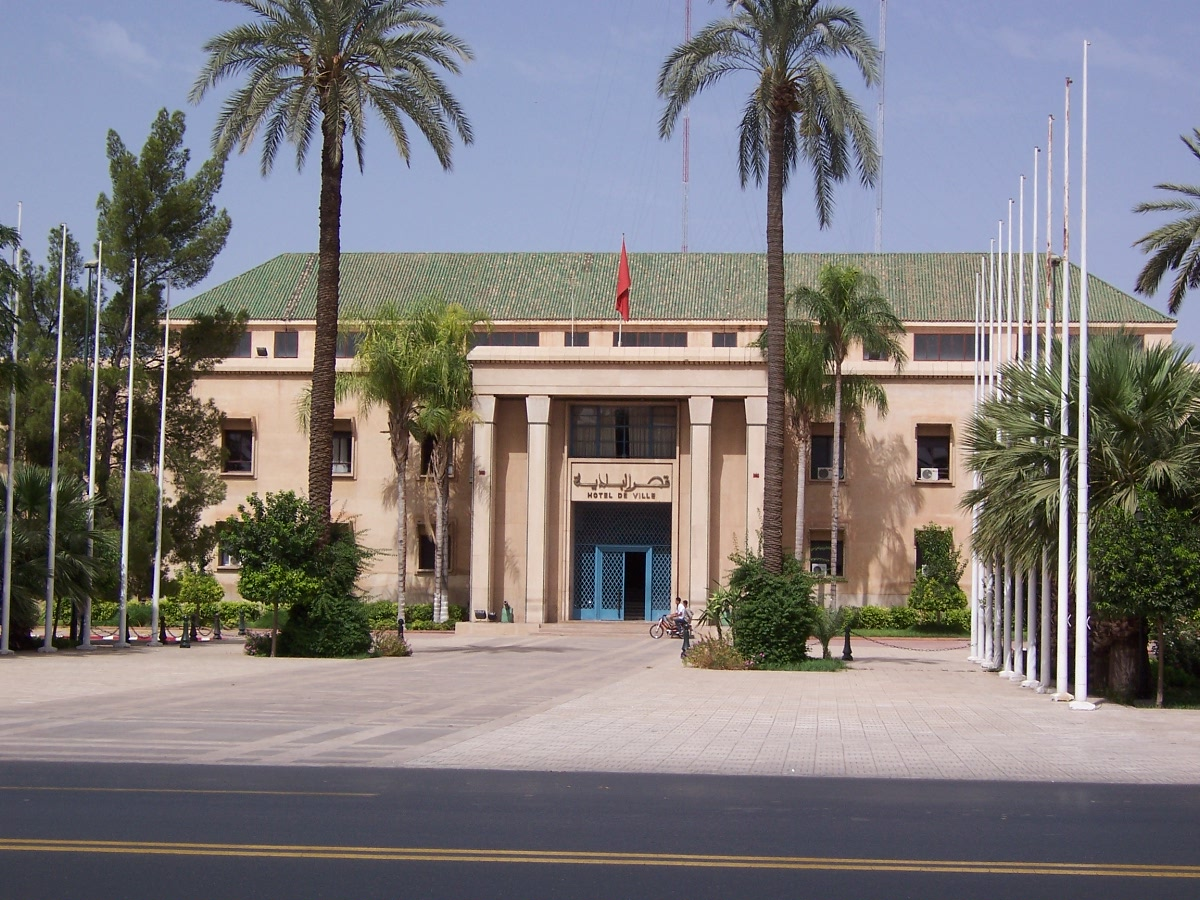
Edifício da sede municipal de Marraquexe

Marraquexe é uma das maiores cidades marroquinas (a quarta ou quinta em número de habitantes). Administrativamente está dividida em um município (Mechuar-Casbá) e cinco arrondissements (Marraquexe-Medina, Annakhil, Gueliz, Menara e Sidi Youssef ben Ali). É  a capital da da prefeitura homónima e da região de Marraquexe-Safim
A cidade é um dos principais centros jurídicos de Marrocos e a maior parte dos tribunais da região estão nela sediados. Estes incluem o tribunal de apelação regional, o tribunal de comércio e o tribunal de apelação administrativo. Numerosos organismos da região têm a sua sede em Marraquexe, como as delegações regionais do governo, o Conselho Regional de Turismo e organismos de serviços públicos, como por exemplo os de abastecimento de água e eletricidade.
Marraquexe foi a segunda cidade marroquina a eleger uma mulher para chefiar a administração municipal. Fatima-Zahra Mansouri, uma advogada então com 33 anos, filha de um ex-funcionário superior da administração local de Marraquexe e dirigente do Partido da Autenticidade e Modernidade (PAM), ganhou as eleições municipais em junho de 2009, obtendo 54 votos no conselho municipal contra os 35 do seu opositor, o então prefeito Omar Jazouli. A eleição de Fatima Mansouri, que o líder do seu partido, Mohamed Cheikh Biadillah, classificou como sendo um reflexo da imagem de Marrocos moderno, esteve envolva em controvérsias, que resultaram na perda temporária de mandato no mês seguinte à eleição, decretada por um tribunal que considerou ter havido fraude. Segundo o tribunal, alguns boletins de voto foram distribuídos antes da data legal e alguns registos de votos foram destruídos. O PAM apelou a uma greve de 48 horas para "protestar contra a conspiração contra o processo democrático". Em 7 de julho de 2011 foi noticiado que Mansouri tinha pedido a sua demissão do conselho municipal, mas no dia seguinte foi trabalhar como normalmente.
Desde as eleições legislativas de novembro de 2011 o partido mais votado em Marraquexe é o Partido da Justiça e do Desenvolvimento (PJD). Foi a primeira vez que o PJD ganhou na cidade e a nível nacional. O PJD, de cariz islamista, elegeu cinco deputados; o PAM elegeu três e a Reunião Nacional de Independentes (RNI) elegeu um. As eleições legislativas parciais de outubro de 2012 no círculo eleitoral de Gueliz-Ennakhil, foram igualmente ganhas pelo PJD com 10 452 votos, ficando o PAM em segundo lugar com 9 794 votos.

## Economia

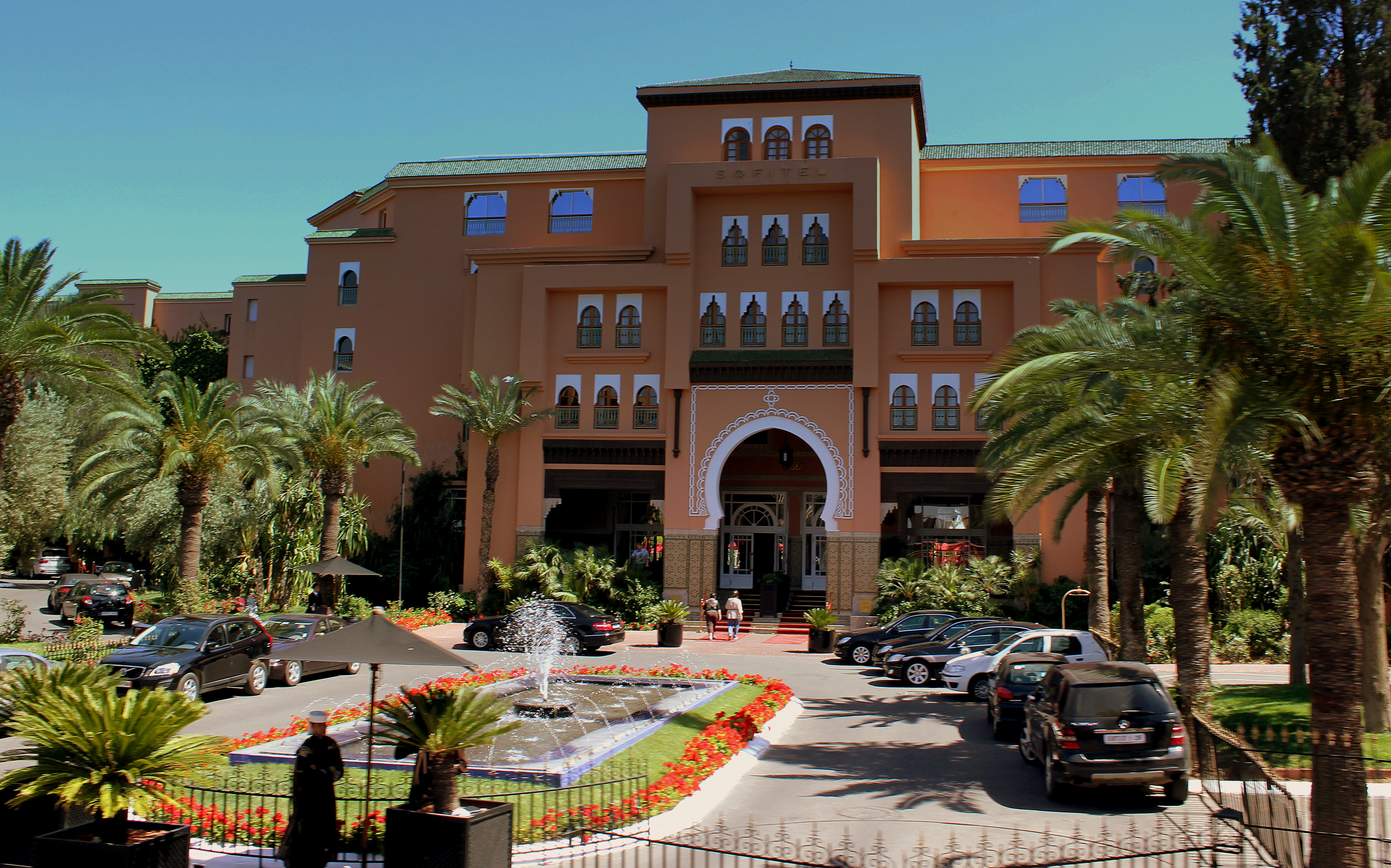
Hotel Sofitel Marrakech, um dos vários hotéis de luxo da cidade. A hotelaria, o imobiliário e o artesanato são três setores vitais da economia local.

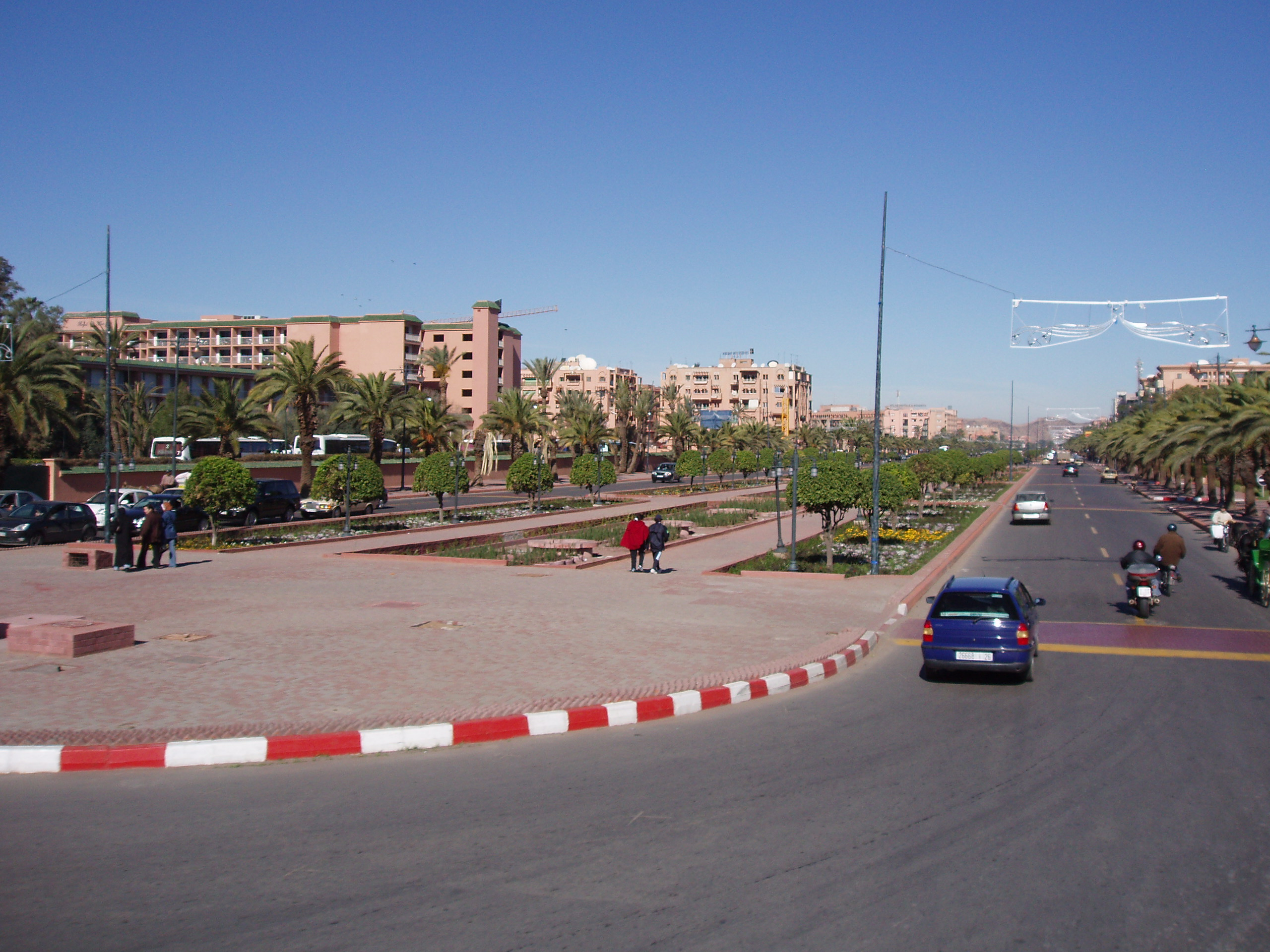
Avenida Mohamed VI, na parte moderna da cidade

Marraquexe é um componente vital da economia e cultura de Marrocos. Os melhoramentos das ligações rodoviárias entre a cidade, Casablanca e o aeroporto local levaram a um crescimento notável do turismo em Marraquexe, que no início da década de 2010 atraía dois milhões de visitantes anualmente. Devido à importância do turismo na economia do nacional, o rei Maomé VI traçou como objetivo atrair 20 milhões turistas por ano a Marrocos em 2020, o dobro do número registado em 2012. A cidade é especialmente popular entre os franceses; muitas celebridades dessa nacionalidade compraram casa em Marraquexe, como é o caso dos magnatas da moda Yves Saint Laurent e Jean-Paul Gaultier. Na década de 1990 viviam na cidade poucos estrangeiros, mas os empreendimentos imobiliários cresceram acentuadamente no início do século XXI; em 2005 mais de 3 000 estrangeiros compraram casas na cidade, atraídos pela vida cultural e pelos preços relativamente baixos da habitação. A cidade tem sido chamada de "nova Costa do Sol" devido a ter-se tornado um destino de moda. Não obstante, a maior parte da população é pobre e em 2010 havia 20 000 habitações sem água nem eletricidade. Muitas empresas da cidade debatem-se com dívidas colossais.
Apesar da crise económica global que teve início em 2007, o investimento em imobiliário progrediu substancialmente em 2011, tanto na área de alojamentos turísticos como na de habitação social. Os principais empreendimentos foram equipamentos turísticos, como hotéis e centros de lazer, como campos de golfe, spas, cujos investimentos se elevaram a 10,9 mil milhões * de dirrãs (c. 980 milhões de euros; 2,3 bilhões * de reais) em 2011. A infraestrutura hoteleira registou um crescimento rápido nos últimos anos da década de 2000 e no início da seguinte. Só em 2012 estava programada a abertura de 19 novos hotéis, um boom frequentemente comparado ao do Dubai. A Avenida Maomé VI, antiga Avenida de França, uma das principais artérias da cidade, tem assistido a um rápido desenvolvimento de complexos residenciais e hotéis de luxo. É na Avenida Maomé VI que se situa a alegadamente maior discoteca de África, a Pacha Marrakech.

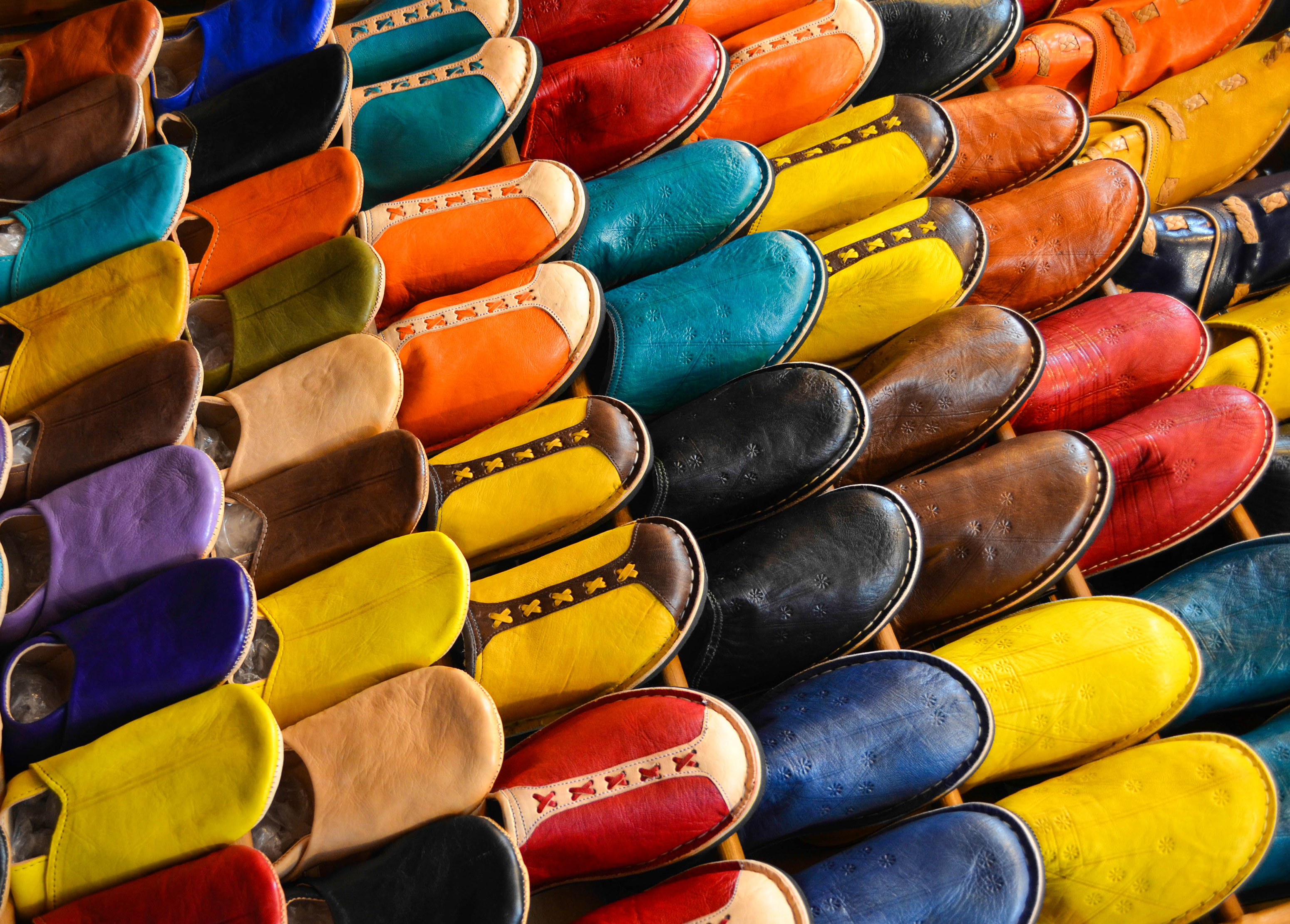
Babuchas (chinelos) de couro colorido, um dos produtos de artesanato produzidos e vendidos em Marraquexe

O comércio e o artesanato são de extrema importância para a economia local, baseada sobretudo no turismo. Há 18 socos (souks) em Marraquexe, onde além de se vender também se produz artesanato, que empregam mais de 40 000 pessoas, em atividades como latoaria, couro e outras. Nos socos encontra-se à venda uma variedade impressionante de produtos, que vão desde sandálias de plástico até lenços de estilo palestiniano importados da Índia e da China. É usual as boutiques locais venderem roupa de estilo ocidental usando materiais marroquinos. A Riad Art Expo é uma feira realizada anualmente com o objetivo de divulgar e promover internacionalmente o design marroquino, que combina o artesanato tradicional com tecnologia moderna novas criações e promovê-lo internacionalmente.
Em 2006, o jornalista Stefan Kucharczyk, descreveu os socos de Marraquexe no Birmingham Post nos seguintes termos: «O soco oferece uma experiência de compras incrível, com uma miríade de ruas estreitas e sinuosas que passam por uma série de mercados mais pequenos agrupados por tipo de comércio. Através dos do caos de grasnidos do mercado de galinhas, o fascínio sangrento dos talhos ao ar livre e do número incontável de pequenas lojas de especialidades, pode passar-se um dia inteiro só deambulando pelas ruas». Além dos mercados tradicionais, há também vários hipermercados, de cadeias como Marjane Acima, Asswak Salam e Carrefour, e três grandes centros comerciais — Al Mazar Mall, Plaza Marrakech e Marjane Square.
A produção industrial está centrada na área de Sidi Ghanem al Massar, onde há fábricas, oficinas, armazéns e salões de exposição. A Ciments du Moroc, uma subsidiária de uma empresa italiana de cimentos, tem uma fábrica em Marraquexe. A AEROEXPO Marrakech é das maiores feiras da indústria aeronáutica de África. Realiza-se bianualmente desde 2008 e inclui um festival aéreo. A edição de 2014 contou com a participação de 150 expositores de 56 países.

### Relações internacionais
Marraquexe tem acordos de geminação ou de cooperação com as seguintes cidades:
| Granada (Espanha) Ajaccio (França); acordos de cooperação Dacar (Senegal) Marselha (França) |  | Scottsdale (Estados Unidos) Susa (Tunísia) Tombuctu (Mali) Tours (França); acordos de cooperação |

## Principais locais de interesse turístico

### Jemaa el-Fna

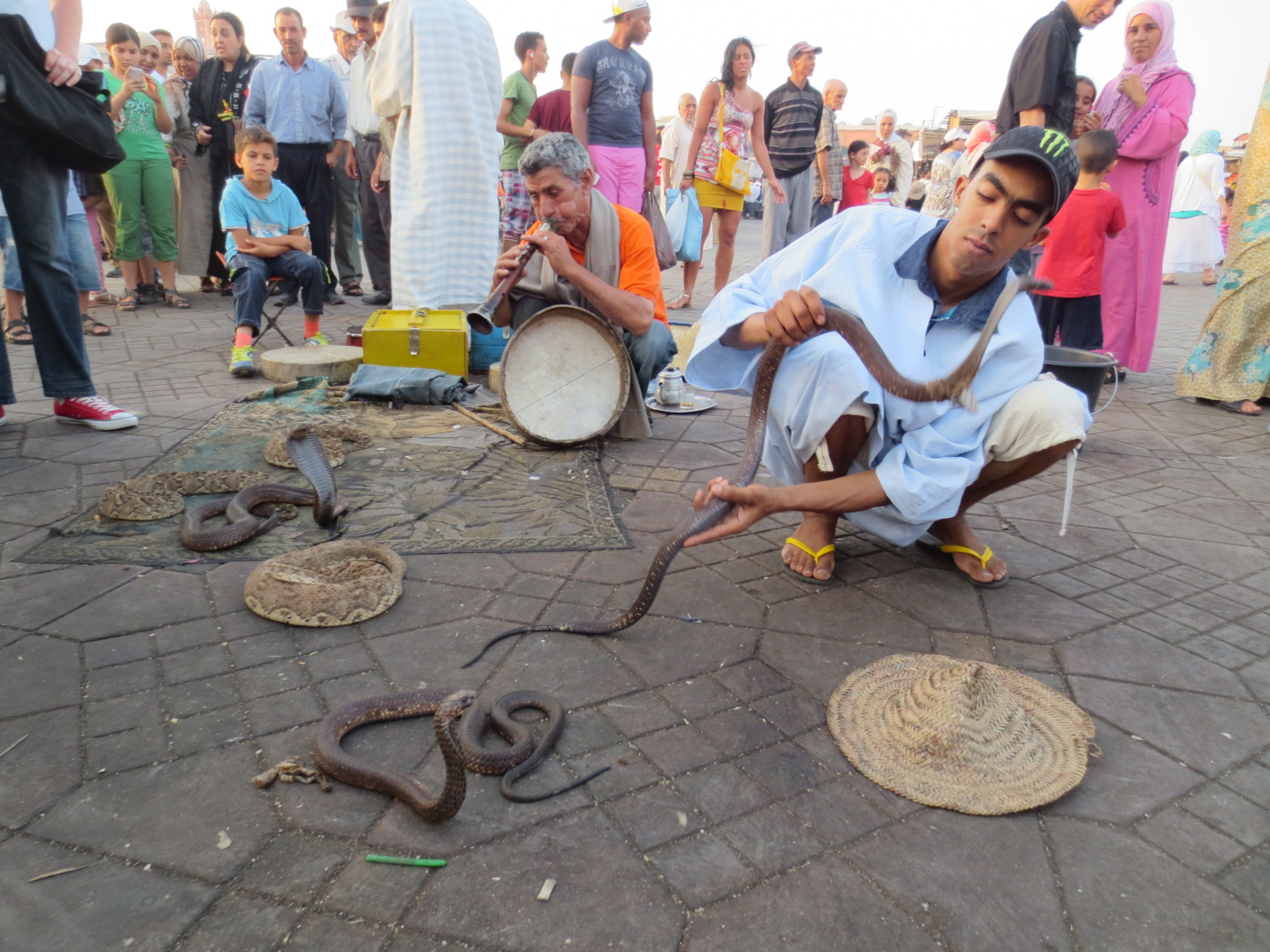
Encantadores de serpentes na praça Jemaa el-Fna

A Jemaa el-Fna é uma das praças mais famosas de África e é o centro da atividade e comércio da cidade. É frequentemente descrita como uma praça de fama mundial ou «um ícone urbano metafórico, uma ponte entre o passado e o presente, o lugar onde a tradição marroquina encontra modernidade» Desde 1985 que está inscrita na lista de Património Mundial da UNESCO. O nome significa algo semelhante a "assembleia dos transgressores" ou "dos malfeitores".
A praça foi renovada juntamente com grande parte do resto da cidade, cujas muralhas foram ampliadas, por Abu Iacube Iúçufe I (r. 1163–1184) e principalmente por Iacube Almançor, entre 1147 e 1158. Locais e edifícios das proximidades, em volta da área comercial (chamado conjuntamente soco), como a mesquita, palácio, hospital, parada e jardins, foram reconstruídos e a casbá foi fortificada. Depois disso, conforme as flutuações na importância da cidade, a Jemaa el-Fna conheceu vários períodos de declínio e renovação.
No passado a praça era o local onde se realizavam decapitações públicas. À praça acorriam habitantes do deserto e montanhas em redor para ali comerciarem; praticamente desde a sua construção que ali se instalaram tendas. No passado, como na atualidade, a praça atrai comerciantes, encantadores de serpentes ("homens selvagens, escuros e frenéticos com longos cabelos desgrenhados sobre os ombros nus"), rapazes dançarinos xélias do Atlas e tocadores de flauta, pandeireta e tambores africanos. Atualmente isso ainda acontece e a praça é frequentada por gente de uma grande variedade de substratos étnicos e sociais, além de turistas de todo o mundo. Ali ocorrem todos os dias os mais diversos espetáculos e outras atividades de rua, algumas inesperadas para os estrangeiros, sobretudo no fim da tarde e à noite — encantadores de serpentes, acrobatas, mágicos, místicos, músicos, domadores de macacos, artistas em trajes medievais, vendedores de ervas, contadores de histórias, dentistas, carteiristas, etc.

### Socos
Os socos (ou suques ou souks) de Marraquexe, cujo conjunto é também designado genericamente no singular soco, ocupam uma parte considerável da almedina e constituem o maior mercado tradicional berbere de Marrocos. A imagem da cidade está intimamente ligada aos seus socos. Alguns autores, como o britânico Paul Sullivan descrevem os socos como a principal atração da cidade, pelo menos no que toca a compras: «um emaranhado de becos intrincadamente ligados, esta parte fundamental da cidade velha é ela própria uma microalmedina, que compreende uma número estonteante de tendas e lojas que vão desde o quiosque minúsculo do tamanho de um guarda-fatos de elfo até lojas com fachadas decadentes que se transformam em cavernas de Aladino reluzentes quando se está lá dentro».

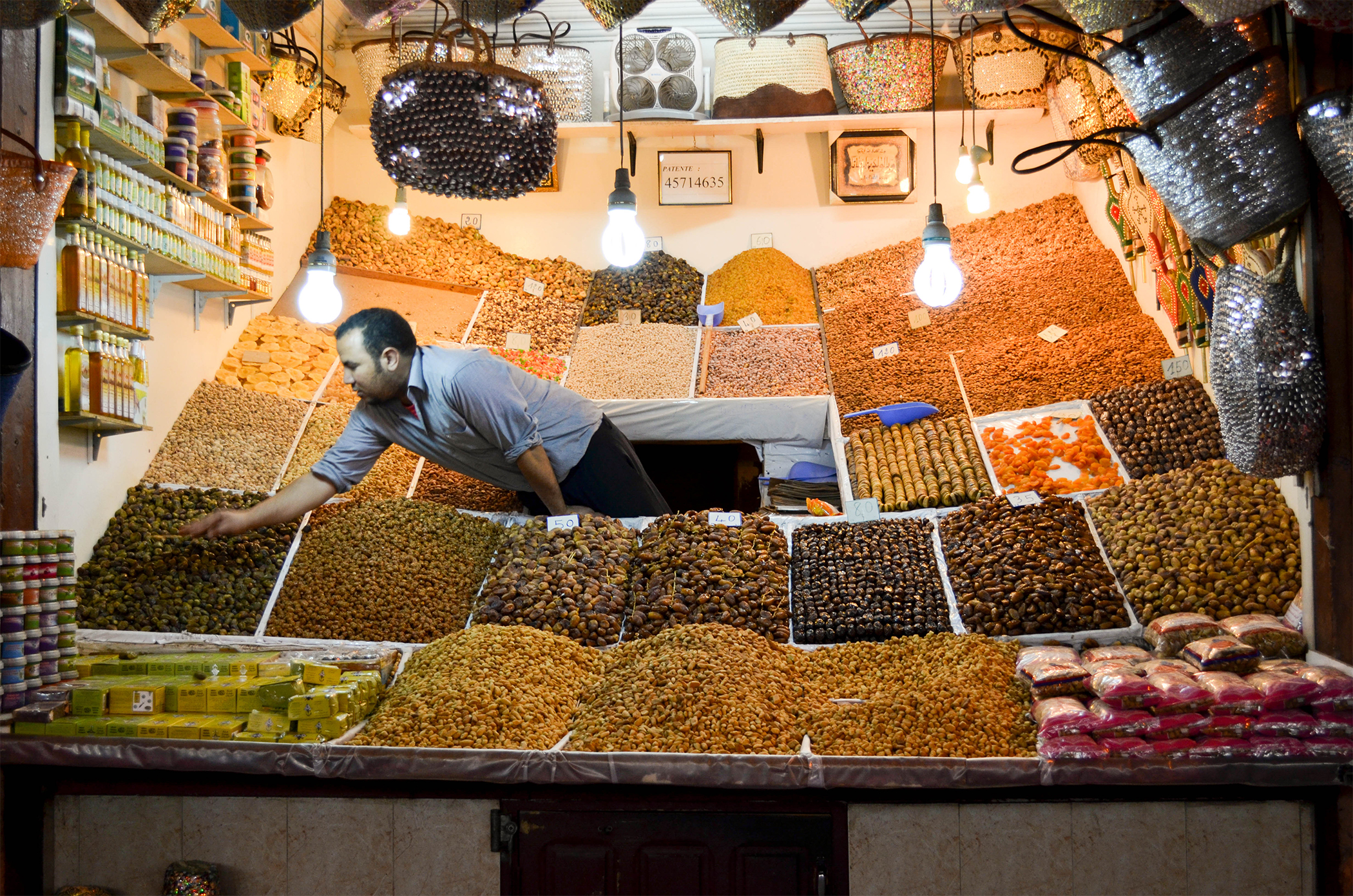
Loja de frutos secos num soco

No passado, os socos de Marraquexe estavam divididos em áreas de comércio especializadas em determinados produtos, como couros, tapetes, trabalhos em metal e cerâmica. Essas divisões ainda são percetíveis atualmente, mas já há muita sobreposição. Em muitos dos socos vendem-se tapetes e carpetes, malas e sacos de couro, vestuário tradicional marroquino e candeeiros, independentemente dos produtos que outrora lá se vendiam quase exclusivamente. Regatear continua a ser uma parte importante de qualquer transação comercial nos socos.
Um dos maiores socos é o Souk Semmarine, onde se vende quase tudo, desde sandálias e chinelos muito coloridos com bijuteria e pufes de couro, até joalharia e cafetãs. No Souk Ableuh encontram-se lojas especializadas em limões, pimentos, malaguetas, alcaparras, picles, azeitonas verdes, vermelhas e pretas, chá e hortelã. Por sua vez, o Souk Kchacha é especializado em frutos secos, como tâmaras, figos, damascos, nozes, avelãs e caju. Em Rahba Qedima há lojas que vendem cestos feitos à mão, perfumes naturais, chapéus tricô, lenços, camisolas, chá do Ramadão, ginseng, além de produtos mais bizarros, como peles de crocodilo ou de iguana. O Criee Berbiere, situado a nordeste do Rahba Qedima, é conhecido pelos tapetes berberes escuros. O Souk Siyyaghin é conhecido pela joalharia e o vizinho Souk Smata pela enorme variedade de babuchas (chinelos) e cintos. O Souk Cherratine é especializado em produtos de couro, o Souk Belaarif em bens de consumo modernos e o Souk Haddadine em peças de ferro e lanternas.
O Ensemble Artisanal é um complexo de artes e ofícios tradicionais administrado pelo governo onde se vendem peças de couro, têxteis e tapetes. É também uma escola de artesanato, onde jovens aprendizes aprendem vários ofícios tradicionais.

### Muralhas e portas da cidade

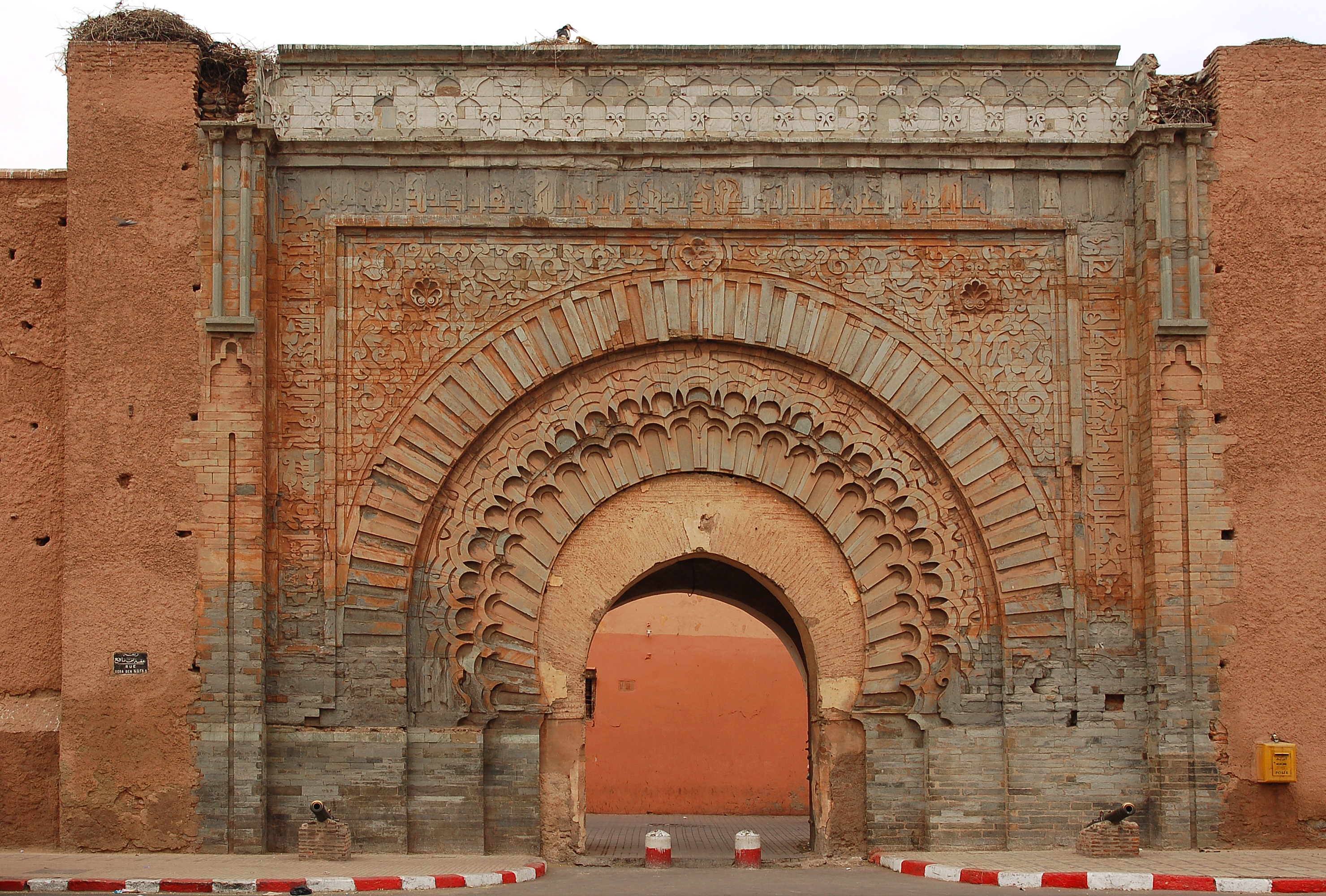
Bab Agnaou, uma das portas da muralha

As muralhas de Marraquexe estendem-se por 19 km em volta da almedina. Foram construídas pelos Almorávidas no século XII. São feitas com um barro característico vermelho-alaranjado e cal e estão na origem da alcunha "cidade vermelha". Têm um altura máxima de 5,8 metros, 20 portas e 200 torres.
A porta Bab Agnaou foi construída no século XII, durante o período almóada. Foi o segundo edifício em pedra da cidade (o primeiro foi o minarete da Cutubia). O seu nome pode significar "porta dos negros" (a teoria mais comum) ou "porta do bode mudo sem cornos". As esquinas apresentam decorações florais, que são enquadradas por três painéis com inscrições do Alcorão em maghribi (variante norte-africana da escrita árabe) e cúfico foliado). 
Bab Aghmat (Porta de Agmate) situa-se a leste dos cemitérios judaico e muçulmano, perto do túmulo de Ali ibne Iúçufe. Bab Berrima, com a suas pesadas torres, é perto do Palácio Badi. Bab er Robb ("Porta do Senhor") é a saída sul da cidade, perto de Bab Agnaou. Construída no início do século XII, dá acesso às estradas que vão para as cidades de montanha de Amizmiz e Asni. Bab el Khemis, situada no canto nordeste da almedina, é outra das portas principais e tem uma fonte artificial.

### Jardins

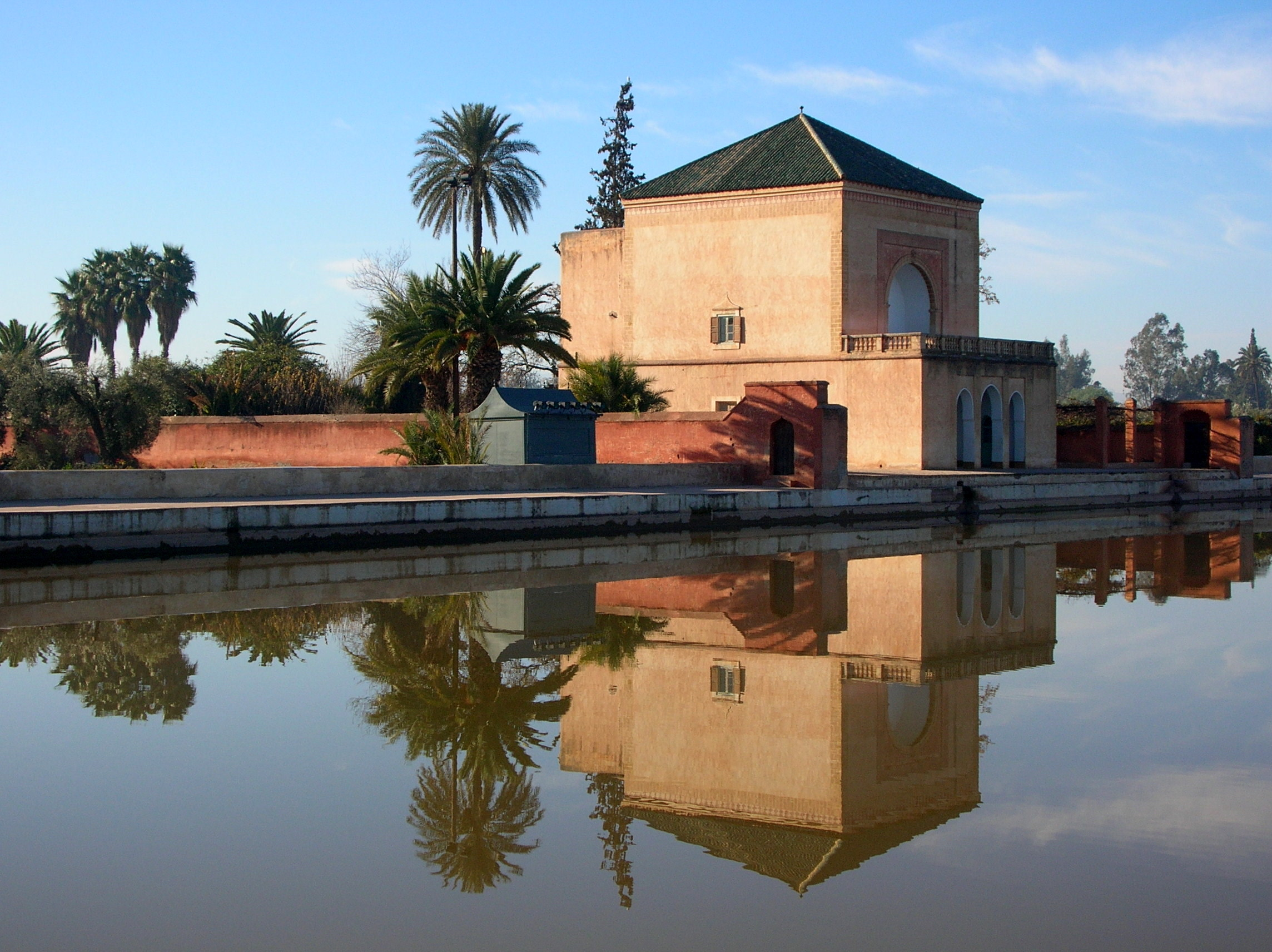
Pavilhão e tanque dos jardins da Menara

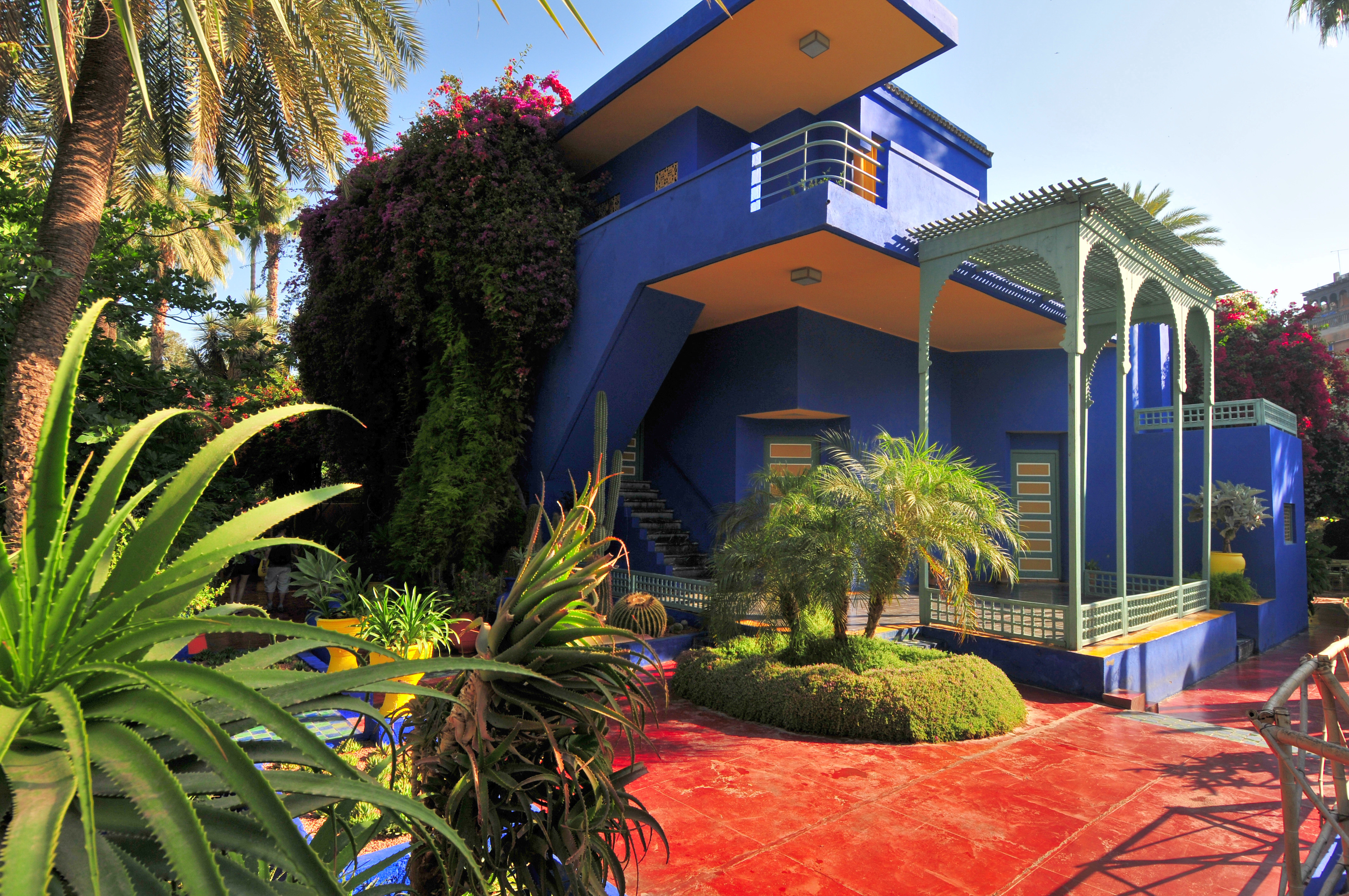
Villa e Jardim Majorelle

Os jardins da Menara situam-se a oeste da almedina, perto das portas que dão para as montanhas. Foram construídos c. 1130 pelo califa almóada Abde Almumine. O seu nome deriva do pavilhão com uma pequena pirâmide verde no cimo (menzeh), construído durante pelos Saadianos no século XVI e renovado em 1869 pelo sultão Abderramão, que costumava ali ficar no verão. O pavilhão e o lago artificial vizinho estão rodeados de pomares de olivais. O lago foi construído para irrigar as hortas, jardins e pomares em redor usando um sistema sofisticado de canais subterrâneos chamado qanat. O lago é abastecido com água das montanhas que é transportada por um sistema hidráulico ao longo de 20 km. No jardins há também um pequeno anfiteatro e um tanque simétrico.
Os Jardins de Agdal, situados a sul da almedina, foram também construídos por Almumine no século XII. São constituídos principalmente por pomares rodeados de muros de taipa. Com 400 hectares de área crescem laranjeiras, damasqueiros, romãzeiras, oliveiras e ciprestes. O harém do sultão Haçane I residia no pavilhão Dar al Baida, situado nos jardins. Aquele local é também conhecido pela sua piscina, onde se diz que o sultão se afogou.
O Jardim Majorelle, na Avenida Yacoub el Mansour, foi originalmente a casa do pintor orientalista de paisagens Jacques Majorelle. A casa foi depois comprada e restaurada pelo famoso estilista Yves Saint Laurent. Na casa, pintada de azul Majorelle (um azul escuro criado por Jacques Majorelle), funciona o Museu de Arte Islâmica. O jardim está aberto ao público desde 1947 e tem uma vasta coleção de plantas de todos os continentes, que incluem catos, palmeiras e bambus.
Os jardins da Cutubia situam-se atrás da mesquita homónima. Frequentado por cegonhas, ali crescem laranjeiras e palmeiras. Os jardins Mamunia, criados há mais de um século, têm oliveiras, laranjeiras e canteiros de flores; devem o seu nome ao príncipe Mulei Almamune, filho de Haçane I.

### Pálácios e riades

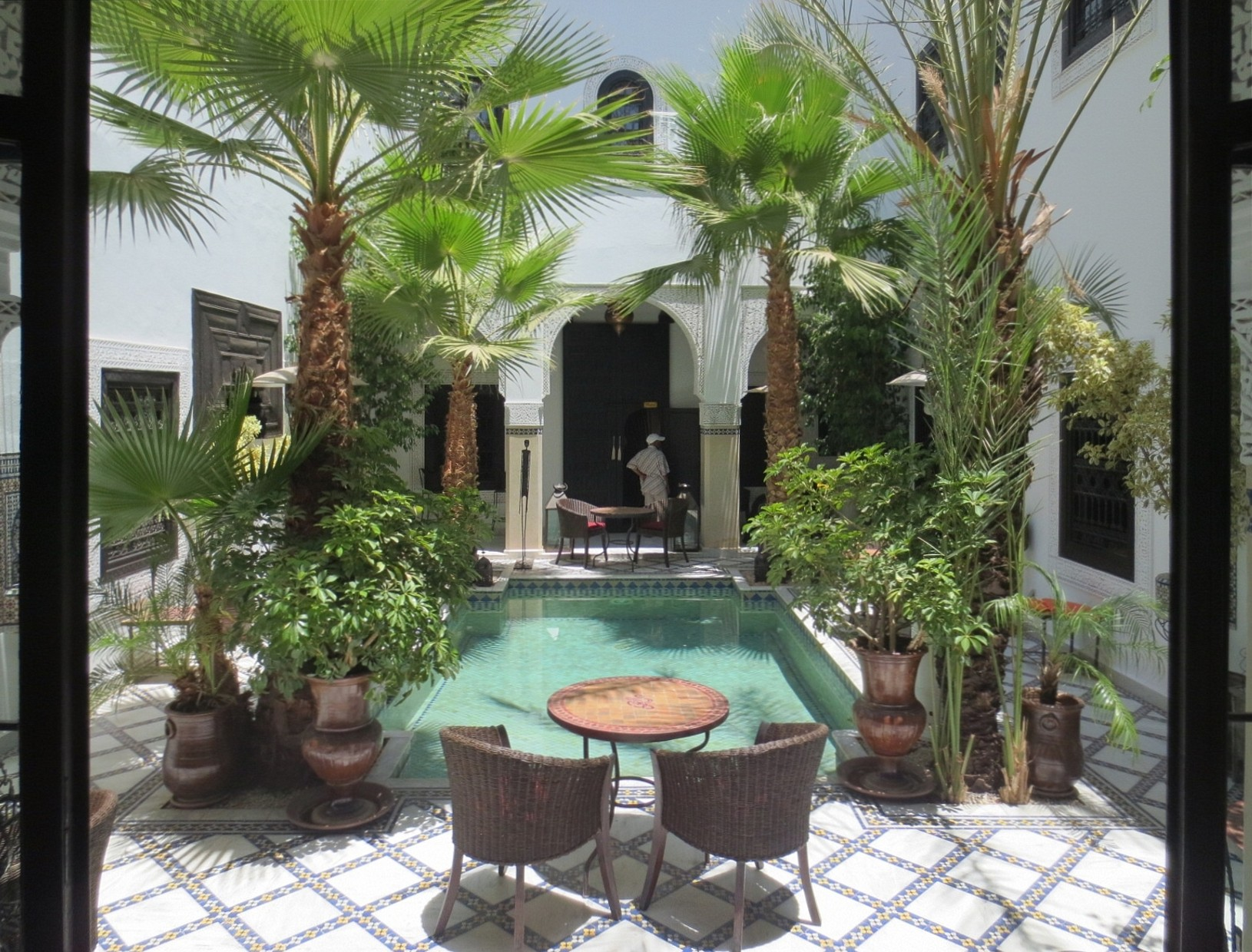
Pátio interior de um riade

A prosperidade passada da cidade está patente em palácios mansões e outras residências luxuosas. Os palácios mais notáveis são o el Badi, o Palácio Real (Dar al-Makhzen) e o da Bahia. Os riades (mansões tradicionais marroquinas) são comuns em Marraquexe. De planta baseada nas vilas romanas, caracterizam-se por terem um pátio central a céu aberto, rodeado por paredes altas. Este tipo de construção garantia a privacidade dos ocupantes e baixava a temperatura do interior durante o tempo quente. Alguns dos edifícios dignos de nota no interior da almedina são, por exemplo, o Riad Argana, Riad Obry, Riad Enija, Riad el Mezouar, Riad Frans Ankone, Dar Moussaine, Riad Lotus, Riad Elixir, Riad les Bougainvilliers, Riad Dar Foundouk, Dar Marzotto, Dar Darma e Riad Pinco Pallino. Fora da almedina cabe notar, entre outros, o Ksar Char Bagh, Amanjena, Villa Maha, Dar Ahlam, Dar Alhind e Dar Tayda.

#### Palácio el Badi
Foi construído pelo sultão saadiano Amade Almançor depois do seu êxito na Batalha de Alcácer Quibir contra os portugueses em 1578. O luxuoso palácio, que demorou 25 anos a ser construído, foi financiado pelas compensações pagas pelos portugueses e pelas receitas obtidas com ouro africano e cana-de-açúcar, que possibilitaram que fosse usado mármore de Carrara e outros materiais importados de França, Espanha e Índia. O palácio teve como modelo a Alhambra de Granada e alguns autores consideram que é como que uma versão alargada do famoso Pátio dos Leões daquele palácio nacérida. Apesar de estar completamente arruinado, apenas restando as paredes exteriores, o local é usado para eventos públicos como o Festival de Folclore de Marraquexe, realizado anualmente. Em 2014, o novo Museu da Fotografia e das Artes Visuais também estava instalado nas ruínas provisoriamente, à espera da finalização da construção da sua sede definitiva.

#### Palácio Real
Também conhecido como Dar al-Makhzen, situa-se perto do Palácio el Badi. Foi construído pelos almóadas no século XII, ao lado da casbá. Foi remodelado pelos Saadianos no século XVI e pelos Alauitas no séculos seguinte. Foi durante séculos um dos palácios dos reis ou sultões marroquinos, onde trabalhavam alguns dos mais artesãos mais talentosos da cidade nas obras de construção e restauro. Atualmente é propriedade do empresário francês Dominique du Beldi e está aberto ao público. As suas divisões são espaçosas, com tetos de cedro pintado, mais altos do que é usual em Marraquexe e com zellige (mosaico tradicional marroquino com desenhos geométricos muito elaborados).

#### Palácio da Bahia

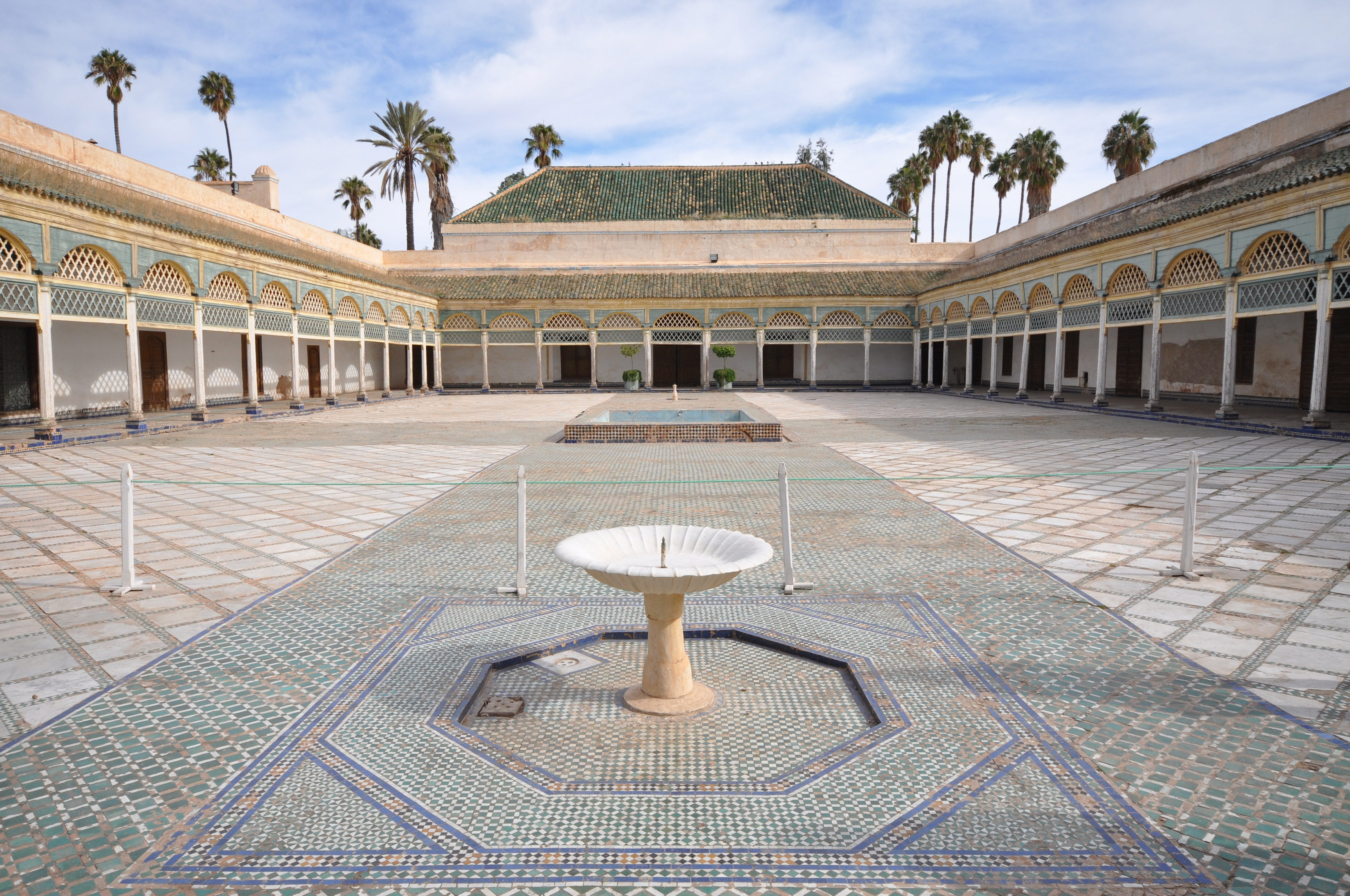
Pátio interior do Palácio da Bahia

Situado no meio de extensos jardins, foi originalmente construído no final do século XIX pelo grão-vizir, Si Musa, mas o edifício atual deve-se ao seu filho, o também grão-vizir Amade ibne Muça (Bu Amade ou Bamade). Este último residiu no palácio com as suas quatro esposas, 24 concubinas e muitos filhos. O nome bahia significa brilho e pretendia-se que fosse o melhor palácio do seu tempo, projetado para capturar a essência dos estilos islâmico e marroquino. Bu Ahmed teve um cuidado especial com a privacidade do palácio durante a reconstrução, nomeadamente usando portas múltiplas que tapavam a vista do exterior para o interior. A reconstrução do palácio durou sete anos, envolvendo centenas de artesãos de Fez nos trabalhos em madeira, estuque esculpido e zellige. O palácio e os jardins que o rodeiam ocupam 8 000 m²; as divisões abrem-se para pátios interiores. O palácio adquiriu a fama de ser um dos mais luxuosos e belos de Marrocos e causou inveja de outros cidadãos abastados. Depois da morte de Bu Ahmed em 1900, o palácio foi destruído pelo sultão Mulei Abdalazize.

### Mesquitas

#### Cutubia

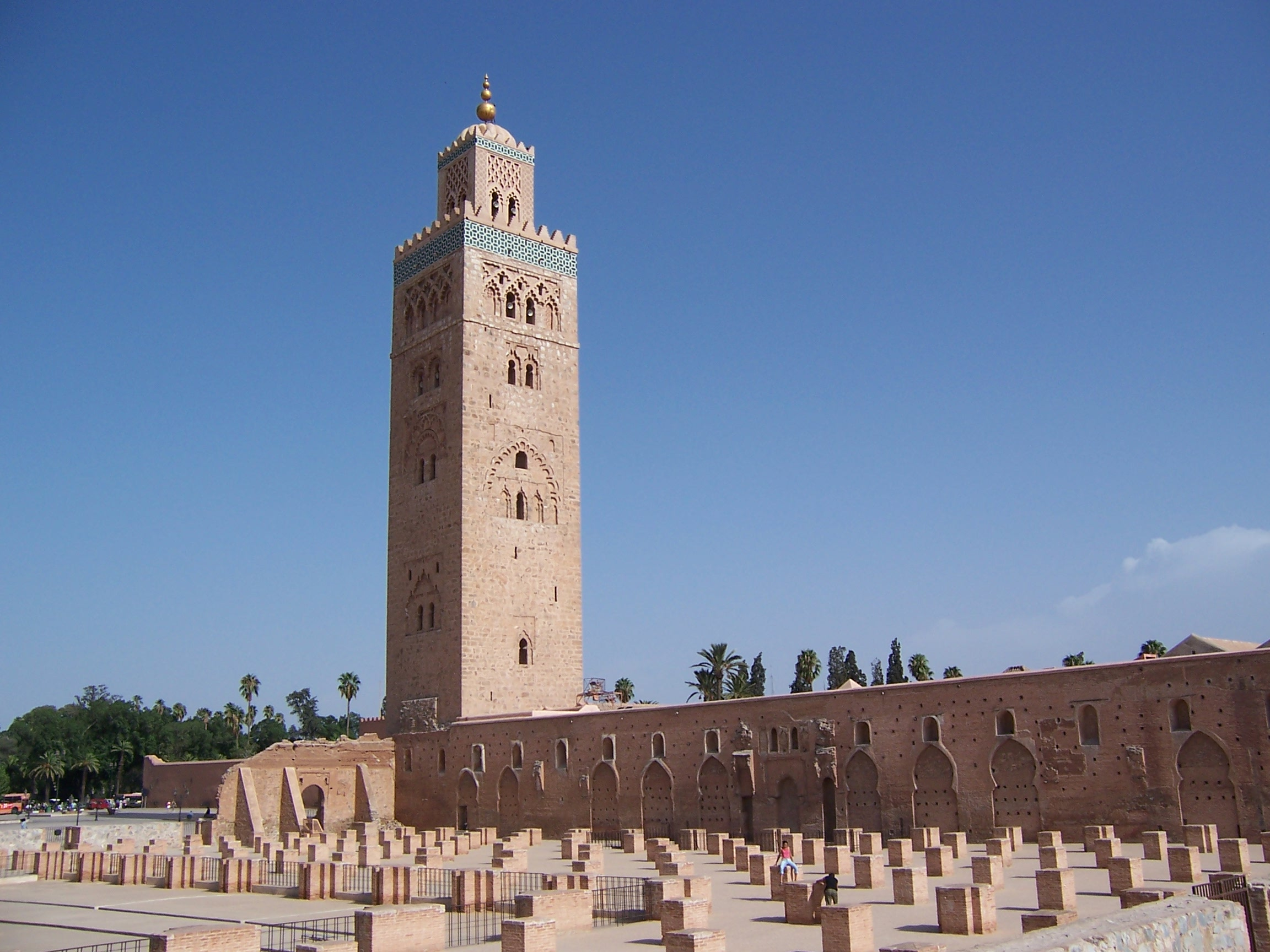
Mesquita Cutubia

A Cutubia (em francês: Koutoubia) é a maior mesquita da cidade. Situa-se na parte sudoeste da almedina, não muito longe da Jemaa el-Fna, à qual está ligada por uma área ajardinada. A sua construção terminou durante o reinado do califa almóada Iacube Almançor (r. 1184–1199) e o seu emblemático minarete serviu de inspiração a outras edificações  islâmicas importantes, como a Giralda de Sevilha e a Torre Haçane de Rabate. A mesquita foi construída em pedra vermelha e tijolo e mede 80 por 60 metros. O minarete foi desenhado de forma a que do cimo dele não se conseguisse ver o que se passava nos haréns do sultão. É de estilo omíada e tem 77 metros de altura. Originalmente estava caiado de cor-de-rosa, mas na década de 1990 decidiu-se remover o reboco para expor a pedra trabalhada da construção original. O coruchéu no cimo do minarete é decorado com quatro esferas de cobre dourado sucessivamente mais pequenas quanto mais altas estão, um detalhe único em Marrocos.

#### Mesquita ibne Iúçufe e Cuba Almorávida

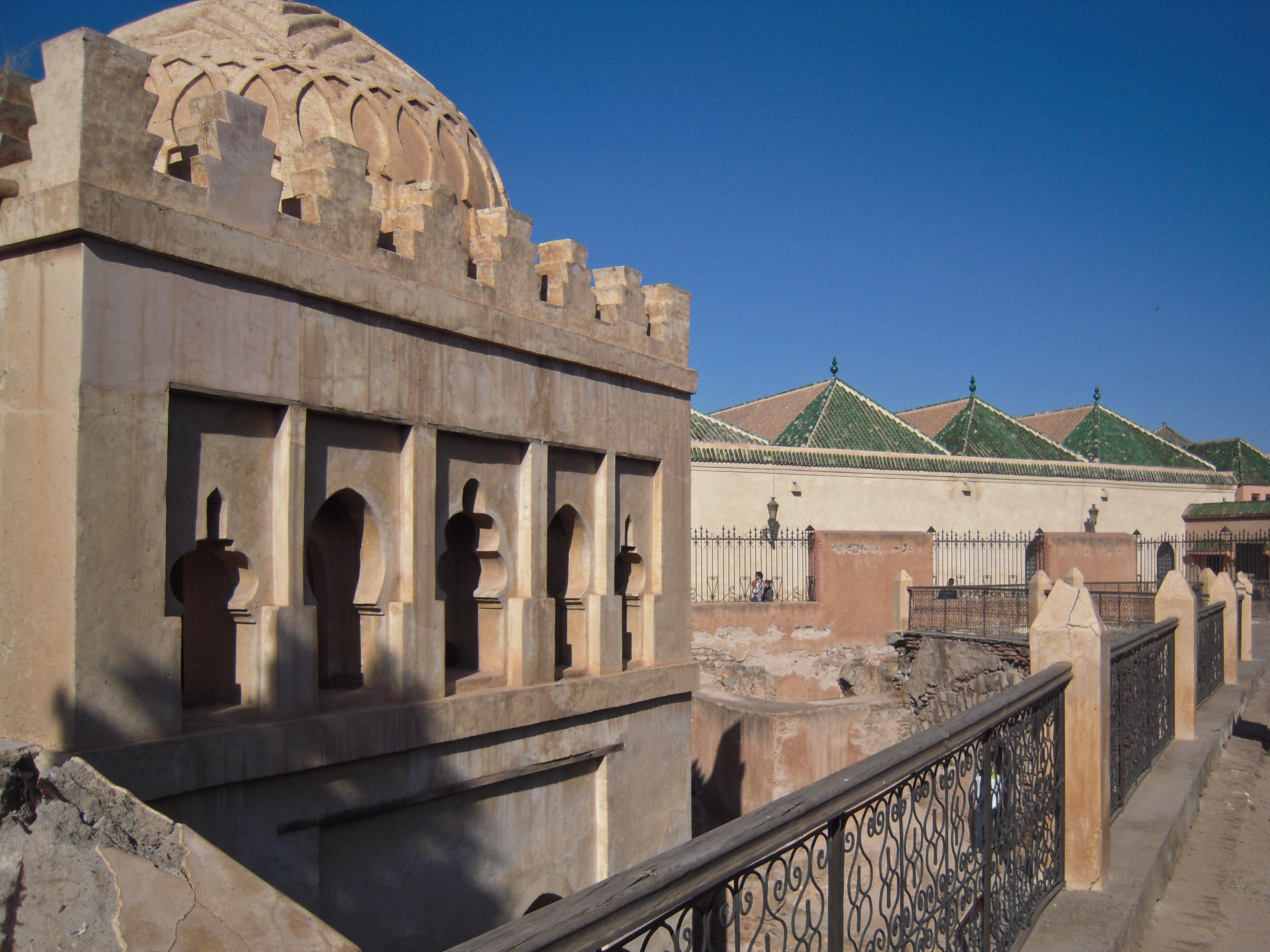
Cuba Almorávida e paredes e telhados da Mesquita ibne Iúçufe (Ben Youssef)

Situada no interior da almedina, a Mesquita ibne Iúçufe (Ben Youssef) distingue-se pela sua cobertura de telhas verdes e pelo minarete. É a mesquita mais antiga de Marraquexe, tendo sido construída originalmente no século XII pelo emir almorávida. Quando foi construída passou a ser a maior mesquita da cidade, mas atualmente tem apenas metade do seu tamanho original. Foi reconstruída na década de 1560 pelo sultão saadiano Abedalá Algalibe, quando o edifício original estava em ruínas. O mesmo monarca mandou construir ao lado da mesquita Madraça ibne Iúçufe, com uma grande biblioteca, mas ambos os edifícios se deterioraram é atualmente o que existe é o resultado de outra reconstrução levada a cabo no século XIX.
A Cuba Almorávida ou Cuba Badine (Qubba Ba’adiyn) é um pavilhão de abluções e fonte de dois andares descoberto enterrado junto à mesquita em 1948. De estilo marroquino, os seus arcos são recortados no rés de chão, enquanto que no andar superior tem arcos de ferradura gémeos, decorados com um motivo em forma de turbante. A cúpula do pavilhão é enquadrada por um parapeito decorado com arcos e estrelas de sete pontas. O interior da cúpula arqueada octogonalmente é decorada em estuque finamente esculpido com um friso onde está inscrito em cúfico o nome do patrono, o sultão Ali ibne Iúçufe. Os cantos da cúpula estão cobertos com mucarnas. O edifício tem ornamentos com motivos de cones de pinhas, folhas de palmeira e de acanto, que também se encontra na vizinha Madraça ibne Iúçufe.

#### Mesquita Mouassine
Também conhecida como Mesquita de Axerafe, foi construída pelos merínidas no século XIV no estilo popularizado pelos almóadas. Faz parte do complexo de Mouassine, que inclui uma biblioteca, um hamame, uma madraça e a Fonte Mouassine, a maior e mais importante das fontes antigas da cidade. Situada numa pequena praça a norte da mesquita, tem três arcos e foi construída pelos Saadianos. É decorada com com padrões geométricos e caligráficos.

### Túmulos

#### Túmulos saadianos

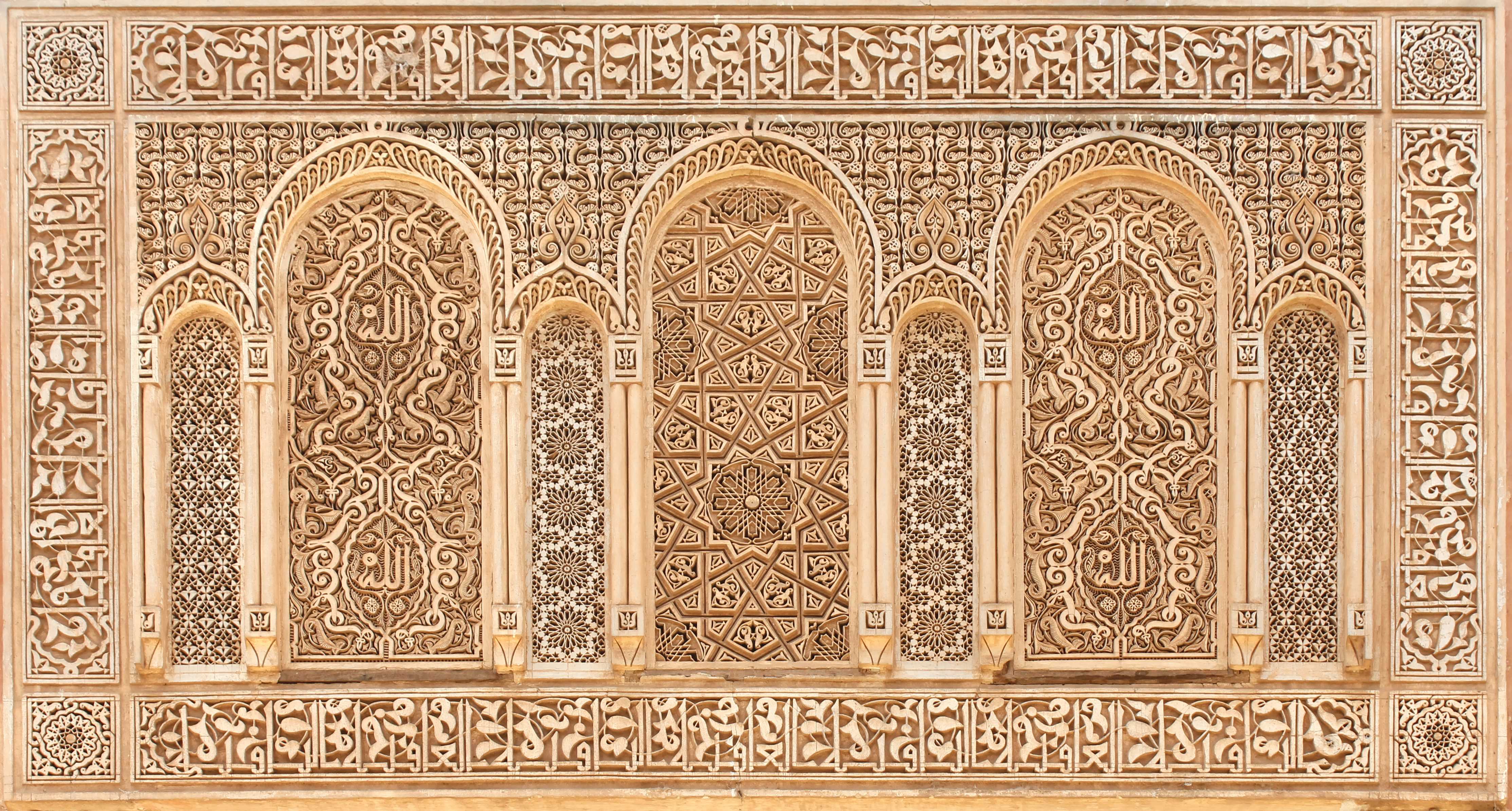
Trabalhado de estuque nos túmulos saadianos

Foram construídos no século XVI como um mausoléu para sepultar numerosos governantes saadianos e alguns artistas. Estiveram esquecidos durante muitos anos, provavelmente devido à campanha do primeiro grande monarca alauita Mulei Ismail para apagar a memória da dinastia anterior. Foram redescobertos pelos franceses em 1917 usando fotografias aéreas, junto à parede sul da mesquita almóada da casbá, num cemitério onde se encontram túmulos de vários supostos descendentes de Maomé.
O mausoléu contém as sepulturas de cerca de 60 membros da dinastia saadiana, originária do vale do Drá. Entre elas encontram-se as do sultão Amade Almançor e da sua família. Almançor sepultou a sua mãe na sua necrópole dinástica em 1590, depois de ter alargado a estrutura funerária quadrada original. O túmulo do próprio Almançor é ricamente decorado e teve como modelo os túmulos nacéridas de Granada. O edifício tem três salas; a mais célebre tem o teto suportado por doze colunas e contém o túmulo do filho de Almançor. A sala é um bom exemplo da arquitetura islâmica com motivos florais, caligráficos, zellige e mármore de Carrara. A estela funerária é de madeira de cedro e estuque finamente trabalhos. Fora do edifício há um jardim e sepulturas de vários militares e servos.

#### Túmulos dos Sete Santos
Na almedina encontram-se os túmulos dos Sete Santos de Marraquexe (Sab´atu Rijal), que todos os anos são visitados por peregrinos durante a semana da peregrinação de ziara. Segundo a tradição, os sete santos estão a dormir e acordarão um dia para continuar as suas boas ações. A peregrinação aos túmulos constitui uma alternativa ao Haje (peregrinação a Meca e Medina) para os muçulmanos de Marrocos Ocidental que não têm possibilidade de visitar a Arábia devido ao custo que isso envolve. A deambulação pelos túmulos é feita pelos devotos para conseguirem a pureza interior. O ritual é realizado nas sextas-feiras segundo a seguinte ordem: Cide Iúçufe ibne Ali Sanhaji, Cide Alcadi Iade Aliaçubi, Cide Bel Abás, Cide Maomé ibne Solimão Aljazuli, Cide Abdalazize Ataba, Cide Abedalá Algazuani e, por fim, Cide Abderramão Assuaili. A sepultura de Cide Bel Abás é considerada mais importante das sete.

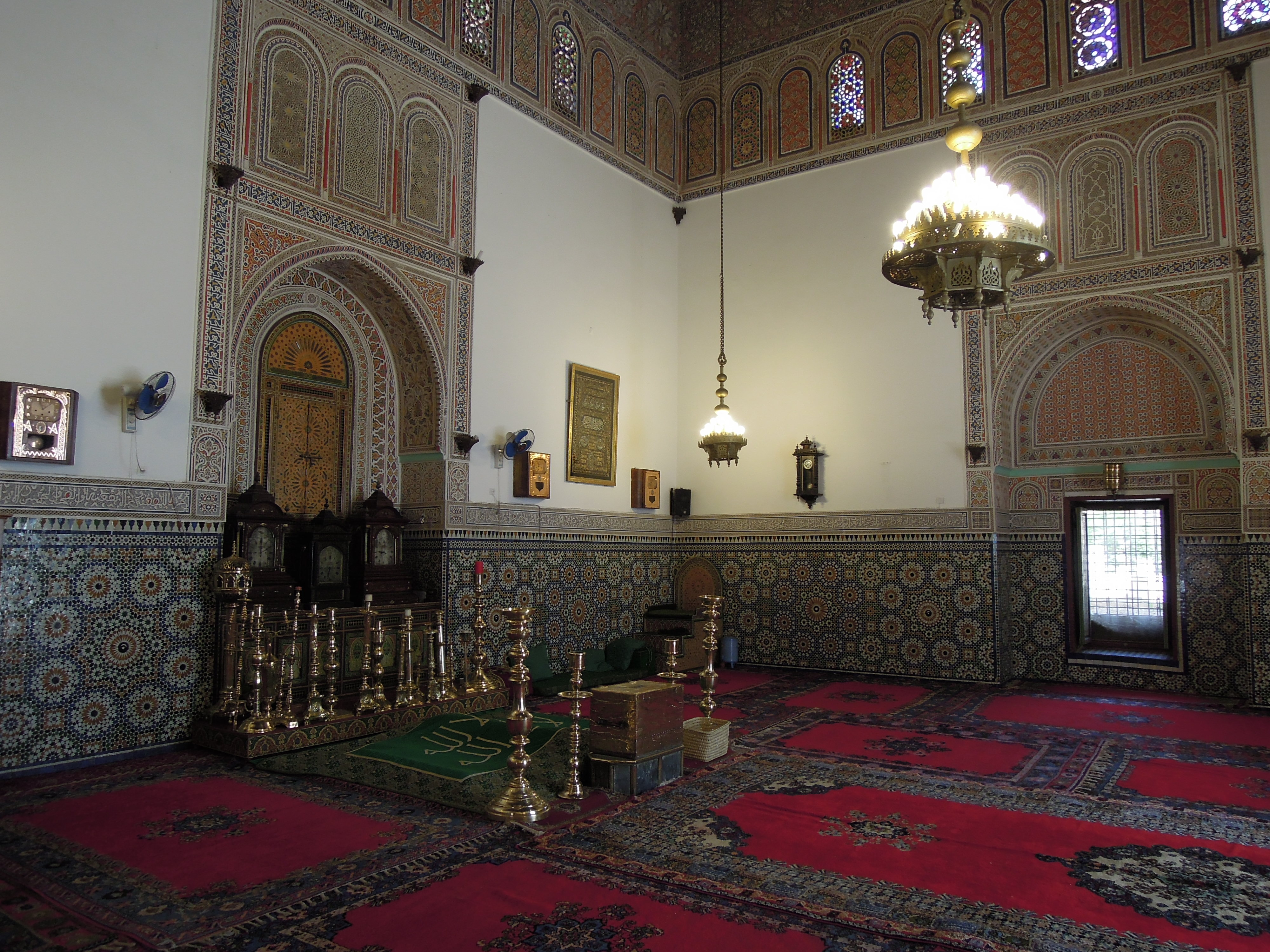
Interior do mausoléu de Abu Alabás Assabti (Sidi Bel Abbès), na zauia do santo
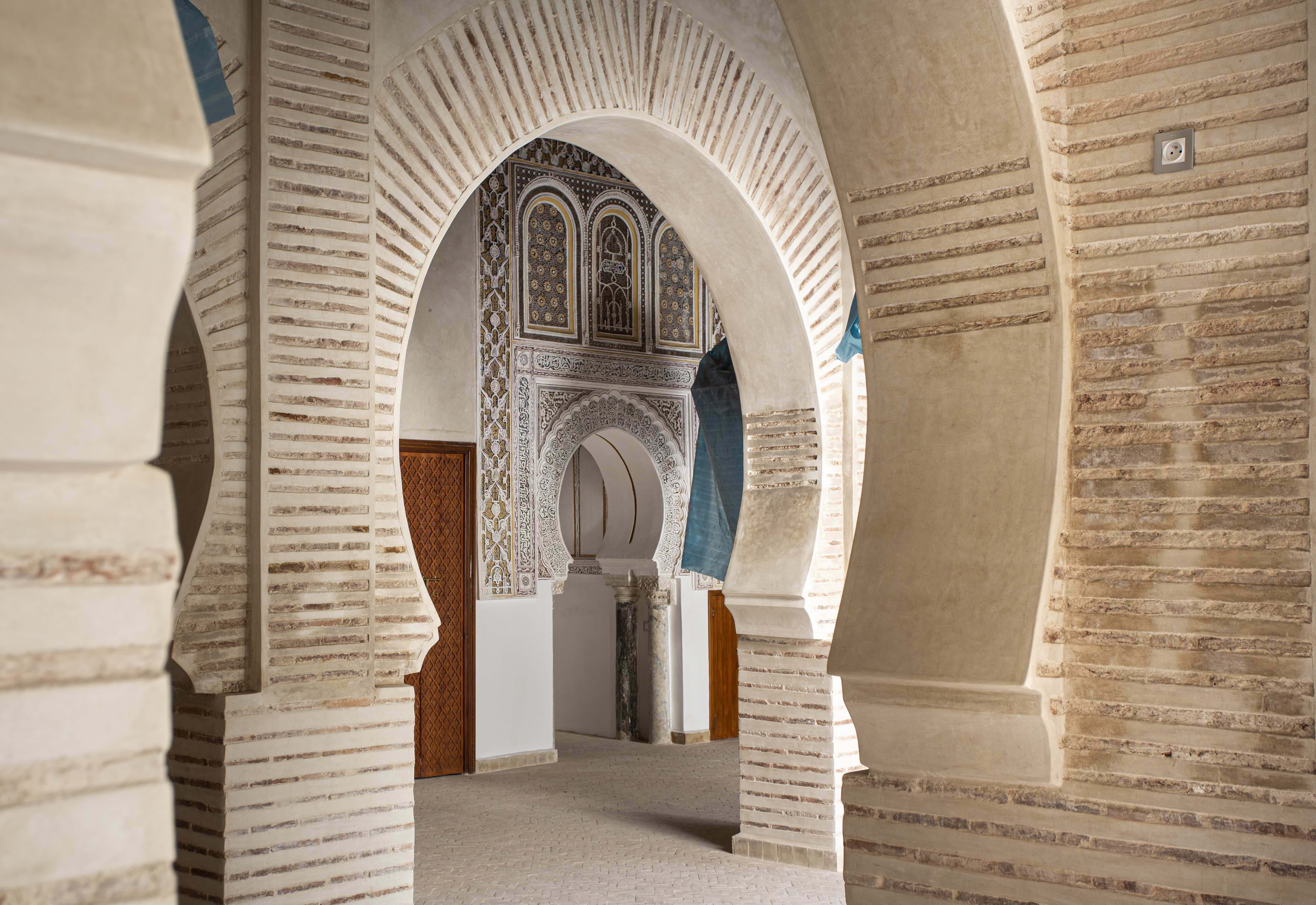
Zauia de Abdalazize Ataba (Sidi Abdelaziz Tebbâa)
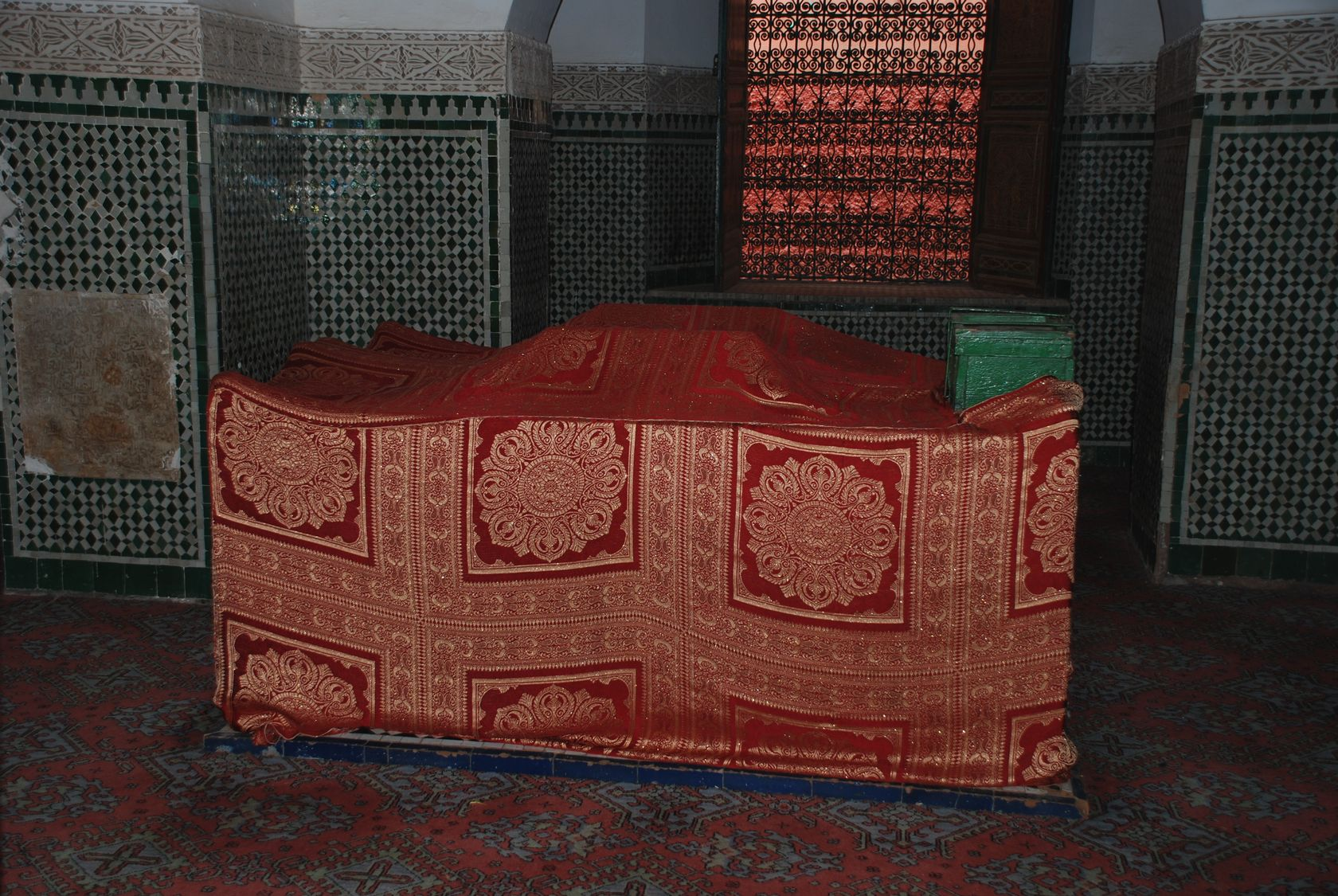
Mausoléu de Cádi Iade (Cadi Ayyad)
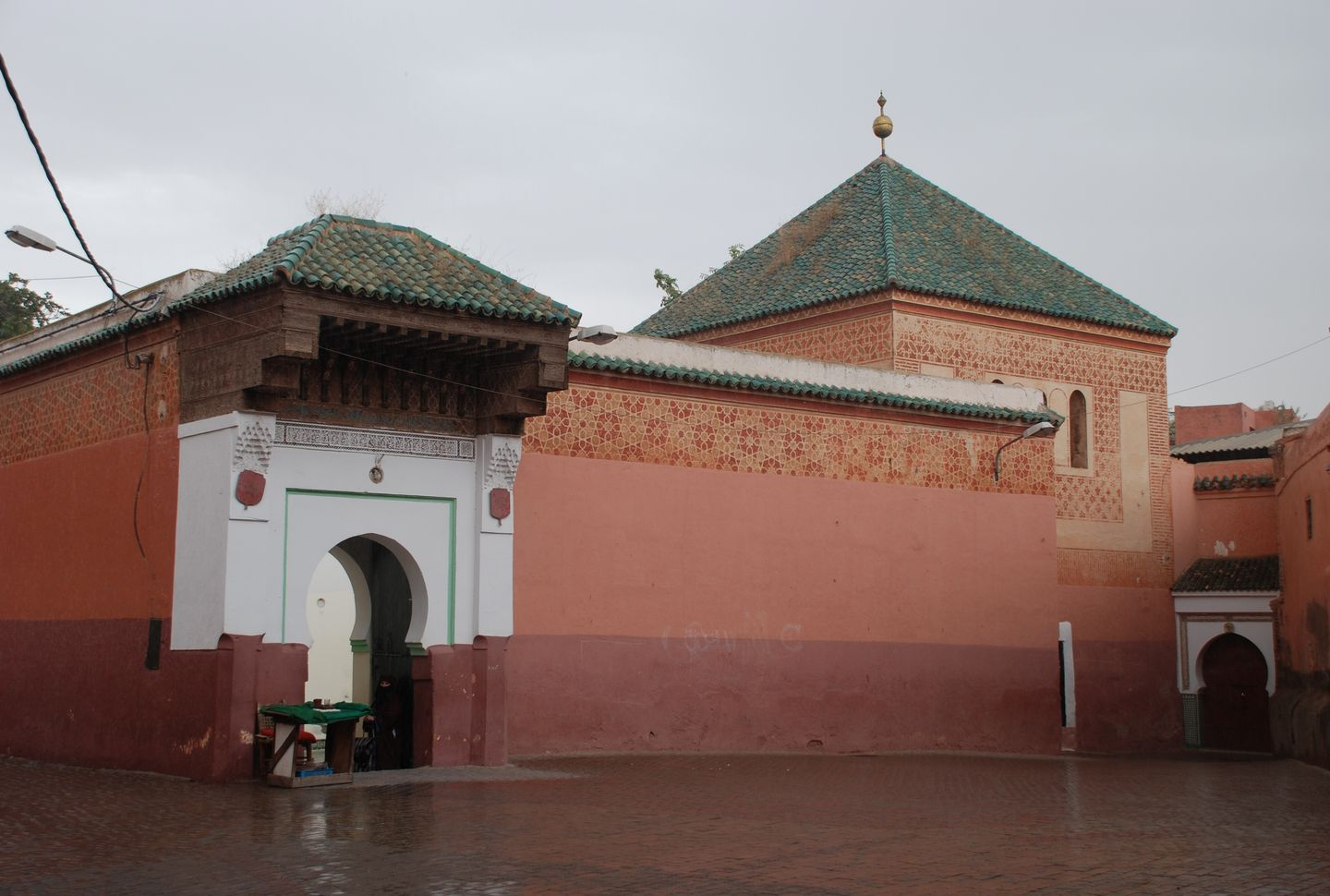
Zauia de Abedalá Algazuani (Sidi Abdellah El Ghazouani)

### Mellah(bairro judeu)

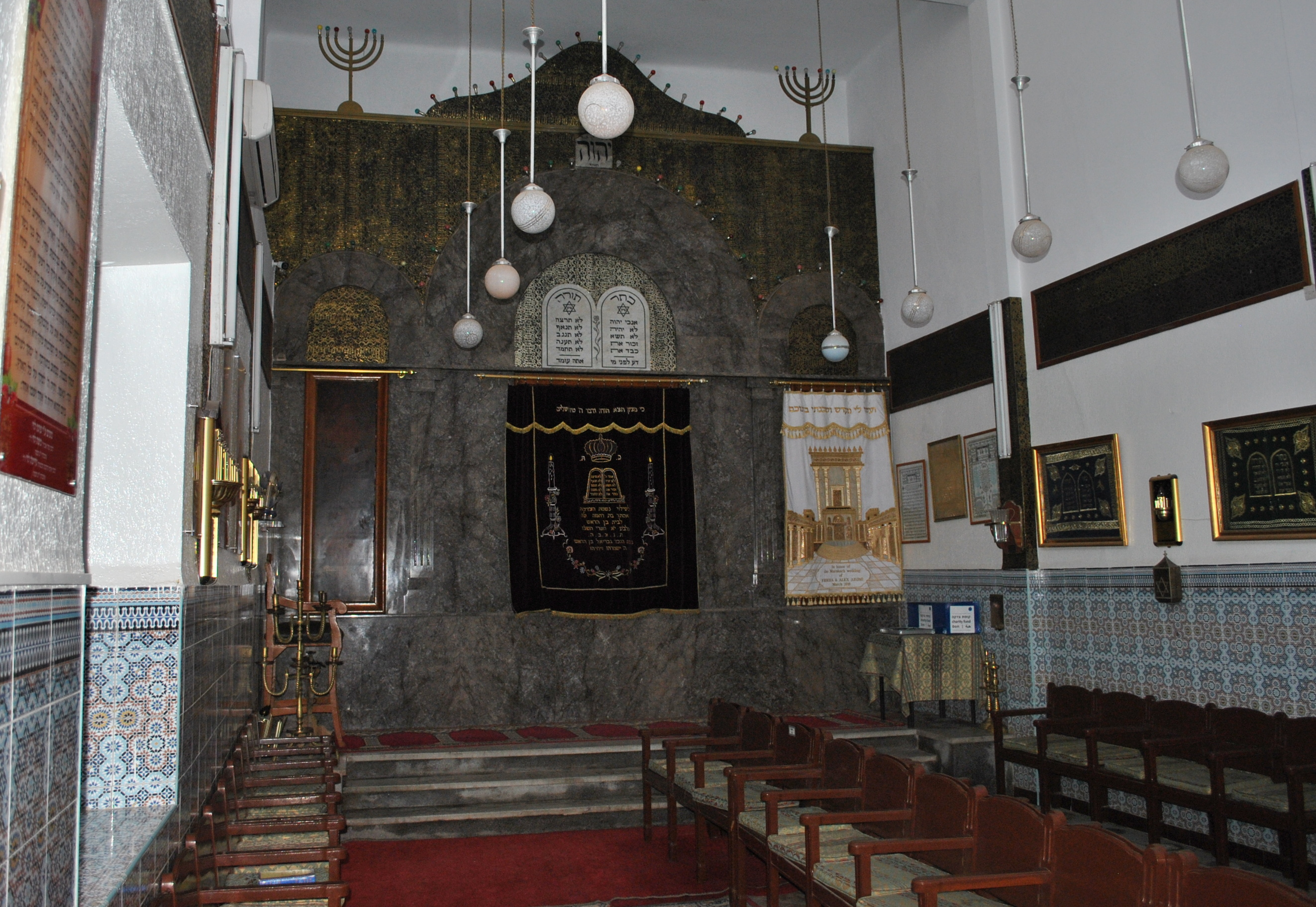
Sinagoga Salat Alzama

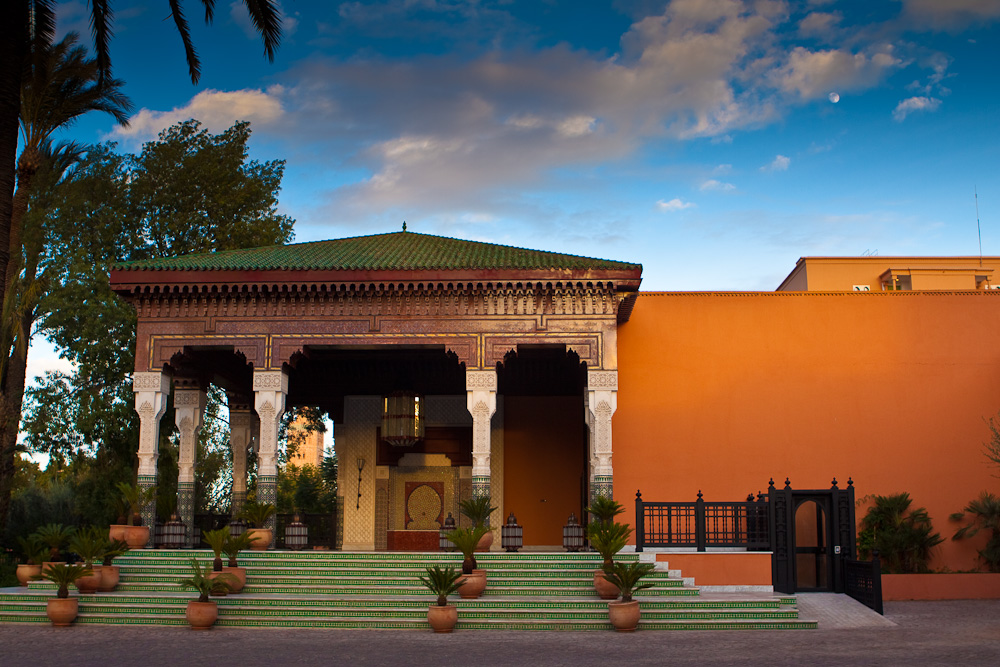
Entrada do hotel La Mamounia

A mellah, antigo bairro dos judeus, situa-se na área da casbá da almedina, a leste da Praça dos Ferblantiers (dos latoeiros). Foi criado em 1558 pelos saadianos, no local onde antes se situavam os estábulos do sultão. Nesse tempo, a comunidade judaica da cidade era constituída pela maior parte dos banqueiros, joalheiros, artesãos de metal, alfaiates e comerciantes de açúcar da cidade. No século XVI, a mellah tinha as suas próprias fontes, jardins e hortas, sinagogas e mercados. Até à chegada dos franceses em 1912, os judeus não estavam autorizados a ter propriedades fora da mellah, pelo que todo o crescimento estava limitado à área do bairro, o que resultou em ruas estreitas, lojas pequenas e casas de habitação mais altas.
Atualmente a mellah é uma zona principalmente residencial, chamada Hay Essalam, ocupa uma área inferior aos limites históricos e a sua população é quase inteiramente muçulmana. A Sinagoga Salat Alzama, construída em volta de um pátio central, situa-se na mellah. Adjacente à mellah encontra-se o maior cemitério judaico do seu género em Marrocos. Caracteriza-se pelos seus túmulos caiados de branco e sepulturas de areia.

### Hotéis
Marraquexe, uma das cidades mais turísticas de África, tem mais de 200 hotéis, alguns deles conhecidos internacionalmente. Um destes é o La Mamounia, um hotel de cinco estrelas instalado num edifício que mistura os estilos art déco e marroquino, construído em 1925 por Henri Prost e A. Marchis. É hotel mais famoso da cidade e foi descrito como "a grande dama dos hotéis de Marraquexe". O hotel teve numerosos hóspedes mundialmente célebres, como Winston Churchill, o Príncipe Carlos de Inglaterra ou Mick Jagger. O primeiro esteve lá alojado várias vezes e relaxava pintando no jardim. O hotel tem 23 quartos e um casino; foi renovado em 1986 e 2007 pelo designer francês Jacques Garcia.
Outros hotéis de grande prestígio são, por exemplo, o Eden Andalou, o Hotel Marrakech, Sofitel Marrakech, Palm Plaza Hotel & Spa, Royal Mirage Hotel, Piscina del Hotel, o Palmeraie Golf Palace e o Pullman Marrakech Palmeraie Resort & Spa.

## Cultura

### Museus
Museu de Marraquexe

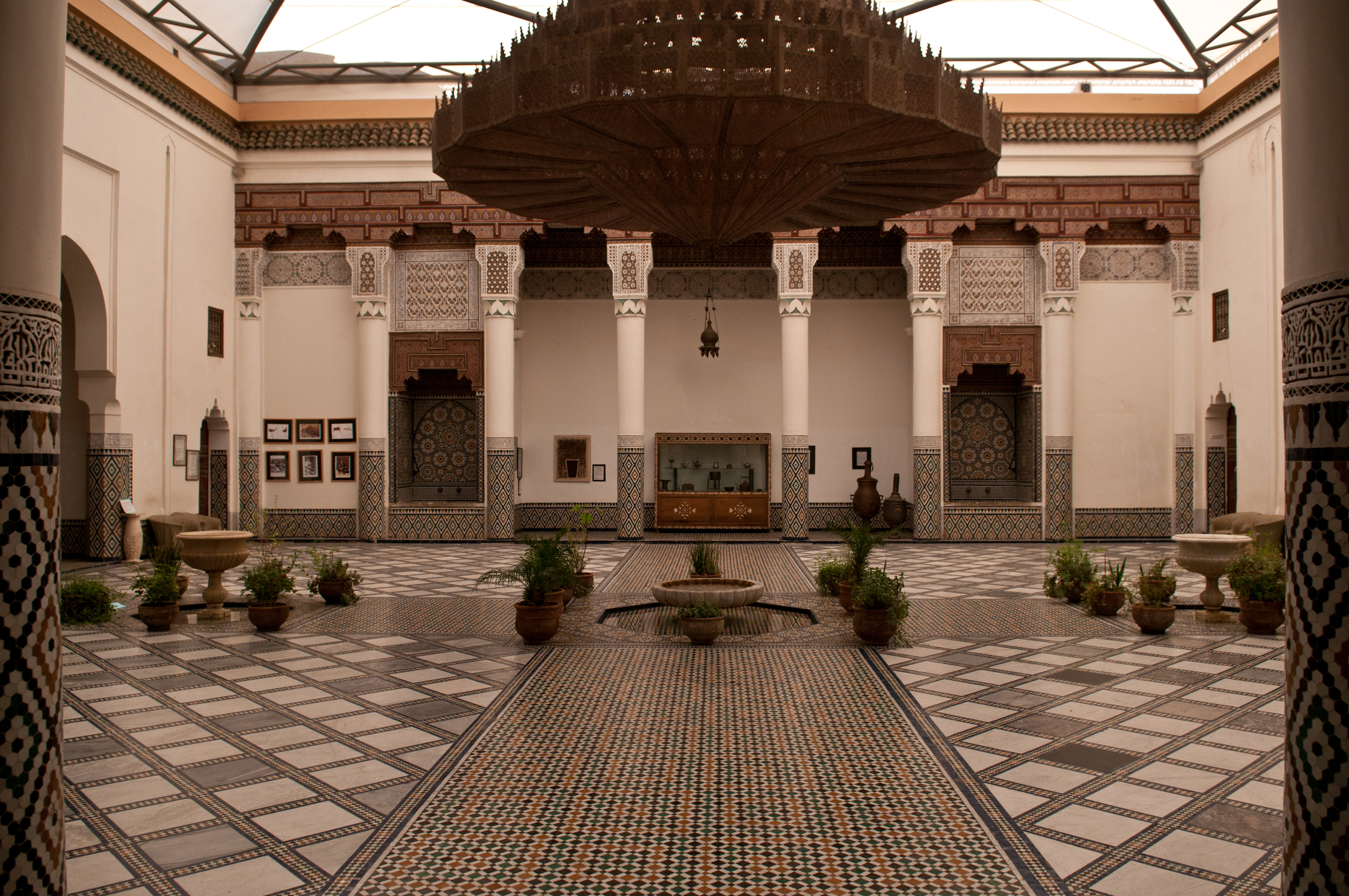
Pátio do Palácio Menebhi, onde está instalado o Museu de Marraquexe

Está instalado no Palácio (Dar) Menebhi, no centro da almedina, construído  no fim do século XIX por Mehdi Menebhi. O edifício foi cuidadosamente restaurado pela Fundação Omar Benjelloun e convertido em museu em 1997. A casa é um bom exemplo da arquitetura andalusina clássica, com fontes no pátio central, áreas tradicionais para se estar sentado, um hamame e profusas decorações intrincadas de mosaico e relevo, que já foi descrito como «uma orgia de estalactites em estuque esculpido, que caem do teto e se combinam com um assombroso trabalho excessivo de zellige». O museu expõe arte marroquina tradicional e moderna, além de exemplares de livros históricos, moedas e cerâmica produzidos por judeus, berberes e árabes de Marrocos.

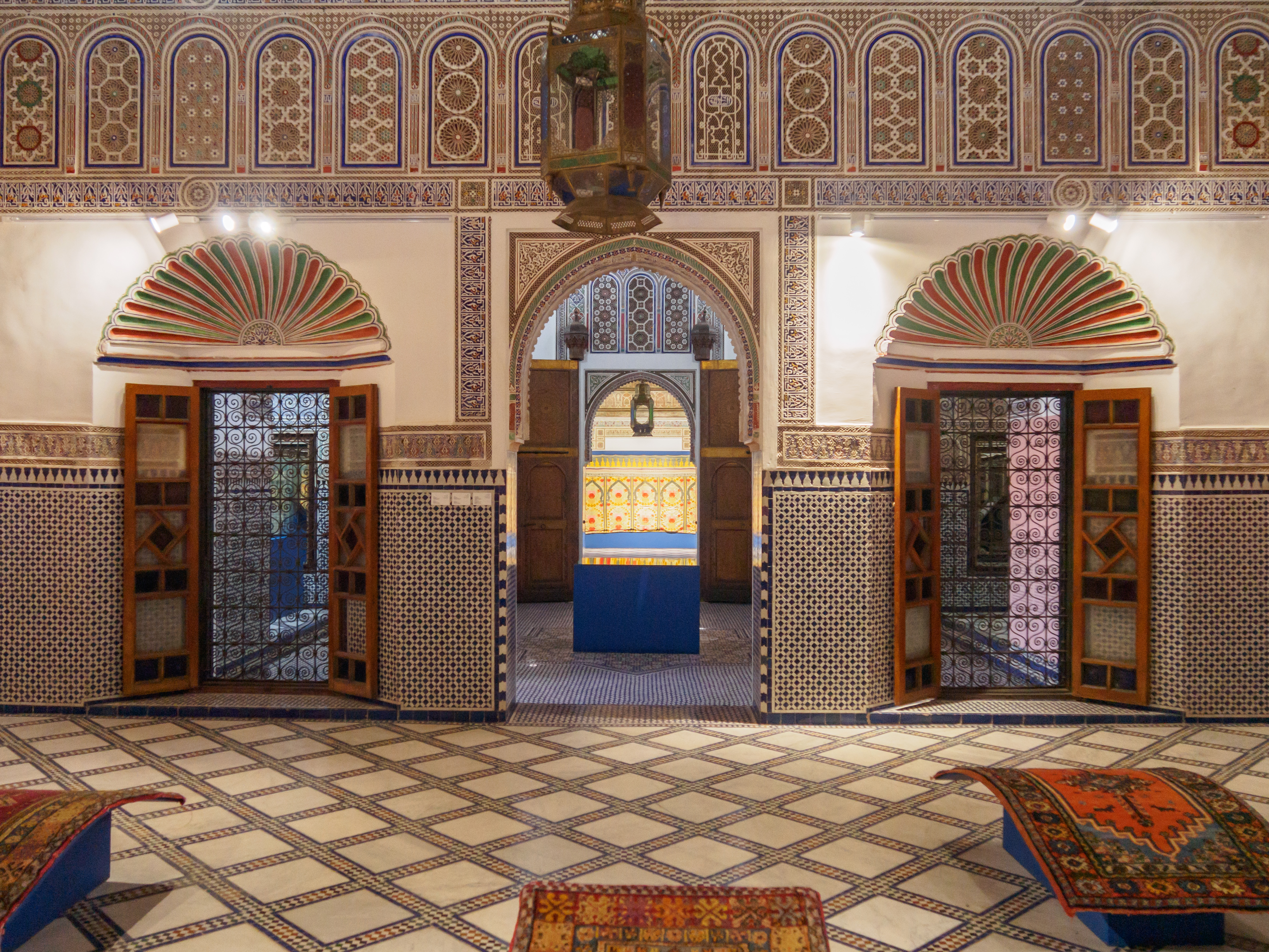
Museu Dar Si Said
Também conhecido como Museu das Artes Marroquinas, situa-se a norte do Palácio da Bahia. Foi a residência na cidade de Sidi Said, irmão do grão-vizir Bamade e foi construído ao mesmo tempo que o palácio deste, o da Bahia. Supostamente, o palácio provocou a inveja do sultão Abdalazize, que o saqueou depois da morte do vizir. O acervo do museu é considerado um dos melhores de Marrocos, com «joalharia do Alto Atlas e Antiatlas e do extremo sul do país; tapetes do Hauz e de outras regiões do Alto Atlas; lâmpadas de azeite de Tarudante, cerâmica azul de Safim e verde de Tamegroute; e peças em couro de Marraquexe».
Museu de Arte Islâmica
Está instalado num edifício pintado de azul situado no interior do Jardim Majorelle. O museu foi criado por Yves Saint Laurent e Pierre Bergé, que compraram a casa e jardim que tinha sido construído como residência do pintor Jacques Majorelle, que tinha ali um estúdio. Renovado no início do século XXI, tem em exposição nas suas pequenas salas peças islâmicas e decorações, que incluem loiça policromada, joias e portas antigas.
Museu da Fotografia e das Artes Visuais
O Musée de la Photographie et des Arts Visuels de Marrakech (ou MMPVA ou MMP+) foi instalado provisoriamente no Palácio el Badi, onde têm sido realizadas importantes exposições, principalmente de fotógrafos estrangeiros, mas também marroquinos. Pretende vir a ser um dos maiores museus de fotografia do mundo e reunir um acervo de fotografias desde o século XIX até à atualidade. O museu foi uma ideia da ex-financeira, cantora, dançarina e filantropa marroquina Karen Ruimy e da sua família. O edifício definitivo, da autoria do atelier do arquiteto britânico David Chipperfield, está em construção e vai ser o maior museu de fotografia do mundo quando for inaugurado, o que em 2013 estava previsto ocorrer no início de 2016. Ocupará uma área de aproximadamente 6 000 m² perto dos Jardins da Menara.
Casa da Fotografia de Marraquexe
A Maison de la Photographie de Marrakech é um museu de fotografia instalado numa douiria (apartamento anexo a uma casa tradicional) perto da Mesquita ibne Iúçufe. O acervo — mais de 4 500 fotografias de Marrocos do período entre 1870 e 1950 — resulta da reunião das coleções particulares dos dois fundadores e proprietários, o parisiense Patrick Menac'h e o marraquexi Hamid Mergani.

### Música, teatro e dança

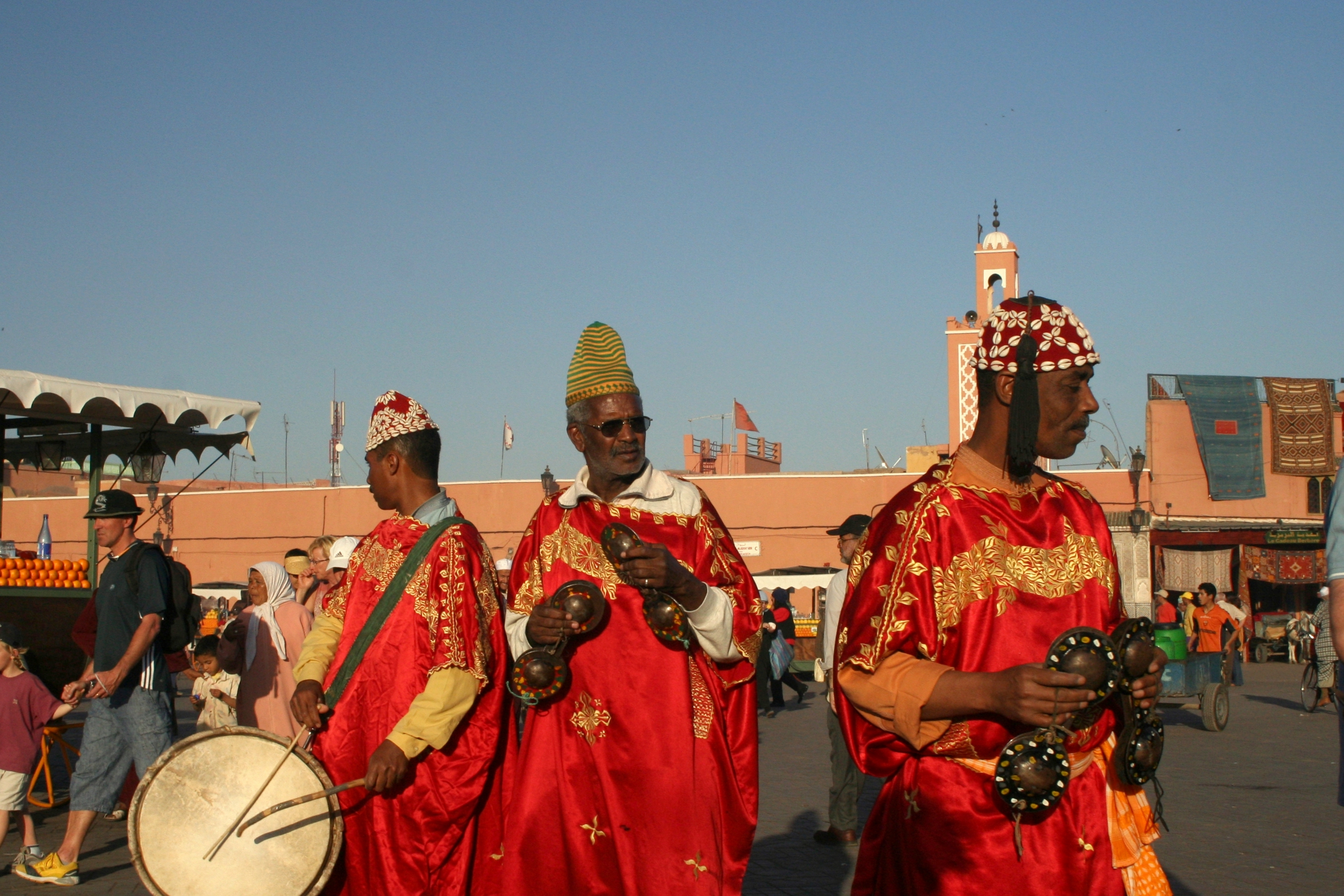
Músicos guinaua na praça Jemaa el-Fna

Há dois tipos de música tradicionalmente associados a Marraquexe. Uma é a música berbere, com influências da música clássica andalusina islâmica, caracterizada pelo acompanhamento com ud. Outra, bem diferente, é a música guinaua (gnaoua; gnawa), barulhenta e extravagante, que para alguns tem reminiscências de blues. É tocado com instrumentos feitos à mão, algo toscos, como castanholas, ribabs (espécie des banjos com três cordas) e adufes (deffs, espécie de tambores de mão). O ritmo da música gnaoua, em crescendo, induz na audiência uma espécie de transe; diz-e que esse estilo musical surgiu em Marraquexe e Essaouira como um ritual de libertação da escravatura. Mais recentemente alguns grupos de música femininos de Marraquexe têm ganho popularidade.
O Teatro Real de Marraquexe (Théâtre Royal de Marrakesh), o Instituto Francês e o Dar Chérifa são as principais instituições de artes cénicas da cidade. O Teatro Real foi desenhado pelo arquiteto tunisino Charles Boccara apresenta espetáculos de teatro, ópera e dança em francês e em árabe. Há numerosos grupos de teatro de rua, que atuam principalmente de noite na Jemaa el-Fna e outras praças e ruas principais.

### Artesanato

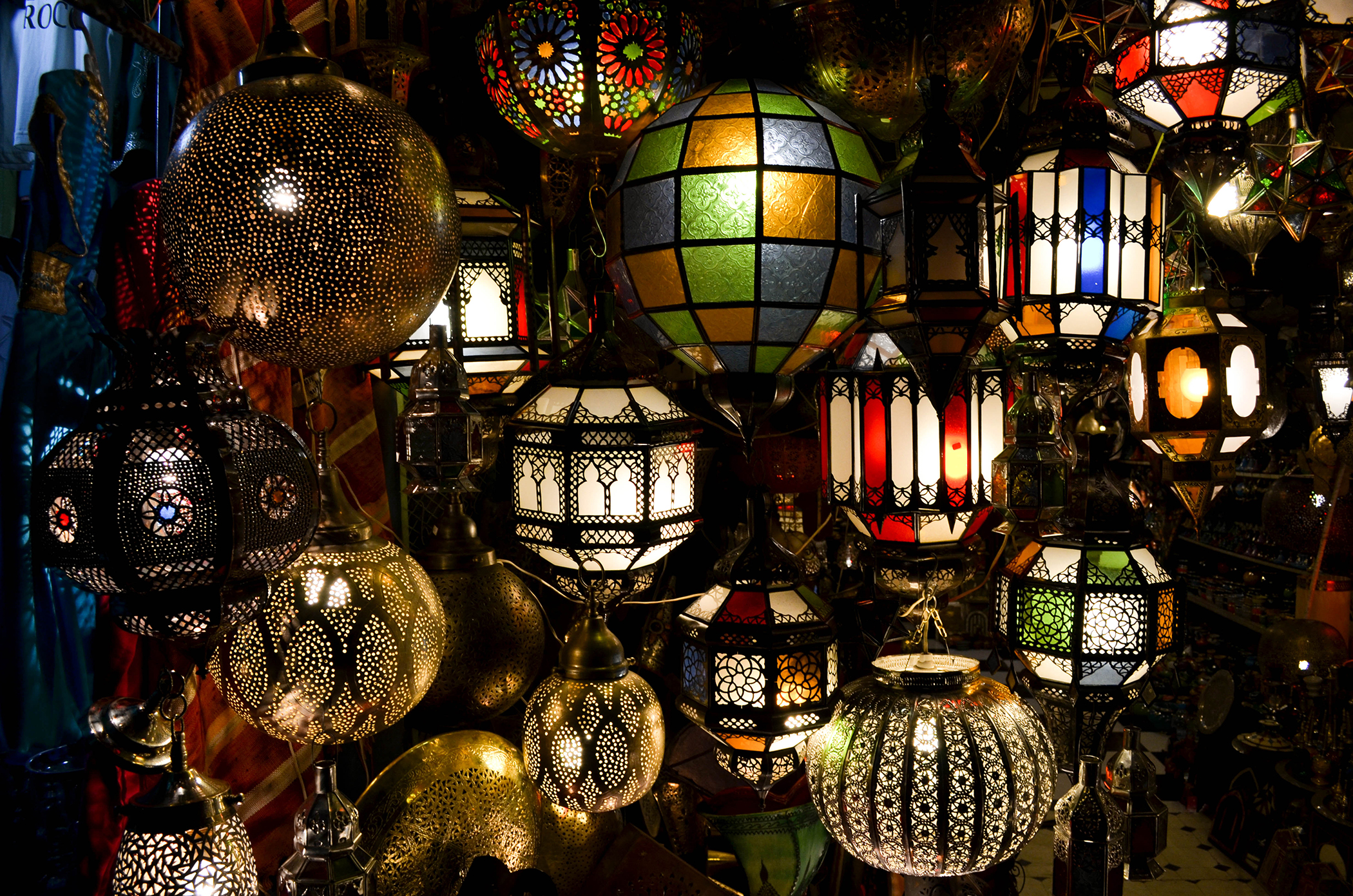
Candeeiros à venda na praça Jemaa el-Fna

As artes e ofícios tradicionais de Marraquexe sempre tiverem um amplo e profundo impacto no artesanato marroquino, que perdura até hoje. Entre as peças de decoração, típicas dos riades, destacam-se os tapetes e outros têxteis, cerâmicas, madeira e metal trabalhados e zellige. Os tapetes, carpetes e outros têxteis são tecidos, costurados ou bordados e também são usados em estofos. As mulheres marroquinas que trabalham em artesanato são conhecidas como maalems (artesãs especialistas) e fabricam belas peças, como carpetes berberes e xailes feito de sabra (seda de cato). A cerâmica e loiça são tipicamente de estilo berbere, com uma só cor, com formas e decorações arrojadas.
As peças em madeira são feitas principalmente de cedro, incluindo as portas dos riades e tetos dos palácios. A madeira de laranjeira é usada para fabricar conchas (colherões) conhecidas como harira ("concha de sopa de lentilhas"). As peças em tuia são feitas em madeira muito aromática cor de caramelo, de uma espécie de conífera nativa de Marrocos. Essa espécie está em risco de extinção; por isso a plantação dessas árvores tem vindo a ser promovida pela cooperativa de artesãs "Mulheres de Marraquexe".
O trabalho em metal feito em Marraquexe inclui candeeiros de latão, lanternas de ferro, castiçais feitos de latas de sardinha em conserva, bules de chá em latão esculpidos e tabuleiros usados para servir chá. Também se executam peças de arte mais contemporânea, como escultura e pintura figurativa. Outras peças populares são figurinhas ou estatuetas de tuaregues com turbantes azuis.

### Festivais

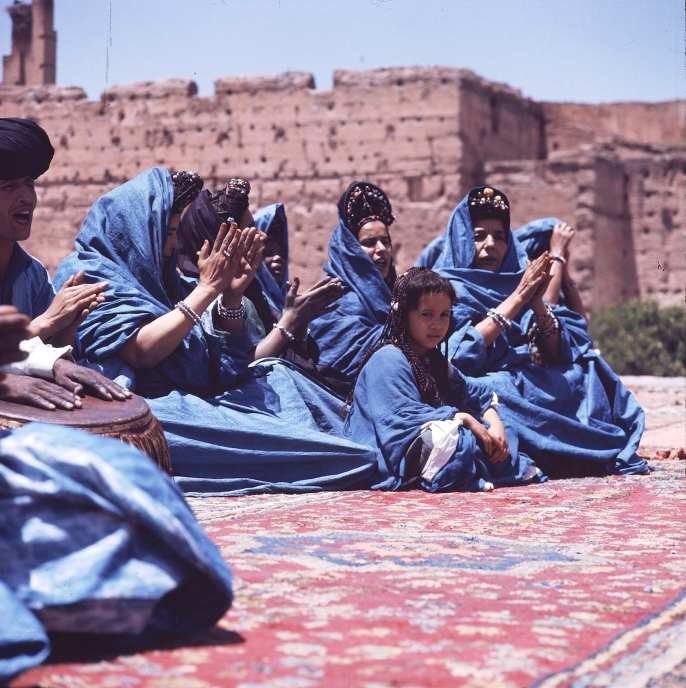
Atuação de um grupo folclórico nas ruínas do Palácio el Badi durante a edição de 1970 do Festival Nacional de Folclore

Entre os vários festivais culturais que se realizam em Marraquexe, cabe destacar o Festival Nacional de Foclore, o Festival Artes Populares de Marraquexe (no qual participam várias estrelas da música marroquina e outros artistas) e o Festival Berbere.
O Festival Internacional de Cinema de Marraquexe, que aspira a ser a versão norte-africana do Festival de Cannes, teve a sua primeira edição em 2001. Realiza-se todos os anos, e mostra mais de 100 filmes de todo o mundo. Já teve a participação de estrelas de Hollywood como Martin Scorsese, Francis Ford Coppola, Susan Sarandon, Jeremy Irons, Roman Polanski, etc., além de outras vedetas do cinema europeu, árabe e indiano.
O colorido Festival Marrakech Folklore Days  acontece todos os anos no final de março
A Bienal de Marraquexe foi criada em 2004 por Vanessa Branson como um festival multidisciplinar, que inclui artes visuais, cinema, vídeo, literatura, artes cénicas e arquitetura. Está no top 20 das melhores bienais de arte do mundo do site artnet.

### Gastronomia
A culinária da cidade é influenciada pelo facto de estar rodeada de pomares de citrinos e de oliveiras. A cozinha típica é rica e variada, muito condimentada, se bem que não seja picante. Os condimentos são variados, baseados em diversas receitas de ras el hanout (literalmente: "chefe da loja"), uma mistura de dúzias de especiarias que incluem malagueta, canela, pimenta-da-guiné, Vitex agnus-castus, noz-moscada e açafrão-da-terra. Uma das especialidades da cidade e um símbolo da sua cozinha é a tanjia marrakshia, uma tajine local preparada com carne de vaca, especiarias e smen (manteiga fermentada), que é cozinhada lentamente num forno tradicional em cinzas quentes. Também são preparadas tajines de galinha, borrego ou peixe, bem como outros tipos de tajine de vaca. É usual adicionar fruta, azeitonas, limão em conserva, hortaliças e especiarias, como cominhos, pimentos, açafrão, etc., além de ras el hanout. Outras versões de tajine incluem vegetais e grão-de-bico temperados com pétalas de flores. As tajines são preparadas na panela de barro com o mesmo nome e envolvem sempre uma cozedura lenta em vapor. Podem ser regadas com smem, uma espécie de ghi marroquino com um sabor semelhante ao do queijo azul.

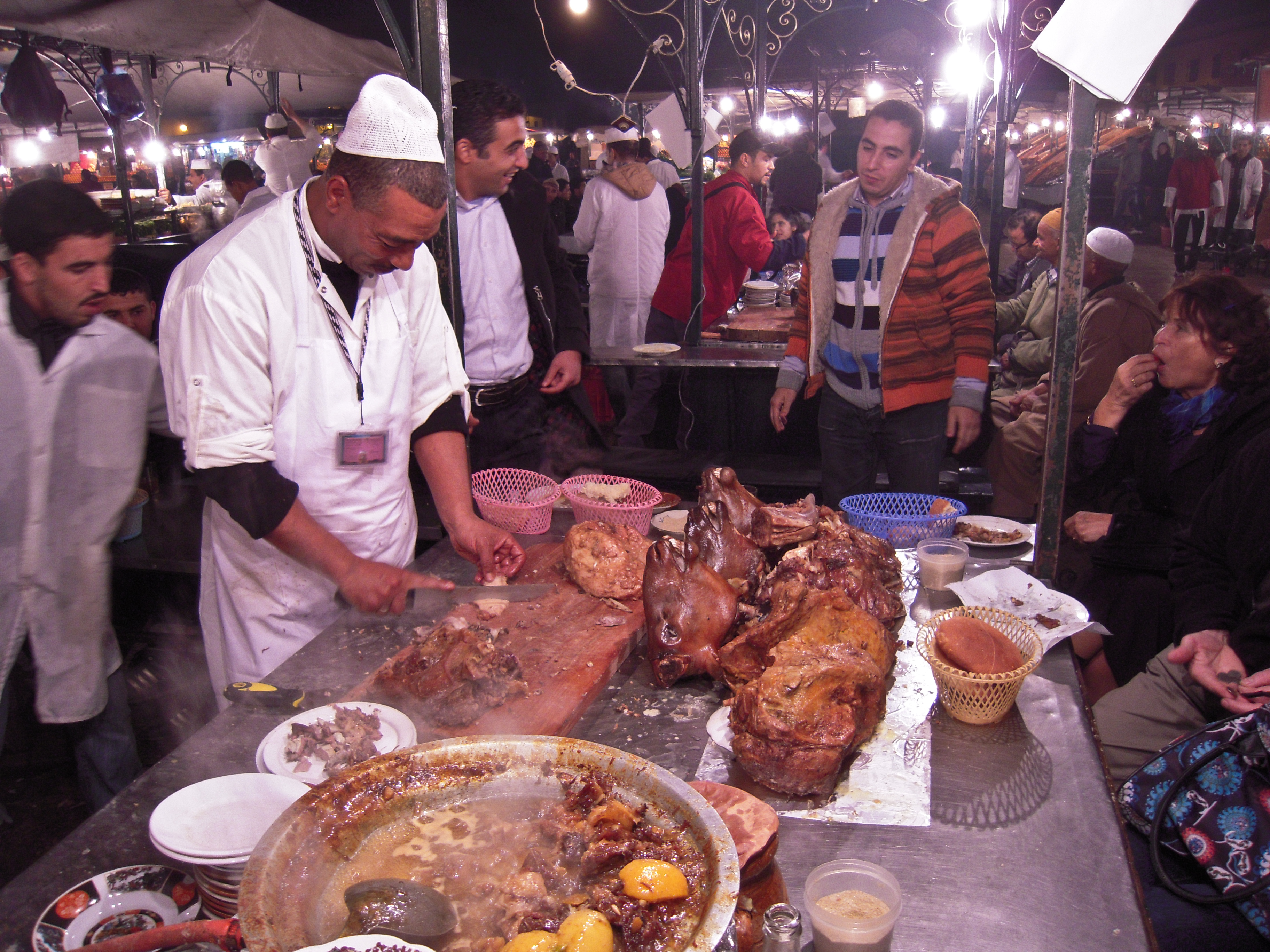
Um dos inúmeros restaurantes de rua na praça Jemaa el-Fna

Outra especialidade típica de Marraquexe são os briouates, uma espécie de chamuça recheada de limão. O arroz e cuscuz são ingredientes comuns da cozinha marraquexi. O primeiro pode ser cozinhado com açafrão, uvas, especiarias e amêndoas, enquanto o segundo pode ser misturado com hortaliças e legumes. A pastilla é uma tarte de massa folhada com galinha ou pombo triturados, preparado com amêndoas, canela, especiarias e açúcar. Em Marraquexe, a sopa harira inclui tradicionalmente borrego com uma mistura de grão, lentilha, massa tipo vermicelli ou esparguete muito fino e tomate, temperado com coentro e salsa. Entre os pratos comuns à venda nos restaurantes e tendas da Jemaa el-Fnaa encontram-se  a kefta (carne picada), charcutaria de fígado (en crépinette), merguez (outro tipo de enchido, geralmente de borrego) e tripas guisadas.
As sobremesas típicas de Marraquexe incluem a chebakia (biscoitos de sésamo com especiarias, geralmente preparados e consumidos durante o Ramadão, pastéis folhados com frutos secos e bolo de queijo com tâmaras.
Como na generalidade de Marrocos, o hábito de beber atāy (chá com hortelã; em francês: thé à la menthe) está muito presente em Marraquexe. É servido com açúcar, quase sempre num bule de latão com bico curvo, do qual é despejado com gestos precisos para pequenos copos de vidro. Outra bebida não alcoólica muito popular é sumo de laranja. Curiosamente, durante o período almorávida (séculos XI e XII), o consumo de álcool era comum; No passado havia centenas de judeus que produziam e vendiam bebidas alcoólicas na cidade. Atualmente encontram-se à venda bebidas alcoólicas em alguns hotéis, bares e restaurantes.

### Desporto
Entre os clubes de futebol de Marraquexe destacam-se o Najm de Marrakech, o Kawkab Athlétique Club de Marrakech, o Mouloudia de Marrakech e o Chez Ali Club de Marrakech. A cidade tem um cicuito autobilístico urbano, o Circuito Mulai el Hassan (Marrakech Street Circuit), com 4,624 km, onde se realizam provas do Campeonato Mundial de Carros de Turismo, Fórmula 2 e Auto GP . A Maratona de Marraquexe também ali se realiza; todos os anos participam nesta prova cerca de 5 000 atletas.
O golfe é um desporto com alguma popularidade em Marraquexe. A cidade tem três campos dessa modalidade, situados na periferia, junto aos limites urbanos, que são frequentados praticamente durante todo o ano. O mais antigo desses campos é o Royal Golf Club; os outros são o Golf de Amelikis, na estrada para Ouarzazate e o Palmeraie Golf Palace, perto do Palmeraie.

## Infraestruturas e serviços públicos

### Educação
Marraquexe tem várias universidades e outros estabelecimentos de ensino superior e médio. A Universidade Cádi Ayyad, também conhecida como Universidade de Marraquexe, foi criada em 1978 e agrega 13 instituições de ensino nas regiões de Marraquexe-Tensift-Al Haouz e Doukkala-Abda, que estão concentradas sobretudo em Marraquexe, El Kelaa des Sraghna e Safim. Uma dessas instituições é a Escola Nacional de Ciências Aplicadas (École nationale des sciences appliquées de Marrakech), fundada em 2000 e especializada em engenharia e investigação científica. Outra é a Faculdade de Ciências e Tecnologia de Gueliz, conhecida como escola mais prestigiada do seu género em Marrocos.
A Escola Superior de Comércio de Marraquexe (École Supérieure de Commerce de Marrakech ou "Sup de Co Marrakech") é uma escola privada que ministra cursos de quatro anos. Foi fundada em 1987 e é afiliada da Toulouse Business School (antigamente designada Escola Superior de Comércio de Toulouse).

### Madraça ibne Iúçufe

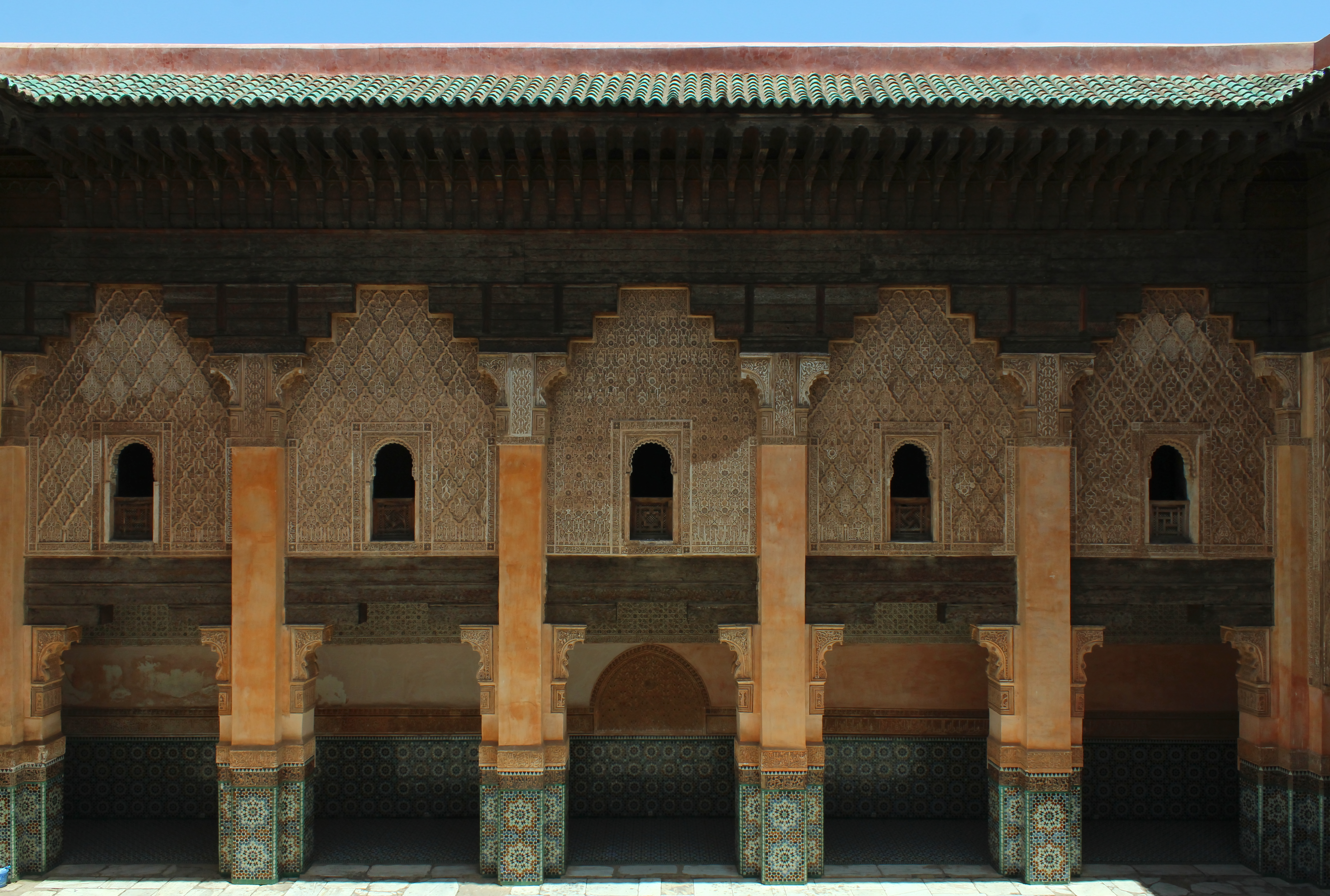
Pátio interior da Madraça ibne Iúçufe

Situada na parte norte da almedina, perto da mesquita homónima, foi durante séculos um colégio islâmico, que deve o seu nome ao emir almorávida Ali ibne Iúçufe (r. 1106–1142), que expandiu a cidade e sua influência consideravelmente. É a maior madraça de Marrocos e foi um dos colégios teológicos mais importantes do Norte de África, que chegou a ter 900 alunos. Dependente da mesquita vizinha, foi fundada durante o período merínida, no século XIV, pelo sultão Alboácem Ali ibne Otomão.

### Saúde
Marraquexe sempre foi um polo de saúde importante em Marrocos. Os hospitais da cidade servem não só os seus habitantes, como também as populações da região. Devido ao crescimento dramático da população nos últimos anos, principalmente desde o início do século XXI, as infraestruturas de saúde têm sofrido grandes pressões. Uma das unidades hospitalares da cidade é o Hospital Universitário Ibn Tofail. Graças a um empréstimo de 8 milhões de dólares contraído pelo governo marroquino com o Fundo OPEP para o Desenvolvimento Internacional (OFID) em 2001 para melhorar os serviços médicos na área de Marraquexe, os hospitais Ibn Tofail e Ibn Nafess foram ampliados, tendo sido construídos sete novos edifícios, totalizando uma área de 43 000 m²; foram também reabilitados 29 000 m² nos edifícios existentes e instalados novos equipamentos de radioterapia e outros.
Em 2009 foi inaugurado um hospital psiquiátrico regional, construído pela Fundação Maomé V para a Solidariedade. O hospital tem 194 camas e ocupa uma área de 3 hectares. Em fevereiro de 2011 foi anunciado pelo rei Maomé VI que havia planos para a construção de um hospital militar em Marraquexe.

### Transportes e comunicações
Marraquexe tem várias ligações ferroviárias diárias com Casablanca, Tânger, Fez, Mequinez e Rabate. Em 2007 estava planeada a construção de uma linha de alta velocidade.
As principais estradas que servem a cidade e os seus arredores estão bem pavimentadas. A principal ligação rodoviária com Casablanca é a A7, uma autoestrada com portagem com 210 km de extensão; a mesma autoestrada também liga com Agadir. O troço de autoestrada com 145 km entre Settat e Marraquexe, foi inaugurado em 2007, completando a ligação por autoestrada com Tânger, numa extensão de 558 km.
O Aeroporto de Marraquexe-Menara (IATA: RAK, ICAO: GMMX) situa-se 3 km a sudoeste do centro da cidade. Serve voos de várias cidades europeias, Casablanca e alguns países árabes. Formalmente tem dois terminais de passageiros, mas na prática ambos estão combinados formando um único grande terminal, com 42 000 m² e capacidade para 4,5 milhões de passageiros por ano. O terminal de carga está separado e tem 340 m² de área coberta. O aeroporto tem espaço de estacionamento para 14 Boeings 737 e 4 Boeings 747 Em julho de 2014 estava em construção um terceiro terminal que duplicará a capacidade anual para 9 milhões de passageiros. No entanto, segundo as previsões de crescimento do tráfego, essa capacidade será insuficiente em 2025, pelo que há planos para a construção de um novo aeroporto cujo custo se previa em 4,3 mil milhões * de dirrãs (c. 396 milhões de euros; 1,4 bilhões * de reais).

### Usada no texto
- Aldosar, Ali (2006), «Middle East, western Asia, and northern Africa», World and Its Peoples, ISBN 9780761475712 (em inglês), Marshall Cavendish, consultado em 3 de julho de 2015
- Barrows, David Prescott (2004), Berbers And Blacks: Impressions Of Morocco, Timbuktu And The Western Sudan, ISBN 9781417917426 (em inglês), Kessinger Publishing
- Bing, Alison (2011), Marrakesh Encounter, ISBN 9781741793161 (em inglês) 2ª ed. , Lonely Planet
- Bloom, Jonathan M.; Blair, Sheila (2009), Grove Encyclopedia of Islamic Art & Architecture, ISBN 9780195309911, Oxford University Press, consultado em 3 de julho de 2015
- Bosworth, Clifford Edmund (1989), The Encyclopedia of Islam, ISBN 9789004090828 (em inglês), 6, Brill, consultado em 2 de julho de 2015
- Caldicott, Chris; Caldicott, Carolyn (2001), The spice routes: chronicles and recipes from around the world, ISBN 9780711217560 (em inglês), Frances Lincoln
- Casas, Joseph; Solh, Mahmoud; Hafez, Hala (1999), The National Agricultural Research Systems in West Asia and North Africa Region, ISBN 9789291270965 (em inglês), ICARDA, consultado em 3 de julho de 2015
- Christiani, Kerry (2009), Frommer's Marrakech Day by Day, ISBN 9780470686799 (em inglês), John Wiley & Sons, consultado em 2 de julho de 2015
- Clammer, Paul (2009), Morocco, ISBN 9781742203607 (em inglês), Lonely Planet, consultado em 3 de julho de 2015
- Dahlhoff, Guenther, ed. (2012), «Franco-German Convention of 1911 and French Protectorate of 1912», Bibliographic Set (2 Vol Set). International Court of Justice, Digest of Judgments and Advisory Opinions, Canon and Case Law 1946 - 2011, ISBN 9789004230620 (em inglês), Brill. Martinus Nijhoff Publishers, consultado em 30 de maio de 2015
- Davies, Ethel (2009), North Africa: The Roman Coast, ISBN 9781841622873 (em inglês), Bradt Travel Guides, consultado em 3 de julho de 2015
- Denby, Elaine (2002), Grand Hotels: Reality and Illusion, ISBN 9781861891211 (em inglês), Reaktion Books, consultado em 3 de julho de 2015
- Des Clark (2012), Mountaineering in the Moroccan High Atlas, ISBN 9781849657174 (em inglês), Cicerone Press, consultado em 2 de julho de 2015
- Egginton, Jane; Pitz, Anne (2010), Marrakech, ISBN 9783829732741 (em alemão), Mair Dumont Spirallo, consultado em 2 de julho de 2015
- Ellingham, Mark; McVeigh, Shaun; Jacobs, Daniel; Brown, Hamish (2004), The Rough Guide to Morocco, ISBN 9-781843-533139 (em inglês) 7ª ed. , Nova Iorque, Londres, Deli: Rough Guide, Penguin Books
- Febvre, Lucien Paul Victor (1988), Annales (em francês), A. Colin, consultado em 3 de julho de 2015
- Gerteiny, Alfred G. (1967), Mauritania (em inglês), Praeger, consultado em 30 de maio de 2015
- Gottreich, Emily (maio de 2003), «On the Origins of the Mellah of Marrakesh», Cambridge University Press, International Journal of Middle East Studies, ISSN 0020-7438 (em inglês), 35 (2): 287-305, JSTOR 3879621, consultado em 3 de julho de 2015
- Gottreich, Emily (2007), The Mellah of Marrakesh: Jewish and Muslim Space in Morocco's Red City, ISBN 9780253218636 (em inglês), Indiana University Press, consultado em 30 de maio de 2015
- Hal, Fatema (2002), The Food of Morocco: Authentic Recipes from the North African Coast, ISBN 9789625939926 (em inglês), Periplus
- Harrison, Rodney (2012), Heritage: Critical Approaches, ISBN 9781136267666 (em inglês), Routledge, consultado em 3 de julho de 2015
- Hoisington Jr., William A. (2004), The Assassination of Jacques Lemaigre Dubreuil: A Frenchman between France and North Africa, ISBN 9780203004968 (em inglês), Psychology Press. Taylor & Francis
- Houtsma, M. Th., ed. (1987), E.J. Brill's First Encyclopaedia of Islam 1913-1936, ISBN 9789004082656 (em inglês), Brill, consultado em 30 de maio de 2015
- Howe, Marvine (2005), The Islamist Awakening and Other Challenges: The Islamist Awakening and Other Challenges, ISBN 9780195346985 (em inglês), Oxford University Press, consultado em 2 de julho de 2015
- Humphrys, Darren (2010), Frommer's Morocco, ISBN 9780470645826 (em inglês) 2ª ed. , John Wiley & Sons, consultado em 3 de julho de 2015
- Jacobs, Daniel; Drew, Keith (2013), The Rough Guide to Morocco, ISBN 9781409332671 (em inglês)
- Koehler, Jeff (2012), Morocco: A Culinary Journey with Recipes from the Spice-Scented Markets of Marrakech to the Date-Filled Oasis of Zagora, ISBN 9781452113654 (em inglês), Chronicle Books, consultado em 3 de julho de 2015
- Layton, Monique (2011), Notes from Elsewhere: Travel and Other Matters, ISBN 9781462036509 (em inglês), iUniverse, consultado em 3 de julho de 2015
- Lehmann, Ingeborg; Henss, Rita; Szerelmy, Beate; Nosbers, Hedwig; Zakrzewski, Reinhard (2009), Baedeker Guides. Morocco, ISBN 9783829766234 (em inglês), Marco Polo Travel Publishing
- Listri, Massimo; Rey, Daniel (2005), Marrakech: Living on the Edge of the Desert, ISBN 9781864701524, consultado em 3 de julho de 2015
- Loizillon, Sophie (2008), Maroc, ISBN 9782713102714 (em francês), Editions Marcus, consultado em 30 de maio de 2015
- Mallos, Tess; Mackevicius, Ashley (2006), A Little Taste of Morocco, ISBN 9781740457545 (em inglês), Allen & Unwin, consultado em 3 de julho de 2015
- Mayhew, Bradley; Dodd, Jan (2003), Morocco, ISBN 9781740593618 (em inglês) 6ª ed. , Lonely Plane, consultado em 3 de julho de 2015
- Moreau, Riikka; Smith, Karen; Forster, Bernard (setembro de 2005), Marrakech – A city of cultural tourism (PDF) (em inglês), HVS International, consultado em 2 de julho de 2015
- Nanjira, Daniel Don (2010), African Foreign Policy and Diplomacy from Antiquity to the 21st Century, ISBN 9780313379826 (em inglês), 1, ABC-Clio, consultado em 2 de julho de 2015
- Messier, Ronald A. (2010), The Almoravids and the Meanings of Jihad, ISBN 9780313385896 (em inglês), ABC-CLIO, consultado em 30 de maio de 2015
- Naylor, Phillip C. (2009), North Africa: A History from Antiquity to the Present, ISBN 9780292778788 (em inglês), University of Texas Press, consultado em 30 de maio de 2015
- Pons, Pau Obrador; Crang, Mike; Travlou, Penny, eds. (2009), Cultures of Mass Tourism: Doing the Mediterranean in the Age of Banal Mobilities, ISBN 9780754672135 (em inglês), Ashgate Publishing, consultado em 3 de julho de 2015
- Pratt, M. Kathleen (julho de 2005), «Mystical Marrakech. An intrepid traveler takes you inside an enchanting city», Rotary International, The Rotarian, ISSN 0035-838X (em inglês), 184 (1): 14, consultado em 30 de maio de 2015
- Ring, Trudy; Salkin, Robert M.; La Boda, Sharon (1994), International Dictionary of Historic Places: Middle East and Africa, ISBN 9781884964039 (em inglês), 4, Fitzroy Dearborn Publishers, consultado em 3 de julho de 2015
- Rogerson, Barnaby (2000), Marrakesh, Fez, Rabat, ISBN 9781860119736 (em inglês), Cadogan City Guides. New Holland Publishers, consultado em 3 de julho de 2015
- Rogerson, Barnaby; Lavington, Stephen (2003), Marrakech: The Red City, ISBN 9781900209182 (em inglês), Sickle Moon, consultado em 30 de maio de 2015
- Roth, Manuela, ed. (2008), Cool Restaurants Top of the World, ISBN 9783832792336 (em inglês), 1, TeNeues, consultado em 3 de julho de 2015
- Rubin, Chris (fevereiro de 1996), «Road of a Thousand Kasbahs», Emmis Communications, Orange Coast Magazine, ISSN 0279-0483 (em inglês), 22 (2): 46, consultado em 30 de maio de 2015
- Searight, Susan (1999), Maverick Guide to Morocco, ISBN 9781455608645 (em inglês), Pelican Publishing, consultado em 30 de maio de 2015
- Shackley, Myra (2007), Atlas of Travel and Tourism Development, ISBN 9781136427824 (em inglês), Routledge, consultado em 2 de julho de 2015
- Shillington, Kevin (2005), Encyclopedia of African history, ISBN 9781579582456 (em inglês), 2, Fitzroy Dearborn, consultado em 2 de julho de 2015
- Sullivan, Paul (2006), A Hedonist's Guide to Marrakech, ISBN 9781905428069 (em inglês), A Hedonist's guide to..., consultado em 2 de julho de 2015
- Venison, Peter J. (2005), In the Shadow of the Sun, ISBN 9780595799510 (em inglês), iUniverse
- Vorhees, Mara; Edsall, Heidi; Hardy, Paula (2005), Lonely Planet Morocco, ISBN 9781740596787 (em inglês), consultado em 3 de julho de 2015
- DK Eyewitness Travel Guide: Morocco, London: Dorling Kindersley Limtied, 2002
- Morocco Country Study Guide, ISBN 9780739715147 (em inglês), International Business Publications, 2006, consultado em 2 de julho de 2015
- «Ibn Rushd», The Encyclopaedia of Islam (em inglês), Leida: Koninklijke Brill, 1999, consultado em 29 de novembro de 2015
- The Report: Emerging Morocco 2007, ISBN 9781902339764 (em inglês), Oxford Business Group, consultado em 3 de julho de 2015
- The Report: Morocco 2011, ISBN 9781907065309 (em inglês), Oxford Business Group, consultado em 3 de julho de 2015
- «Voices. MarrakechExpress», Here Publishing, Out, ISSN 1062-7928 (em inglês), 11 (9), março de 2003, consultado em 3 de julho de 2015

### Complementar
- Abitbol, Michel (2014), Histoire du Maroc, ISBN 9782262038168 (em francês), Perrin, consultado em 4 de julho de 2015
- Bigio, Anthony G. (agosto de 2010), The Sustainability of Urban Heritage Preservation. The Case of Marrakesh (PDF) (em inglês), Inter-American Development Bank, consultado em 2 de agosto de 2015
- Brown, Hamish M. (2007), The Mountains Look on Marrakech, ISBN 9781870325295 (em inglês), Whittles
- Canetti, Elias (2012), The Voices of Marrakesh: A Record of a Visit, ISBN 9780141195629 (em inglês), Penguin Books
- Duvivier, Marianne (2001), Les portes de Marrakech, ISBN 9782203389526 (em francês), Casterman
- El Faïz, Mohammed; Bendaoud, Rachid (2000), Jardins de Marrakech, ISBN 9782742727254 (em francês), Actes Sud
- Favier, Anne; Martinez, Pascal (2004), Marrakech, kilomètre 44: Intérieurs marocains, ISBN 9782752600448 (em francês), Editions de l'Aube
- Fernea, Elizabeth Warnock (1988), A Street in Marrakech: A Personal View of Urban Women in Morocco, ISBN 9780881334043 (em inglês), Waveland Press, consultado em 4 de julho de 2015
- Ghachem-Benkirane, Narjess; Saharoff, Philippe (1990), Marrakech, demeures et jardins secrets, ISBN 9782867700439 (em francês), ACR edition, consultado em 4 de julho de 2015
- Gould, Stephen Jay (2011), The lying stones of Marrakech, ISBN 9780674061675 (em inglês), Harvard University Press, consultado em 4 de julho de 2015
- Michel, Claude; Michel, Ernest Désiré; Bousquet, Georges (prefácio) (2003), Marrakech d'un siècle à l'autre, ISBN 9782706817069 (em francês), Maisonneuve et Larose
- Thiébaud, Jean-Marie (2009), Le Cimetière chrétien de Marrakech (Maroc) (em francês), L'Harmattan
- Wilbaux, Quentin; Lebrun, Michel (1999), Marrakech: le secret des maisons-jardins, ISBN 9782867701283 (em francês), ACR edition, consultado em 4 de julho de 2015